# موسیقی راک
موسیقی راک سبک گسترده‌ای از موسیقی همه پسند است که در اواخر دههٔ ۱۹۴۰ و سال‌های نخست دههٔ ۱۹۵۰ میلادی با نام «راک اند رول» شکل گرفت و در میانهٔ دههٔ ۱۹۶۰ و بعد تر به طیف گسترده‌ای از سبک‌های مختلف به ویژه در انگلستان و ایالات متحده گسترش یافت. این سبک مستقیماً از سبک‌های بلوز، ریتم اند بلوز، موسیقی بردگان آمریکایی و موسیقی کانتری گرفته شده است. همچنین تأثیراتی از موسیقی جاز و کلاسیک را نیز در خود گنجانده است. نام راک از گزاره to rock که در زبان انگلیسی به معنای «جنباندن و تکان خوردن» است می‌آید. سازهای رایج در موسیقی راک گیتار برقی، گیتار بیس، درام و سازهای کوبه‌ای دیگر و کیبورد است که معمولاً در چهارچوب یک گروه موسیقی به نوازندگی می‌پردازند. در ابتدا راک مبتنی بر کسر میزان ۴/۴ بوده و از سروده‌های با گونه بیت استفاده زیادی می‌شد. هرچند با گذشت زمان موسیقی راک از دید ساختار بسیار گوناگون شده است. در آغاز سروده‌های راک بیشتر برای دلباختگی و دلبستگی نوشته می‌شدند اما از دهه ۶۰ میلادی جستارهای مدنی، سیاسی و اجتماعی وارد موسیقی راک شدند. از دهه پنجاه میلادی تا سال‌های نخست سده بیست و یکم راک محبوب‌ترین سبک موسیقی در ایالات متحده و بیشتر دنیای غرب بود.
نوازندگان راک در میانه دهه ۱۹۶۰ شروع به جایگزینی جُنگ به جای تک آهنگ در هنر موسیقی کردند. گروه موسیقی بیتلز پیشرو این جنبش بود. موسیقی آنها به راک پایه‌های فرهنگی مورد نیاز را داد تا بتواند خود را با نام موسیقی همه پسند جای بیندازد. در دهه های ۶۰ و ۷۰ میلادی که از آن ها با نام دوره کلاسیک راک یاد می‌شود، سبک‌های تازه ای در موسیقی راک به مانند بلوز راک، فولک راک، کانتری راک، راک جنوبی، راگا راک و جاز فیوژن پدیدار شدند. پیدایش این سبک‌ها و جنبش هوش‌ربودگان که در میانه‌ دهه شصت میلادی اوج گرفته بود پایه های ایجاد سبک سایکدلیک راک شدند. در این دو دهه سبک‌های تازه دیگری مانند پراگرسیو راک و راک هنری نیز به وجود آمدند که به ویژگی‌های هنری و پیچیدگی ساختار موسیقی می‌پرداخت. سبک گلم راک که به جلوه‌های نمایشی و اجرا زنده ارزش بیشتری می‌داد نیز در نیمه دوم دهه شصت میلادی به وجود آمد. در نیمه نخست دهه هفتاد میلادی زیر سبک هوی متال در کشور انگلستان از زیر سبک هارد راک به وجود آمد که آمیزه‌ای از آوازهای خشن و آواهای از هم گسیخته گیتار برقی است. در نیمه دوم دهه هفتاد میلادی زیر سبک پانک راک در انگلستان شکل گرفت. این سبک نوپا و پرانرژی تنها به جستارهای سیاسی و مدنی اشاره می‌کرد. پانک راک به گسترش پی در پی دیگر زیر سبک‌های مانند موج نو و پست-پانک و آلترناتیو راک در دهه ۸۰ میلادی کمک شایانی کرد.
در دهه ۱۹۹۰ آلترناتیو راک و شاخه‌هایش موسیقی راک را در بر گرفتند. از شاخه‌های آلترناتیو راک می‌توان گرانج، بریت پاپ، شوگیز، دریم پاپ و ایندی راک را نام برد که در انگلستان و ایالات متحده به فروش بالایی دست پیدا کردند. در ادامه دهه نود میلادی زیر سبک های دیگری به مانند پاپ پانک، الکترونیک راک، رپ راک و رپ متال نیز وار موسیقی راک شدند. برخی از سبک‌ها قدیمی تر مانند گاراژ راک و پست-پانک در نیمه نخست دهه ۲۰۰۰ در تلاش بودند تا موسیقی راک را به ریشه‌های خود در دهه شصت و هفتاد میلادی برگردانند. از دهه ۲۰۱۰ موسیقی راک جایگاه خود را به عنوان برترین و پرفروش‌ترین سبک موسیقی در دنیا غرب را از دست داد. هرچند همچنان از دید فروش جایگاه خوبی در هنر موسیقی داشت. سبک‌های هیپ-هاپ و رقص الکترونیک در دهه ۲۰۱۰ و جنبش زنده سازی پاپ-پانک و پانک-هیپ هاپ در دهه ۲۰۲۰ از موسیقی راک تأثیر فزآینده گرفتند.
راک همچنین پدیده‌ای از جنبش‌های فرهنگی و مدنی نیز بود که منجر به زایش خرده فرهنگ‌های بزرگی به مانند مدها و راکرها در انگلستان و جنبش هیپیان و پاد فرهنگی دهه ۶۰ در سانفرانسیسکو ایالات متحده شد. فرهنگ پانک در دهه هفتاد میلادی خرده فرهنگ‌های مانند گات و ایمو را در دهه هشتاد و نود میلادی درست کرد. همچنین موسیقی راک وارث رسم ترانه های اعتراضی در موسیقی همه پسند شد که پیشتر در اختیار موسیقی فولک بود.

## ویژگی‌های موسیقی راک
راک اند رول نمایشی از آرزوهای نوجوانان است... ساخت موسیقی راک اند رول به گونه درست خود نیازمند درک مفاهیمی به مانند نزدیکی جنسی، دلبستگی بین زن و مرد، خشونت و خوش‌گذارانی است.

—رابرت کریستگاو در کتاب راهنمای خرید جُنگِ کریسگاو: آلبوم‌های راک دهه هفتاد (۱۹۸۱)
مهم‌ترین ویژگی راک گیتار برقی است که به همراه یک تقویت کننده استفاده می‌شود. گیتار برقی به گونه امروزی در دهه ۱۹۵۰ با محبوبیت راک اند رول به وجود آمد.
همچنین بسیار تحت تأثیر نوازندگان گیتار در سبک بلوز الکتریک قرار گرفت.
گیتار برقی در راک بیشتر به همراه یک گیتار بیس الکتریک استفاده می‌شود که در دهه ۵۰ میلادی در موسیقی جاز نیز مورد استفاده بود. سازهای کوبه‌ای مانند طبل و سنج نیز در راک استفاده می‌شوند.
این سه ساز با گنجاندن سازهای دیگر، به ویژه کیبوردهایی مانند پیانو، ارگ هاموند و سینت سایزر همراهی می‌شوند.
سازهای راک از سازهای پایه گروهای بلوز (گیتار لید، ریتم گیتار، بیس گیتار و درام) گرفته شده‌اند.
گروهی از نوازندگانی که موسیقی راک را اجرا می‌کنند، گروه راک نامیده می‌شوند. گروه‌های راک از سه تا پنج عضو پدید می‌آیند.. بیشتر گروهای راک به گونه یک چهارنفره به وجود می‌آیند. که نوازندگان آن یک یا چند ساز را به مانند گیتار لید، ریتم گیتار، بیس گیتار، سازهای کوبه ای و کیبورد را می‌نوازند.
موسیقی راک بیشتر ریتم‌های مترش بر میزان ۴/۴ نوشته می‌شود که با ضرب تکراری بر طبل و یا سازهای کوبه ای در ضربات دو و چهارم همراهی می‌شود.
ملودی‌ها اغلب از حالت‌های موسیقی قدیمی‌تر مانند دوریان و میکسولیدین و همچنین حالت‌های گام ماژور و گام مینور سرچشمه می‌گیرند. هارمونی‌ها از گونه سه صدایی تا یک چهارم درست و پنجم درست شروع می‌شنود و تا پیشرفته‌ترین هارمونیک‌های ناهماهنگ ادامه پیدا می‌کنند.
از اواخر دهه ۵۰ میلادی به‌ویژه از اواسط دهه ۶۰ میلادی به بعد، سروده‌های موسیقی راک از گونه بیت-همخوانی موسیقی بلوز و فولک استفاده می‌کنند، هرچند در دهه‌های ۸۰ و ۹۰ میلادی این ساختار سرودها راک دچار دگرگونی زیادی شده‌اند.
منتقدان بر گوناگونی ریشه‌های راک و تنوع سبکی آن تأکید کرده‌اند.
به دلیل تاریخ پیچیده راک و تمایل این سبک به وام گرفتن از سایر سبک‌های موسیقی، ناممکن است موسیقی راک را به یک تعریف موسیقایی یکسان متمایز کرد. به عقیده رابرت کریستگاو روزنامه‌نگار و منتقد موسیقی: «موسیقی راک یعنی ویژگی‌های هنری موسیقی فولک - رو راست بودن، سودمندی، مورد پسند بودن- را با فناوری امروزی و نوگرایی یکی کنید».
برخلاف بسیاری از سبک‌های قبلی موسیقی مورد پسند، سروده‌های راک با دامنهٔ گسترده‌ای از زمینه‌های مختلف مانند دلبستگی، آمیزش جنسی، سرکشی، بیم و ترس در مورد دشواری‌های مدنی - سیاسی و زندگی روزمره افراد نوشته می‌شوند. این دستمایه‌ها از سبک‌های متفاوتی مانند پاپ سنتی، موسیقی محلی و ریتم اند بلوز به ارث رسیده است.
کریستگاو اشعار راک را با عنوان: «سروده‌های که دنیا امروز را با ساختاری ساده بیان می‌کنند، می‌خواند.» اما او در ادامه ادعا می‌کند که: «در واقع راک فقط متعلق به خود موسیقی یا به‌طور کلی تر فقط سر و صدا کردن است».
کریستگاو، که در سال ۱۹۷۲ نوشت: «راک اند رول بیشتر دربرگیرنده ویژگی‌های مردانه ای مانند پرخاشگری است».
در اواخر دهه ۶۰ میلادی واژه راک جایگزین راک اند رول شد، که بیشتر با موسیقی پاپ در رویارویی قرار می‌گیرد هرچند که ویژگی‌های مشترک زیادی با آن دارد. هرچند موسیقی راک دارای ویژگی‌ها زیادی مانند ساختار پیچیده تری موسیقی، اجرای زنده، و سروده‌های که دستمایه‌های بارزش تر و پیچیده تری در برابر سروده‌های موسیقی پاپ دارند.
به گفته موسیقی‌دان انگلیسی سایمون فریت: «راک چیزی فراتر از پاپ و راک اند رول بود. موسیقی‌دانان سبک راک با روی آوردن بر مهارت و تکنیک نوازندگی و پیچیدگی ساختار موسیقی و همچنین با گسترش نگاه خود به راک و سروده‌هایش از دریچه هنری، سبک تازه ای را به وجود آوردند».
در قرن ۲۱ ام، اصطلاح راک به یک اصطلاح عمومی برای سبک‌های دگر موسیقی به مانند موسیقی پاپ، موسیقی رگی، موسیقی سول و حتی هیپ-هاپ استفاده می‌شود که بسیاری از المان‌های موسیقی راک را در خود دارد. کریستگاو این اصطلاح را به‌طور گسترده برای اشاره به تمامی سبک‌های موسیقی همه پسند به کار می‌برد. او المان‌ها موسیقی عامه پسند را داشتن یک ضرب آهنگ و ساختار خوب، سروده‌های با آرایه با کمی شوخ‌طبعی، و اشاره به زندگی در جوانی می‌داند. او در کتاب «راهنمای خرید جُنگِ کریستگاو: موسقی دهه ۱۹۸۰» (چاپ ۱۹۹۰) می‌نویسد: «این جوان گرایی در موسیقی را می‌توان در خواننده و ترانه‌سرا سبک فولک میشل شوک، رپر ال‌ال کول جی و گروه موسیقی سینث-پاپ پت شاپ بویز به همان اندازه که در موسیقی چاک بری، رامون‌ها و د ریپلیسمنتز وجود دارد، نیز دید».

## دهه ۱۹۴۰ تا ۱۹۵۰: زایش موسیقی راک

### راک اند رول

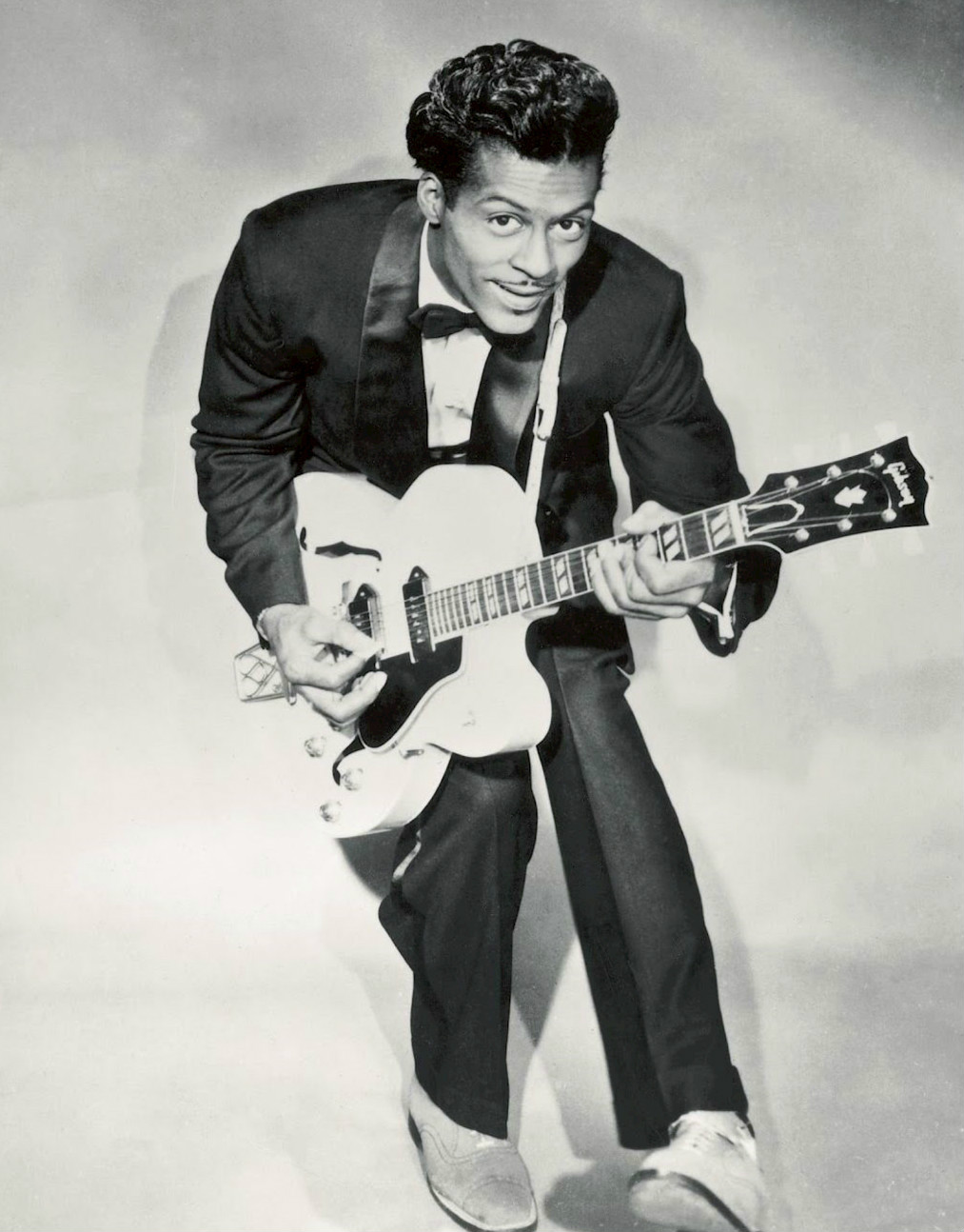
چاک بری در سال ۱۹۵۸ میلادی

فرم نخستین موسیقی راک می‌توان راک اند رول نامید که در اواخر دهه ۱۹۴۰ میلادی و اوایل دهه ۱۹۵۰ میلادی در ایالات متحده ایجاد شد و به سرعت در بسیاری از نقاط جهان گسترش یافت. خاستگاه راک اند رول از هم آمیختن چند سبک موسیقی مختلف آن زمان به مانند ریتم اند بلوز، موسیقی گاسپل و کانتری به وجود آمده بود. بحث پیرامون اینکه «نخستین ترانه راک اند رول» کدام است، همچنان ادامه دارد. تاریخدانان موسیقی چندین ترانه گوناگون را به نام اولین ترانه راک اند رول نام می‌برند. «چیزهای عجیبی که هر روز اتفاق می‌افتد» از خواهر روزتا تارپ (۱۹۴۴)، «همه چیز درست است» از آرتور کروداپ (۱۹۴۶)، «خانه نورهای آبی» از الا مای مورس و فردی اسلک (۱۹۴۶)، «امشب ترکوندیم» از «وینونی هریس» (۱۹۴۸)، «راک در زندان» از «جیمی پرستون» (۱۹۴۹) که بعدها توسط گروه «بیل هیلی و هیز کامتز» در سال ۱۹۵۲ بازخوانی شد و «راکت ۸۸» از «جکی برنستون و دلتا کت» (۱۹۵۱) را می‌توان نام برد.
سال ۱۹۵۱ در کلیولندِ اوهایو، الن فرد شروع به پخش موسیقی ریتم اند بلوز برای مخاطبان خود کرد و او بود که برای نخستین بار از گزاره «راک اند رول» استفاده کرد. چهار سال بعد در سال ۱۹۵۴ ترانه بیل هیلی «راک سرجاشِ» به نخستین ترانه راک اند رولی تبدیل شد که در صدر جدول فروش و پخش نشریه بیلبورد قرار گرفت. از دیگر هنرمندانی که ترانه آن‌ها در همان سال‌ها وارد بیلبورد شدند می‌توان چاک بری، بو دیدلی، فتز دومینو، لیتل ریچارد، جری لی لوئیس و جین وینسنت را نام برد. راک اند رول با شتابی بالا توانست به پرهوادارترین سبک موسیقی در ایالات متحده تبدیل شود. خواننده‌های پاپ سنتی به مانند ادی فیشر، پری کومو و پتی پیج که در دهه گذشته در قله‌های موسیقی همه پسند قرار داشتند، به سرعت این جایگاه خود را از دست دادند.

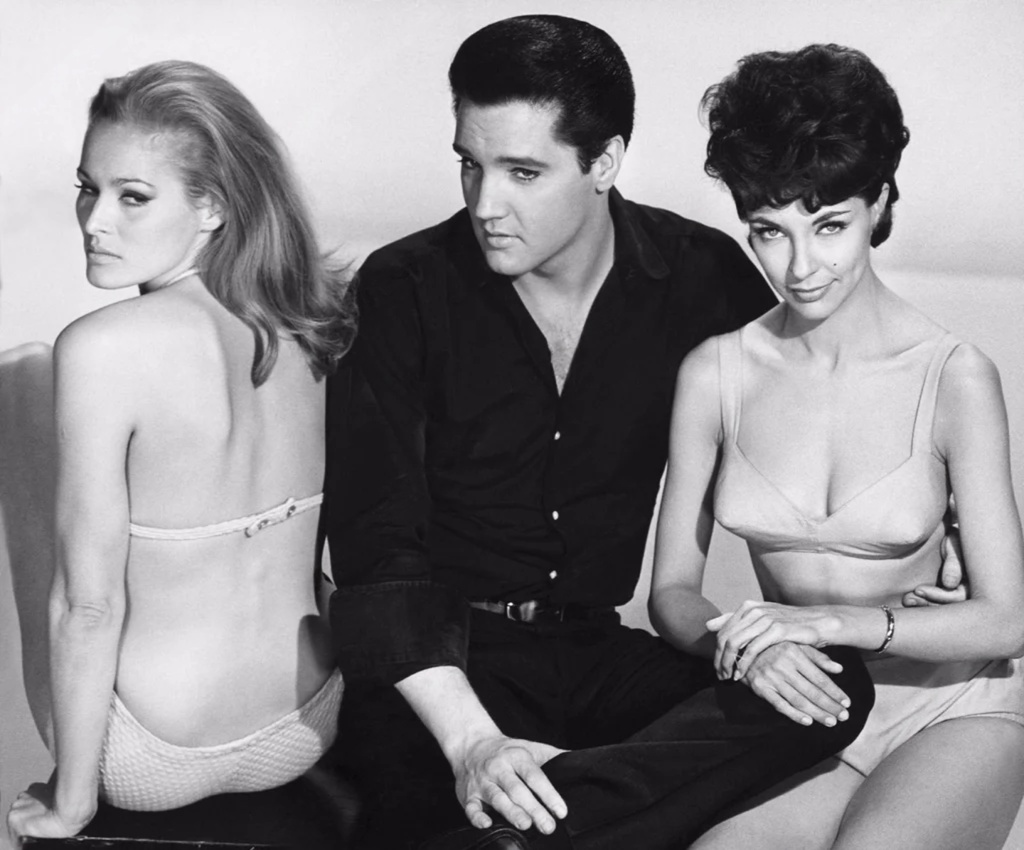
الویس پرسلی به همراه السا کاردناس (راست) و اورسولا اندرس (چپ) در سال ۱۹۶۳

راک اند رول آمیزه ای از سبک‌های کانتری، بلوز و ریتم اند بلوز است. در دهه ۱۹۵۰ میلادی سبک کانتری توسط خوانندگانی مانند کارل پرکینز، جری لی لویز، بادی هالی و الویس پریسلی که پرفروشترین خواننده راک تمام دوران است، وارد راک اند رول شد. راک اند رول در همان سال‌ها نخستین به آمریکای لاتین راه پیدا کرد که در نهایت دو سبک جدید راک لاتین و راک چیکانو را در ایالات متحده درست کرد. در جنوب غربی ایلات متحدهریچی والنز، آل هورکین به همراه برادراش تینی موری و بیبی گابی شروع به ترکیب راک اند رول با موسیقی کانتری و موسیقی لاتین کردند. این موسیقیدانان پایه‌های زیر سبک کانتری راک را بنا گذاشتند که در دهه ۶۰ میلادی این زیر سبک به محبوبیت زیادی دست پیدا کرد. در نیمه دوم دهه ۱۹۵۰ گیتار برقی محبوبیت بالایی پیدا کرد و همچنین سبک گیتار زنی به مانند راک اند رول توسط نوازندگانی به مانند چاک بری، لینک ری و اسکاتی مور پیشرفت بسیاری کرد. استفاده از فاز توسط نوازندگانی به مانند جونیور برنارد، الدون شمبلین در نیمه دوم دهه ۵۰ میلادی گسترش یافت. پاور کورد که توسط فرانسیسکو تارگا و هیتور ویلالوبس در قرن ۱۹ ام میلادی مورد استفاده قرار می‌گرفت، در نیمه نخست دهه ۵۰ میلادی توسط ویلی جانسون و پت هِر و در پایان دهه ۵۰ میلادی توسط لینک وِری وارد راک اند رول شد.
تاریخ نگاران موسیقی آمریکا باورمند به این اند که راک اند رول را در اواخر دهه ۵۰ میلادی و اوایل دهه ۱۹۶۰ میلادی محبوبیت خود را از دست داد. در سال ۱۹۵۹ با مرگ بادی هالی، بیگ باپر و ریچی والنز در یک سانحه هوایی، اعزام الویس پرسلی به ارتش آمریکا برای سربازی، کناره‌گیری لیتل ریچارد از موسیقی برای تبدیل شدن به یک کشیش، دستگیری جری لی لوئیس و چاک بری توسط پلیس و همچنین رسوایی پایولا (اسنادی که نشان دهنده این بود که چهره‌های اصلی رادیو در ایالات متحده مانند اَلِن فِرد رشوه می‌گرفتند تا ترانه‌ها و خواننده‌های خاصی را تبلیغ کنند) نشان دهنده پایان راک اند رول در ایالات متحده بود.

#### گسترش در جهان

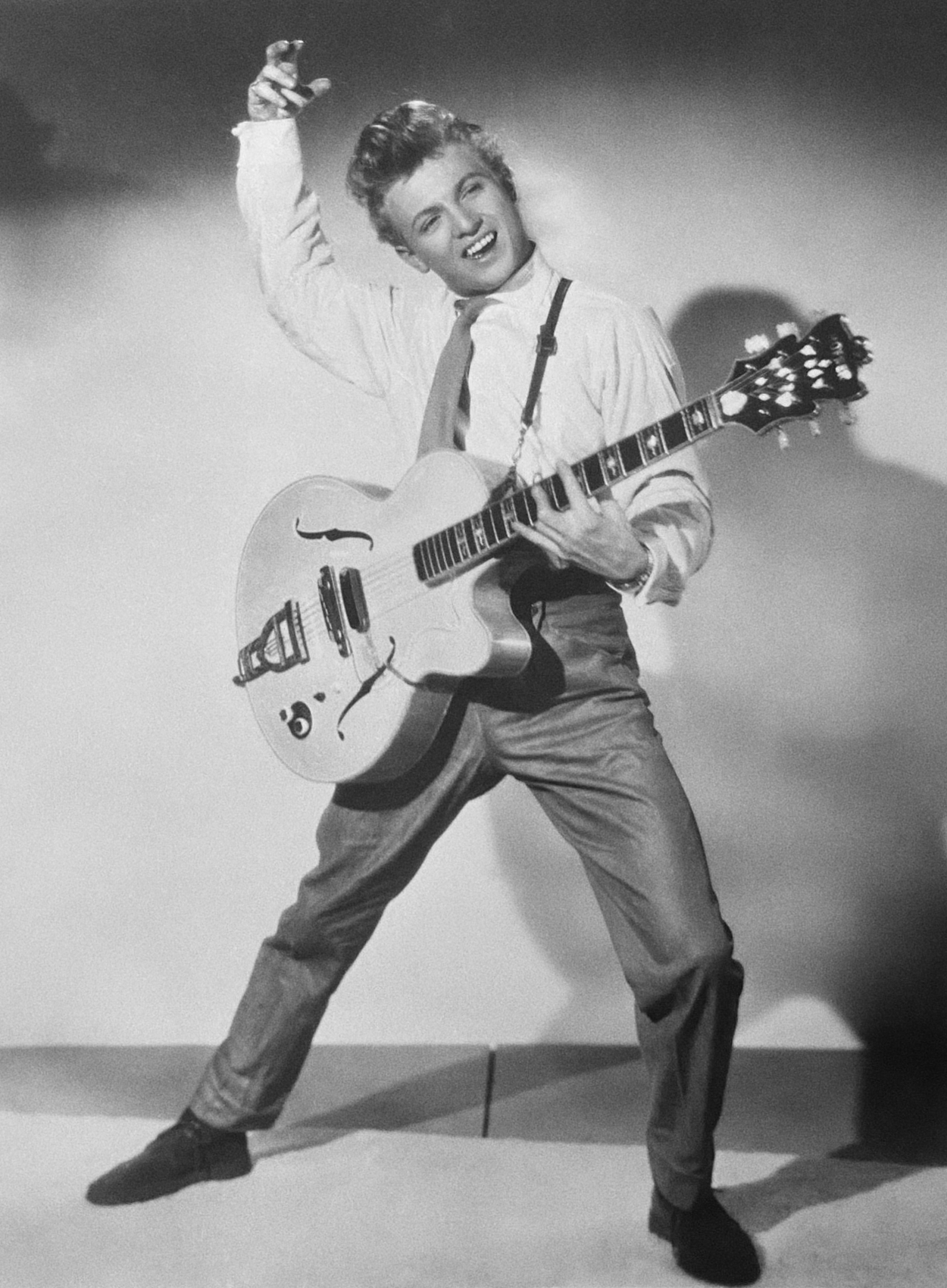
تامی استیل در سال ۱۹۵۸ میلادی

راک اند رول به سرعت از خاستگاه خود در ایالات متحده گسترش پیدا کرد که این روند با آمریکایی سازی که در سطح جهانی پس از جنگ جهانی دوم در حال گسترش بود، همراه شد. کلیف ریچارد یکی از اولین آهنگ‌های راک اند رول خارج از آمریکای شمالی با آهنگ «بلرزونش» (۱۹۵۹) را در انگلیس خواند که سرآغار گسترش و تبدیل راک اند رول به موسیقی راک بود. خوانندگان بریتانیایی مانند تامی استیل، با بازخوانی ترانه‌های راک اند رول آمریکایی قبل از اینکه آهنگ‌ها در سطح بین‌المللی پخش شوند به شهرت زیادی دست پیدا کردند. استیل از سال ۱۹۵۵ تا ۱۹۵۷ در انگلیس، اسکاندیناوی، استرالیا، اتحاد جماهیر شوروی و آفریقای جنوبی تور کنسرت برگزار می‌کرد که بر جهانی شدن راک تأثیر زیادی گذاشت. ترانه «گردنکشان» از «جانی اوکیف» یکی از اولین آهنگ‌های راک اند رول در استرالیا بود.
در اواخر دهه ۱۹۵۰، راک در کشورهای کمونیستی و همچنین در مناطقی مانند آمریکای جنوبی رایج بود. در اواخر دهه ۱۹۵۰ و اوایل دهه ۱۹۶۰، موسیقی بلوز آمریکایی و هنرمندان بلوز راک که با پیدایش راک اند رول در انگلیس محبوبیت زیادی پیدا کرده بودند شروع به تور رفتن در انگلیس و اروپا کرند. آهنگ پرطرفدار «کرانه‌های جزیره راک» از «لونی دونگان» که در سال ۱۹۵۵ میلادی پخش شد به همه گیر شدن روند گروه‌های راک در بریتانیا کمک بسیاری کرد. یکی از این گروه‌ها «گَریمنِ» جان لنون (بعدها به بیتلز تبدیل شد) بود.در حالی که بازار راک اند رول در ایالات متحده در استیلای سبک‌ها پاپ قرار گرفته بود، گروه‌های راک بریتانیایی در کلوب‌ها شبانه و رقص در حال گسترش صدایی جدیدی بودند که بسیار تحت تأثیر پیشگامان و پایه‌های راک اند رول مانند بلوز بود. سبک نواختن آن‌ها بسیار متفاوت با راک اند رول‌های آمریکایی بود و در ترانه‌های آنان گیتار نقش پررنگتری داشت و زمان آهنگ‌ها نیز بیشتر بود.
این گروها تأثیر زیادی بر تبدیل شدن راک ان رول به موسیقی راک داشتند که در انتها نخستین تهاجم انگلیس را شکل دهد.

### نمود واژه پاپ
کلمه پاپ از اوایل قرن بیستم برای اشاره به موسیقی همه پسند استفاده می‌شده است اما از اواسط دهه ۵۰ میلادی شروع به استفاده از آن برای یک ژانر متمایز کردند که بیشتر به عنوان جایگزینی برای موسیقی آرام‌تر و سبک‌تر نسب به راک اند رول بود.
از حدود سال ۱۹۶۷ استفاده از واژه پاپ به‌طور فزاینده ای در برابر راک افزایش پیدا کرد. پاپ برای برای توصیف فرمی بود که تجاری تر، ساده و یکبار مصرف بود. از موسیقی راک به عنوان سبکی که به کیفیت موسیقی خود، ارزش‌های هنری و متفاوت بودن، اجرا زنده سازها و سبکی که به جای دنبال کردن نوآوری می‌کند؛ یاد می‌کردند، به‌ویژه اینکه جٌنگ‌های سبک راک اغلب با خرده فرهنگ‌های زمان خود همراه بود (مانند فرهنگ ضد فرهنگ دهه ۱۹۶۰). با این وجود، بسیاری از ترانه‌های پاپ و راک در قرن ۲۰ ام میلادی از نظر صدا، ساز و سروده‌ها بسیار شبیه به هم بوده‌اند.
از نیمه دوم دهه ۵۰ و اوایل دهه ۶۰ میلادی به عنوان دوره افول راک اند رول یاد می‌کنند. برخی از تاریخ شناسان موسیقی تبدیل شدن راک اند رول به موسیقی راک را بدون نوآوری‌های که در دهه ۶۰ میلادی در انگلیس اتفاق افتاد را، امکان‌پذیر نمی‌داند. هرچند راک اند رول در پایان دهه ۵۰ میلادی به‌طور کامل ناپدید نشد اما بخش بزرگی از فروش خود را به هنرمندانی مانند چابی چکر و ترانه‌های مانند توییست در اوایل دهه ۶۰ میلادی داد. برخی از تاریخ شناسان موسیقی همچنین به پیشرفت‌های فنی و مبتکرانه‌ای راک اند رول اشاره کرده‌اند مانند، استفاده از سازهای الکترونیکی توسط مبتکرانی مانند جو میک، و استفاده از شیوه دیوار صدا که توسط فیل اسپکتور برای اولین بار استفاده شد.

## دهه ۱۹۶۰: نخستین تاخت و تاز انگلستان و گسترده شدن سبک راک

### تاخت و تاز انگلیس
در پایان سال ۶۲ میلادی راک انگلیسی با گروه‌های که موسیقی بیت می‌نواختند مانند بیتلز، گری و پیس میکرز و سرچرز از لیورپول و فردی و دریمرز، هرمانز هرمیتز و هالیز از منچستر آغاز شد. آنها از طیف گسترده‌ای از سبک‌های آمریکایی مانند راک اند رول، سول، ریتم اند بلوز و سرف راک استفاده می‌کردند. این گروه در آغاز فقط آهنگ‌های آمریکایی را در مهمانی‌ها و مجالس بازخوانی می‌کردند. گروه‌هایی مانند حیوانات از نیوکاسل و دِم از بلفاست و به‌ویژه گروه‌هایی از لندن مانند رولینگ استونز و یاردبردز بسیار بیشتر تحت تأثیر موسیقی ریتم اند بلوز و بلوز قرار داشتند. این گروه‌ها کم‌کم آغاز به نوشتن آهنگ‌های خود کردند، آنان سبک موسیقی ایالات متحده را با هم ترکیب می‌کردند و پایه‌های راک نوین را بنیان گذاشتند. گروه‌های بیت بیشتر به ملودی‌های موزون، هماهنگ و یکپارچه گرایش داشتند؛ در حالی که نخستین آهنگ‌های بلوز انگلیسی به سمت آهنگ‌هایی که کمتر موزون و بیشتر دارای ملودی‌ها پیچیده‌ای بودند گرایش داشتند. با این حال در سال‌های نخستین راک اند رول در انگلیس، شباهت‌های بسیاری بین این دو سبک وجود داشت. در سال ۱۹۶۳ با رهبری بیتلز گروه‌های راک انگلیسی به موفقیت‌های گسترده‌ای در انگلیس دست یافتند و نخستین آهنگ‌های راک وارد نمودارهای فروش این کشور شدند.
می‌خواهم دستت را بگریم نخستین ترانه بیتلز بود که به نمودار بیلبورد هات ۱۰۰ وارد شد و هفت هفته در جایگاه نخست نمودار و روی هم رفته ۱۵ هفته در این نمودار ماند. اولین حضور آنها در دِ اد سالون شو در ۹ فوریه ۱۹۶۴ بود که حدود ۷۳ میلیون نفر بیننده داشت که در آن زمان بالاترین رکورد برای یک برنامه تلویزیونی در ایلات متحده بود. از این برنامه به عنوان نقطه عطفی در فرهنگ پاپ آمریکا یاد می‌شود. در طول هفته ۴ ام آپریل سال ۶۴ میلادی، بیتلز ۱۲ جایگاه در نمودار بیلبورد هات ۱۰۰ داشت و تمامی جایگاه یکم تا پنجم را در اختیار خود داشت. بیتلز تواست در کمتز از یک سال به پرفروش‌ترین گروه راک در ایلات متحده شود، همچنین گروه‌های انگلیسی بعد از بیتلز شروع به ورود به نمودارهای فروش موسیقی ایالات متحده کردند. در طول دو سال بعدی گروه‌هایی راک انگلیسی مانند پیتر و گوردون، حیوانات،  مانفرد مان، پتولا کلارک،  فردی و دِ ریمرز، وین فونتانا، مایندبندرز، هرمان هرمیتز، رولینگ استون، تٌروگز و دونوان نمودارهای فروش دو کشور انگلستان و ایالات متحده را در سیطره خیش درآوردند. دو گروه کینکس و دیو کلارک فایو بخشی از نخستین تاخت و تاز انگلیس نیز بودند.
نخستین تاخت و تاز انگلیس به جهانی شدن موسیقی راک کمک کرد و راه را برای موسیقیدانان دگر انگلیسی و ایرلندی برای دستیابی به موفقیت جهانی باز کرد. این جنبش در ایالات متحده پایانی بر موسیقی سرف راک، گروه‌های دخترانه و آیدل‌های نوجوانان گذاشت که در نیمه دوم دهه ۵۰ و نیمه نخست ۶۰ میلادی محبوبیت زیادی داشتند. نخستین تاخت و تاز انگلیس نقش برجسته ای در پختگی راک و پایان راک اند رول ایفا کردند. این گروه‌ها بر پایه گیتار لید، گیتار ریتم، گیتار بیس و سازهای کوبه ای بودند و همچنین آنان ترانه‌های خود را می‌نوشتند که در راک اند رول این رویه متفاوت بود.گروه بیتلز با جٌنگ روح لاستیکی خود استاندارد جدیدی در موسیقی راک بنیان گذاشت که بر سویه هنری سفارش زیادی داشت. سایر گروهای راک انگلیسی مانند رولینگ استونز با جٌنگ پس از آن، بیتلز با رولور و دِ هو با پرشتاب، نیز این روند را ادامه دادند. همچنین موسیقیدانان آمریکایی مانند بیچ بویز با صدای حیوانات خانگی و باب دیلن با بلوند روی بلوند به سویه هنری در موسیقی خود توجه بیشتری کردند.

### سایکدلیک راک
ریشه‌های موسیقی سایکدلیک راک در سبک فولک و روانگردان اسید است.
نخستین گروهی که نام سایکدلیک راک بر خود گذاشت دِ ۱۳ فلور بود. بیتلز بسیاری از عناصر اصلی سایکدلیک راک در این دوره را به مخاطبان خود نشان دادند مانند بازخورد گیتار، سیتار، جلوه‌های صوتی و نهان سازی. سایکدلیک راک در کالیفرنیا بسیار محبوب شد زیرا گروه‌ها راک از سال ۶۵ میلادی به دنباله روی از گروه بیردز که از فولک به فولک راک تغییر سبک دادند، شروع به تغییر سبک از گاراژ راک و فولک به سایکدلیک راک کردند. سبک زندگی روانگردان که شامل مواردی مانند موادهای مخدر توهم زا می‌چرخید، در شهر سانفرانسیسکو رو به رشد بود. گروه‌های مانند بیگ برادر اند د هولدینگ کمپانی، گریت فول دد و جفرسون ایرپلن در این زمان شروع به ساخت موسیقی کردند. جیمی هندریکس گیتاریست اصلی گروه جیمی هندریکس اسکپرینس سبک جدیدی از گیتار نوازی را ابداً کرد که شامل استفاده از فاز با بازخورد گیتار زیاد و ریف‌های سنگین بود. اینس بک از نوازندگی به یکی از ویژگی‌های کلیدی سایکدلیک راک مبدل شد.
سایکدلیک راک در سال‌های پایانی دهه ۶۰ میلادی به اوج خود رسید. در سال ۱۹۶۷ میلادی بیتلز جٌنگ مشهور سایکدلیک خود گروه کلوپ بی‌کسان گروهبان فلفل را منتشر کردند. آهنگ سوم این جنگ، لوسی در آسمان با الماس هاست جنجال زیادی به پا کرد. رولینگ استونز در اواخر همان سال جنگ درخواست شیطانی شاهنشاهان آن‌ها خود را منتشر کردند. پینک فلوید نخستین جنگ خود نی‌زن بر دروازه‌های سپیده‌دم در سال ۶۷ میلادی منتشر کردند. از جنگ‌های محبوب دگر این سبک می‌توان بالش سورئالیستی گروه جفرسون ایرپلن و درها اولین جنگ گروه دورز را نام برد. اوج این سبک در جشنواره وودستاک سال ۱۹۶۹ میلادی بود که بیشتر گروه‌های حاضر در آن، سایکدلیک راک بودند.
از کلوپ بی کسان گروهبان فلفل به عنوان یکی از بهترین جنگ‌های تمام دوران و آغاز دوره جٌنگ یاد می‌شود که در آن دوره موسیقی راک از چارچوب تک آهنگ خارج به جنگ تبدیل شد. به رهبری بیتلز در میانه‌های دهه ۶۰ میلادی
گروه‌های راک، جنگ را نماد بنیادین هنر موسیقی کردند و دوره جنگ هنر موسیقی را در چند دهه آینده در اختیار خود قرار گرفت.

### راک بی‌کلام و سِرف راک

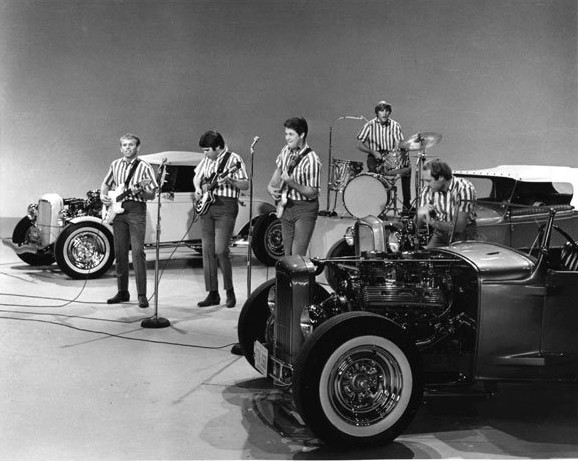
بیچ بویز در سال ۱۹۶۴

راک بی‌کلام توسط نوازندگانی مانند دوین ادی، لینک وری، دِ ونچرز و دیک دیل به محبوبیت رسید. این نوازندگان با افزودن بازآوایش به صدای گیتار، نوازندگی سریع و متناوب و افزودن ریشه‌های موسیقی از ایران و مکزیک به گسترش این سبک کمک کردند. دیک دیل در سال ۱۹۶۱ و ۶۲ با ترانه‌های پرفروش خود «بزن بریم» و میسیرلو سرف راک به محبوبیت فراوانی رساند. مانند دیل و گروه موسیقی اش «دل تونز»، بیشتر گروه‌های سرف راک اولیه در کالیفرنیای جنوبی تشکیل شدند مانند بل-ایرز، چلنجرز و ادی و شومن. دِ شانتایز در سال ۱۹۶۳میلادی ترانه لوله، شناخته شده‌ترین آهنگ سرف راک سال ۶۳ میلادی را منتشر کردند. خسته در سال ۶۳ میلادی توسط گروه دِ سرفاریس  منتشر شد که به رتبه ۲ و ۱۰ در نمودارهای بیلبورد رسید. سرف راک در اروپا نیز پرطرفدار بود. گروه انگلیسی شدووز در اوایل دهه ۶۰ میلادی با آهنگ‌هایی مانند آپاچی و کان-تیکی و گروه سوئدی دِ اسپاتنیک در اروپا بسیار پرفروش بودند.
موسیقی سرف راک بزرگ‌ترین موفقیت تجاری خود توسط بیچ بویز که در سال ۱۹۶۱ در کالیفرنیای جنوبی شکل گرفت، به دست آورد. جنگ‌های اولیه آن‌ها شامل آهنگ‌های سرف راک (از جمله بازخوانی آهنگ‌های دیک دیل) راک اند رول و دوو واپ بود. اولین ترانه بیچ بویز که وارد نمودار فروش بیلبورد شد، «سرفین» بود که در سال ۱۹۶۲ وارد نمودار ۱۰۰ آهنگ برتر بیلبورد رسید و کمک کرد تا سرف راک به سبک موفقی در ایالات متحده تبدیل شود. گفته می‌شود که سرف راک با نخستین تهاجم انگلیس در سال ۶۴ میلادی به دست فراموشی سپرده شد چرا که بیشتر آهنگ‌های سرف راک بین سال‌های ۶۱ تا ۶۴ میلادی ساخته و پخش شده‌اند.

### گاراژ راک
گاراژ راک به فرم خام و ساده‌تری از موسیقی راک گفته می‌شود که در آمریکای شمالی در سال های نخست دهه ۶۰ میلادی گسترده پیدا کرد. چرایی این نام گذاری به خاطر این بود که گروه‌های موسیقی گاراژ راک در گاراژ خانه‌های خود در محله‌های برون‌شهری تمرین می‌کردند. ترانه‌های گاراژ راک بیشتر به دشواری‌های زندگی نوجوانان آمریکایی می‌پرداختند، مانند دروغ‌گویی دختران و شرایط خود در دبیرستان و مدرسه. بیشتر سروده‌های آن‌ها خالی از مفاهیم پیچیده‌تر بود و فقط از زندگی نوجوانان میگفت. سروده‌ها و شیوه خوانندگی در گاراژ راک بیشتر با فریادهای زیاد، غرغر، جیغ کشی و تُن خشن همراه است که با آهنگ راک زمان خود تفاوت به سزایی داشت. در بسیاری از بخش‌های آمریکا شمالی به ویژه کالیفرنیا و تگزاس گاراژ راک بسیار شکوفا بود.

گروه گاراژ راک پلشرز سیکرز در دهه ۶۰ میلادی

این سبک از سال ۱۹۵۸ میلادی در حال اجرا بود هرچند که محبوبیت و فروش زیادی نداشت. ترانه‌های «بلند قدها خفن» (۱۹۵۹) از دِ ویلرز و  «لویی لویی» از دِ کینگسمن (۱۹۶۳) از نخستین نمونه‌های از این سبک در فاز نخستش هستند. در سال ۱۹۶۳ میلادی ترانه‌های گاراژ راک آغاز به ورود به نمودارهای فروش کردند. از گروهای که ترانه آن‌ها وارد نمودارهای فروش شدند می‌توان پل ریور و رایدرها، دِ تراشمن و دِ ریورز را نام برد. برخی از گروه‌های گاراژ راک که بسیار بر موسیقی راک تأثیرگذار بودند مانند دِ سونیکس نتوانستند به فروش بالایی در زمان خود دست پیدا کنند و وارد نمودار بیلبورد هات ۱۰۰ شوند.
نخستین تاخت و تاز انگلیس بر گروه‌های گاراژ راک تأثیر زیادی گذاشت و مخاطبان فراوانی را برای آن‌ها فراهم کرد. بیشتر گروه‌های سرف راک به سمت آهنگسازی به سبک راک انگلیسی رفتند. این گروه‌ها دست آویزی برای شروع راک آمریکایی شدند و در نهایت گروه‌های راک نوین در آمریکای شمالی شروع به تشکیل شدن کردند. هزاران گروه موسیقی گاراژ راک در آن دوران در ایالات متحده و کانادا وجود داشت و صدها ترانه پر فروش منتشر کردند. هرچند که تعداد زیادی از گروهای گاراژ راک با ناشران موسیقی محلی یا جهانی قرارداد بستند اما بیشتر آن‌ها به موفقیت تجاری دست نیافتند. تاریخ شناسان موسیقی بر این باورند که گاراژ راک هم از دید تجاری و هم از دید هنری در سال ۱۹۶۶ میلادی به اوج خود رسید. از سال ۱۹۶۸ این سبک شروع به کنار رفتن از نمودارهای فروش کرد زیرا نوازندگان این سبک که جوانان بودند شروع به رفتن به دانشگاه، کار یا به خدمت سربازی کردند. در سال‌های بعدی سبک‌های تازه ای جایگزین گاراژ راک شدند و این سبک تا اواخر دهه ۹۰ میلادی به دست فراموشی سپرده شد.

### بلوز راک

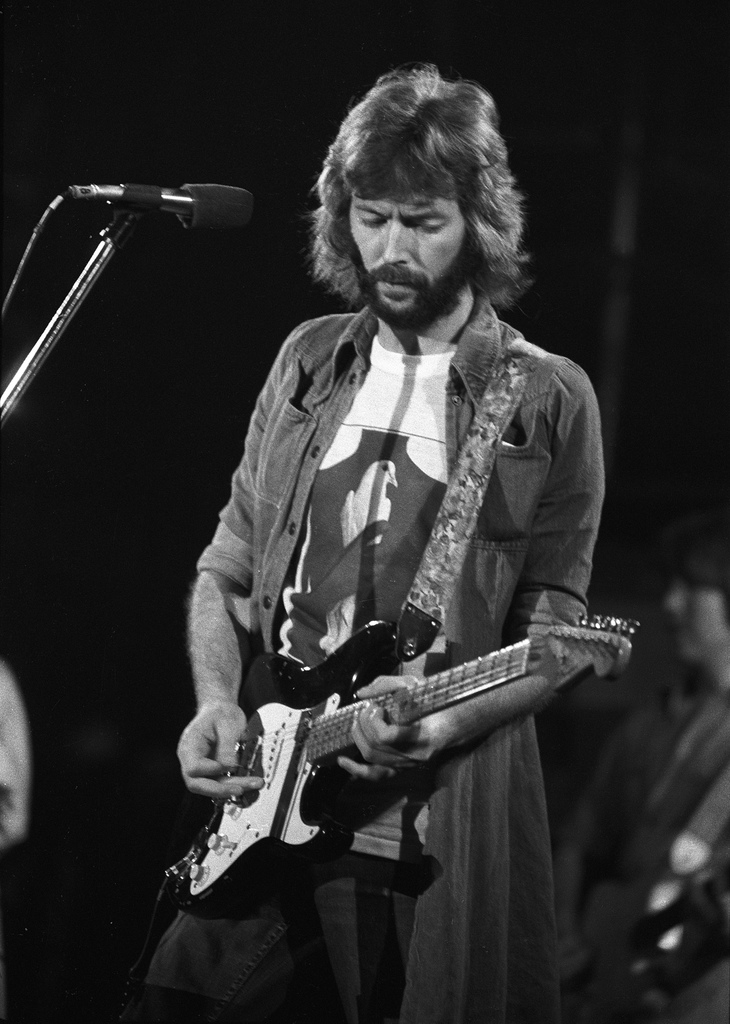
اریک کلاپتون در سال ۱۹۷۵ میلادی

اگرچه نخستین گروه‌های انگلیسی که وارد موسیقی ایلات متحده و کانادا شدند بیشتر استوار بر موسیقی بیت و ریتم اند بلوز بودند اما موج دوم آن گروهایی بودند که از بلوز آمریکایی الهام گرفته بودند، مانند رولینگ استونز و یاردبردز. نوازندگان راک در انگلیس در اواخر دهه ۱۹۵۰ و نیمه نخست دهه ۱۹۶۰ از نوازندگان آکوستیک بلوز مانند لد بلی و رابرت جانسون الهام گرفته بودند. آنها در ادامه آغاز به استفاده از گیتار برقی به همراه تقویت‌کننده کردند مانند زیر سبک بلوز شیکاگو که از گیتار برقی استفاده میکردند. مادی واترز به همراه سیریل دیویس و نوازنده مشهور گیتار الکسیس کورنر در سال ۱۹۵۸ میلادی در انگلستان با اجراهای زنده خود باعث محبوبیت بلوز شیکاگو شدند. این گروه الهام بسیاری بر گروه‌های راک انگلیسی به مانند رولینگ استوز و کریم گذاشت. در ادامه گروه های راک انگلیسی بلوز آمریکایی را با سازها و سبک راک در هم آمیختند.
یکی از موسیقی‌دانان کلیدی در بلوز راک انگلستان جان مایال بود. گروه او دِ بلوزبریکرز شامل اریک کلاپتون (پس از کناره‌گیری از گروه یاردبردز) و پیتر گرین بود. از جنُگ بلوز بریکرز به همراه اریک کلاپتون (۱۹۶۶) به عنوان یکی از بنیادی‌ترین جنگ‌های بلوز راک انگلستان یاد می‌کنند که به بسیاری در انگلستان و ایالات متحده سبک جدیدی از راک را معرفی کرد. اریک کلاپتون در گروهای بزرگی به مانند کریم، بلایند فیت و درک اند د دومینوز به نوازندگی پرداخت و به همه گیر شدن بلوز راک کمک کرد. پیتر گرین به همراه میک فلیت‌وود و جان مک‌وی‌ گروه سرشناس و پرآوازه فلیت‌وود مک را درست کردند که توانست به یکی از بزرگ‌ترین و پرفروشترین گروه‌های تاریخ راک تبدیل شود. در اواخر دهه ۱۹۶۰ جف بک که یکی دیگر از نوازندگان گروه یاردبردز بود گروه خود، دِ جف بک گروپ را که سبک هارد راک می‌نواختند را درست کرد. آخرین نوازنده گیتار گروه یاردبردز جیمی پیج بود که در ادامه گروه «دِ نیو یاردبردز» را درست کرد که در ادامه تبدیل به گروه مشهور لد زپلین شد. بسیاری از ترانه‌های چهار جنگ نخست لد زپلین ریشه در ترانه‌های سنتی بلوز بودند. در آمریکا بلوز راک در اوایل دهه ۱۹۶۰ توسط لونی مک مورد استفاده بود اما این سبک در میانه دهه ۱۹۶۰ شروع به اوج‌گیری کرد زیرا که گروه‌های راک آمریکایی در تلاش بودند تا موسیقی شبیه به گروه‌های راک انگلیسی درست کنند. از گروه‌های کلیدی بلوز راک می‌توان پل باترفیلد که گروهش مانند گروه بلوزبریکرز در انگلستان به عنوان نقطه شروع بسیاری از نوازندگان بزرگ راک بود، کنِد هیت، جفرسون ایرپلن، جانیس جاپلین، جانی وینتر، دِ جی. گیلز بند و جیمی هندریکس به همراه گروه سه نفره اش که شامل دو عضو انگلیسی بود و در انگلستان تأسیس شد و گروه کولی‌ها که چیره‌دستی آن‌ها در نوازندگی گیتار الگو بسیاری از گروه‌های آینده راک شد، را نام برد. گروه‌های بلوز راک در ایالت‌های جنوبی آمریکا مانند برادران آلمن، لینیر اسکای‌نیر و زی زی تاپ موسیقی بلوز راک را با سبک کانتری در هم گنجاندند و سبک راک جنوبی را درست کردند.
گروه‌های بلوز راک در آغاز از موسیقی جاز الهام زیادی گرفتند که در نهایت منجر به ورود شگرد گیتار نوازی طولانی مدت و بداهه پردازی در گیتار نوازی شد. در ادامه شگرد و فن های ساز زنی در گیتار، گیتار بیس، درام و کیبورد به پیدایش سبک پراگرسیو راک کمک کرد. از سال ۶۷ میلادی گروه‌هایی مانند کریم و جیمی هندریکس از بلوز راک به سایکدلیک راک رفتند. در دهه ۱۹۷۰ موسیقی بلوز راک بسیار خشن تر و ریف‌ها گیتار آن بسیار پیچیده‌تر شدند که در موسیقی گروه‌هایی مانند لد زپلین و دیپ پرپل نمایان است. در این زمان مرزی بین بلوز راک و هارد راک دیگر وجود نداشت و این دو زیر سبک به یک زیر سبک یکسان تبدیل شدند. بلوز راک در غالب هارد راک در دهه ۱۹۷۰ توسط گروه های مانند جورج توروگود و پت تراورز ادامه یافت اما در انگلستان به جز گروه‌هایی مانند استیتس کوئو و فوقت که سمت زیر سبک بوگی راک رفتند، گروه‌ها بلوز راک به هارد راک و زیر سبک تازه راک هوی متال تغییر سبک دادند و بلوز راک کم‌کم از نمودارهای موسیقی محو شد.

### فولک راک
در دهه ۶۰ میلادی جنبش احیای موسیقی فولک به یک جنبش بزرگ در آمریکا شمالی تبدیل شد. این جنبش با بازخوانی موسیقی‌های سنتی و ترانه‌های جدید در سبک سنتی که بیشتر بر روی سازهای آکوستیک نواخته می‌شدند، همراه بود. در آمریکا این سبک توسط چهره‌های مانند وودی گاتری و پیت سیگر که بیشتر به سبک پراگرسیو فولک یا و سروده‌های که برای قشر کارگری جذاب بود می‌خواندند، آغاز شد. در نیمه آغازین دهه شصت چهره‌های مانند جوآن بائز و باب دیلن وارد موسیقی فولک شدند. باب دیلن با ترانه‌های دمیدن در باد (۱۹۶۳) و «اربابان جنگ» (۱۹۶۳) محبوبیت زیادی به دست آورد و توانست ترانه‌های اعتراضی وارد موسیقی همه پسند کند، اگرچه در آغاز موسیقی راک و فولکلور بر یکدیگر تأثیر داشتند اما با مخاطبان متفاوتی رو به رو بودند.
نخستین گروهی که المان‌های فولک و راک را با هم ترکیب کرد، گروه حیوانات با ترانه خانه طلوع خورشید (۱۹۶۴) خود بود. این ترانه نخستین آهنگ فولک بود که با سازهای راک بازخوانی شده بود. ترانه منم یه بازنده ام (۱۹۶۴) گروه بیتلز نیز آشکارا تحت تأثیر دیلن قرار داشت. گفته می‌شود که جنبش احیا فولک راک توسط گروه بردز که ترانه آقای طبل زن باب دیلن را در سال ۶۵ میلادی بازخوانی کردند آغاز شد. این آهنگ توانست به رتبه نخست نمودارهای فروش برسد. افراد این گروه که در کافه‌های لس آنجلس نوازندگی می‌کردند شروع به استفاده از سازهای راک مانند گیتارهای ۱۲ سیمی ریکنباکر و سازهای کوبه ای کردند، که به یکی از المان‌های اصلی در این سبک بدل شده است. در همان سال دیلن شروع به استفاده از گیتار برقی کرد که باعث خشم بسیاری از موسیقیدانان بزرگ این سبک و هوادارانش شد. او ترانه مثل رولینگ استون را در همان سال منتشر کرد. از این آهنگ به نام یکی از بزرگ‌ترین آهنگ‌های راک یاد می‌شود. به گفته ریچی آنتربرگر نویسنده آمریکایی: «دیلن (حتی قبل از استفاده از ساز الکتریکی) بر گروه‌های راک مانند بیتلز تأثیر به سزایی گذاشته بود و نشان داد بود که برای اینکه بتوانی یک جنگ خوب داشته باشی به داشتن تک آهنگ موفق نیازی نیست».
فولک راک در کالیفرنیا به ویژه با گروهایی به مانند ماماز اند پاپاز و کرازبی، استیلز، نش اند یانگ که از سازهای الکتریک در موسیقی خود استفاده می‌کردند به فروش خوبی دست پیدا کرد. در نیویورک نوازندگانی مانند لئونارد کوهن، لاوین اسپونفول و سایمون و گارفانکل بیشتر از سازهای آکوستیک استفاده می‌کردند. ترانه صداهای سکوت از سایمون و گارفانکل یکی از موفق‌ترین تک آهنگ فولک راک است. فولک راک آمریکایی تأثیر زیادی بر موسیقیدانان و نوازندگان انگلیسی مانند دونوان و فریپورت کانکشن داشت. هرچند در اواخر دهه ۶۰ میلادی بیشتر این گروه‌ها سبک فولک راک آمریکایی را کنار گذاشتند و شروع به خواندن فولک انگلیسی با سازهای برقی کردند. فولک-راک انگلیسی توسط گروه‌های پنتگل، استیلی آی اسپان و البیون بند، گروه ایرلندی هورسلیپ و گروه اسکاتلندی جی اس دی بند، اسپنسر فیت و بعداً فایو هند ریل به محبوبیت رسید که منجر به زایش سبک سلتیک راک در دهه ۷۰ میلادی شد.
فولک راک در سال‌های ۶۷ تا ۶۸ میلادی به محبوبیت و فروش تجاری خود رسید. در سال‌های آینده بسیاری از خوانندگان این سبک مانند دیلن و بردز به سبک کانتری راک رفتند. هم آمیختگی فولک و راک توانست تأثیر بسیاری در پیشرفت موسیقی راک داشته باشد و المان‌هایی مانند روانگردانی، ترانه‌سرایی توسط خود خواننده یا گروه موسیقی، سروده و ترانه‌های اعتراضی و همچنین نوشتن ترانه و موسیقی با بن مایه و اصالت را وارد سبک راک کرد. در ایران قبل از انقلاب ۵۷ کورش یغمایی یکی از مشهورترین چهره‌ها در این سبک بود. ترانه مشهور گل یخ او یکی از محبوب‌ترین ترانه‌های فولک راک ایرانی است.

### راک تجربی
راک تجربی که گاهی آن آوانت-راک نیز می‌خوانند زیرشاخه‌ای از موسیقی راک است که مرزهای رایج در آهنگسازی و تکنیک اجرا موسیقی راک را جابجا می‌کند یا المان سبک راک را با سبک‌های دیگر در هم می‌آمیزد. هدف راک تجربی نوآوری و آزادی موسیقیدانان راک در آهنگسازی و نوازندگی است. ویژگی‌های راک تجربی بداهه نوازی، استفاده از المان‌های آوانگارد، استفاده از سازهای عجیب یا نابهنجار، سروده‌های مبهم، ساختارها و ریتم‌های نابهنجار در آهنگسازی است.
موسیقی راک همیشه سبکی تجربی شناخته می‌شد، اما سال‌های پایانی دهه ۱۹۶۰ بود که هنرمندان راک شروع به نوشتن آهنگ‌های پیچیده و گسترده‌تری نسبت به گذشته کردند. یکی از دلیلی که وجود راک تجربی را در آن سال‌ها ممکن می‌کرد ابداع دستگاه ضبط چند آهنگه بود. در سال ۱۹۶۷ راک تجربی یکی از زیر سبک‌های محبوب راک بود، هرچند در سال‌های نخست دهه ۱۹۷۰ بیشتر گروه‌های برجسته آن سبک خود را به پراگرسیو راک تغییر داده بودند. در اروپا زیر سبک کراوت راک از در هم آمیزی سایکدلیک راک، بداهه نوازی‌های راک تجربی، موسیقی الکترونیک، آوانگارد و کلاسیک معاصر به وجود آمد.
گروه‌های راک تجربی در سال‌های پایانی دهه ۱۹۸۰ سایکدلیک راک به جای پست پانک با موسیقی خود در هم آمیختند. در دهه ۱۹۹۰ جنبشی با نام پست-راک به فرم اصلی راک تجربی تبدیل شد. بعد از پیدایش پست-راک این واژه به جای راک تجربی مورد استفاه قرار می‌گیرد. منتقدان موسیقی پست-راک با نام مهم‌ترین زیر سبک را بعد گرانج می‌خوانند. در دهه ۲۰۱۰ گروه‌های راک زیادی موسیقی خود را با نام پست-راک و راک تجربی می‌خوانند.

### جاز فیوژن

جیمی هندریکس در حال گیتار نوازی بر پشت گردن خود (سال ۱۹۶۷).
سبک گیتاری نوازی او تاثیر بسیاری بر نوازندگان جاز فیوژن و راک تجربی گذاشت

در اواخر دهه ۱۹۶۰ میلادی جاز فیوژن به عنوان یک زیر سبک متمایز از بلوز راک، سایکدلیک راک و پراگرسیو راک به وجود آمد که راک را با پیچیدگی‌های موسیقی و بداهه نوازی‌های جاز در هم می‌آمیخت. آل موزیک نوشت: «واژه جاز فیوژن به پر سر و صداترین و خشن‌ترین گروه‌های تلفیقی جاز اشاره دارد، اما بیشتر جاز فیوژن به سمت راک گرایش دارد تا جاز». جاز فیوژن در اواخر دهه ۶۰ میلادی و نخست دهه ۷۰ میلادی توسط موسیقیدانانی که به سویه هنری بیشتر اهمیت می‌دادند رشد کرد.
بسیاری از نوازندگان اولیه راک اند رول در ایالات متحده، از موسیقی جاز شروع کرده بودند و برخی از بن مایه‌های جاز را با خود به راک اند رول آوردند. در انگلستان بسیاری از نوازندگان سبک بلوز راک مانند جینجر بیکر، جک بروس و اریک کلاپتون از سبک جاز در انگلستان شروع کرده بودند. بیشتر از جُنگ بیرون از دید و شنیدار (۱۹۶۶) گروه فری اسپیرت به نام نخستین جنگ جاز فیوژن یاد می‌شود. اولین گروهایی که از این برچسب استفاده کردند، گروه‌های راک و ریتم اند بلوز بودند که از سازهای بادی جاز در ترانه‌های خود استفاده می‌کردند، مانند الکتریک فلگ، خون عرق و اشک و شیکاگو که توانستند در دهه ۶۰ و دهه ۷۰ میلادی به موفقیت‌های زیادی دست پیدا کنند.
گروه‌های جاز فیوژن انگلیسی که همزمان با بلوز راک پدید آمدند سویه‌های آهنگ سازی و بداهه نوازی جاز را وارد راک کردند. از این گروه‌ها می‌توان نیوکلوس گراهام باند و کلوسوم را نام برد. از سبک سایکدلیک راک و کانتربری، گروه‌های مانند سافت ماشین پدید آمدند که این دو سبک را با یکدیگر درهم آمیختند. شاید ستایش شده‌ترین اثر جاز فیوژن، جٌنگ آبجوی جِندگان مایلز دیویس باشد که از سازهای راک استفاده کرده است و بسیار تحت تأثیر جیمی هندریکس و سایکدلیک راک قرار گرفته است. آبجوی جندگان تأثیر بسیاری بر هنرمندان دگر جاز و راک مانند هربی هنکاک، چیک کوریا و ودر ریپورت گذاشت.
این سبک در اواخر دهه ۷۰ میلادی با پیدایش سبک‌های مانند سرود راک، پانک راک، موج نو و سافت راک به دست فراموشی سپرده شد. هرچند هنرمندانی مانند استیلی دان، فرانک زاپا و جونی میچل ترانه‌های موفق جاز فیوژن را در این دوره ضبط کردند و در آن زمان جاز فیوژن همچنان تأثیر زیادی بر موسیقی راک داشت.

## دهه ۱۹۷۰:دوران طلایی راک و اوج گیری فروش آن
اگر بخواهم به بنیادین ترین ویژگی راک اشاره کنم باید بگویم موسیقی است همه پسند اما نه به اندازه‌ای که به فروش و سود ارزش زیادی بدهد، چون این ویژگی سبک پاپ است نه راک.

بیلی ویمن در گفتگویی با ماه‌نامه ولچر (۲۰۱۶)
راک در این دهه شاهد فروش بیشتری شد و به یک هنر چند ده میلیارد دلاری تبدیل شد و بازار خود را دو برابر کرد. هرچند همان‌طور که کریستگاو اشاره کرد نو گرایی و فرهنگ کوچک خود را از دست داد. او نوشت: «شاید بی جیز فروش بیشتری از بیتلز داشتند اما آنها هرگز محبوب تر از مسیح نبودند. تا آنجایی که موسیقی قدرت پایه خود را حفظ می‌کرد می‌توانست پوپا تر باشد که این پایه، خود گرایش بود. ترانه‌های زیادی در مورد زندگی راک استارها وجود داشت اما تعداد کمی از ترانه‌ها در مورد اینکه چگونه راک می‌تواند چاره گشا مشکلات باشد، بود. در دهه ۷۰ راک تبدیل به موسیقی همه پسند شد و ناشران موسیقی تمام زوایا راک را در دست گرفتند و موسیقی راک از هنر به یک بازار تبدیل شد».

### پراگرسیو راک

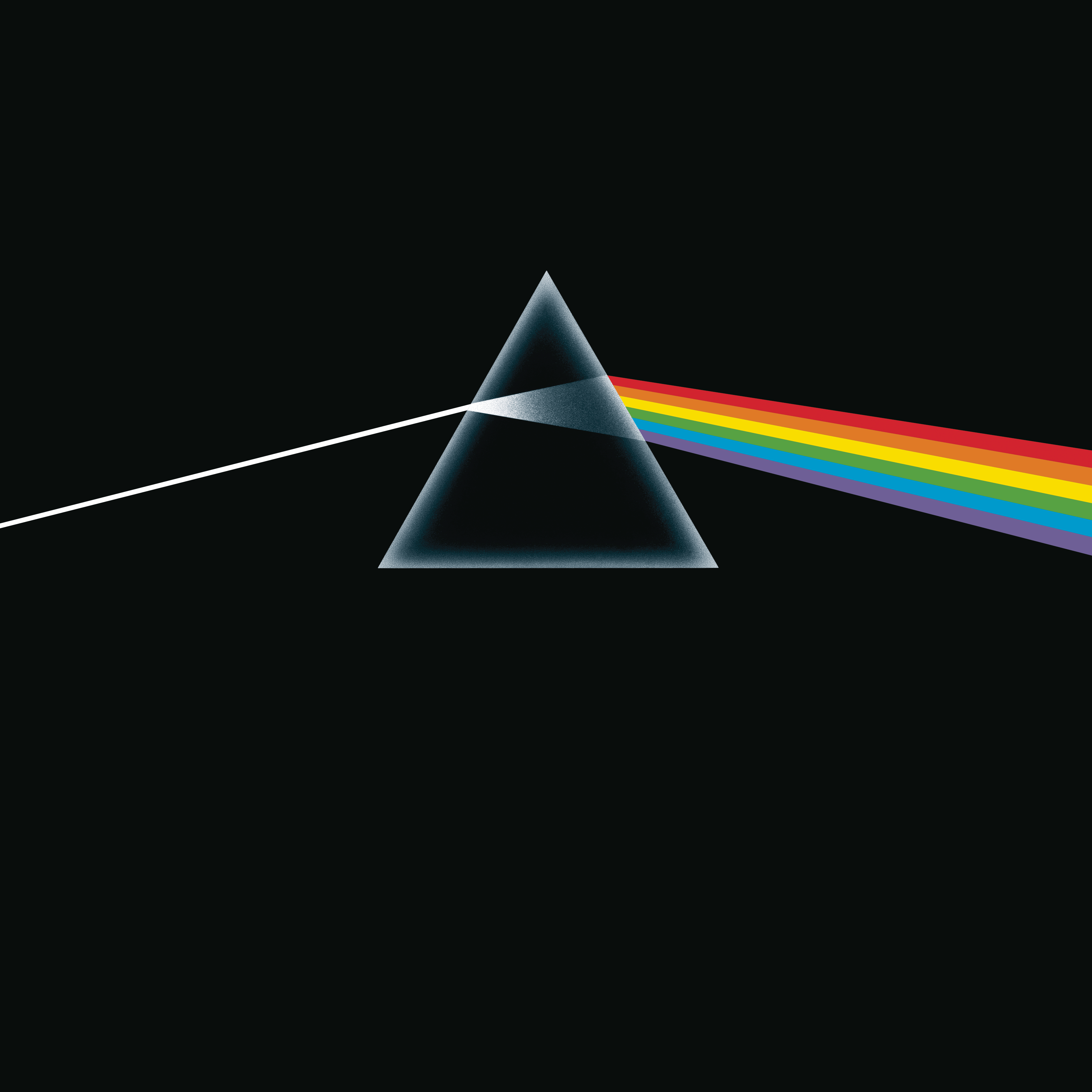
نیمه تاریک ماه پرفروشترین جُنگ سبک پراگرسیو راک

پراگرسیو راک واژه ایی است که گاهی به جای آرت راک نیز استفاده می‌شود‌. پراگرسیو راک بیشتر با استفاده از سازها گوناگون، انواع تئوری‌های موسیقی و گنجاندن فرم‌های مختلف در موسیقی راک شناخته می‌شود. از میانه‌های دهه ۶۰ میلادی گروه‌های مانند لفت بنک، بیتلز، رولینگ استونز و بیچ بویز با گنجاندن هارپسیکورد، سازهای بادی و زهی در ترانه‌های خود سبک جدید از راک به نام باروک راک را تولید کردند. ترانه سایه سپیدتری از رنگ‌پریدگی از پروکول هارم نمونه از این سبک است که از موسیقی باخ الهام گرفته است. گروه مودی بلوز در جٌنگ روزهای آینده گذشت (۱۹۶۷) خود از یک ارکستر کامل استفاده کردند و صداهای کلاسیک ارکستر را با سینت سایزر در هم آمیختند. ارکسترا، گونه‌های مختلف کیبوردها و سینت سایزر ها در این دهه به سازهای راک اضافه شدند که در انتها این سازها به پایه‌های سبک پروگرسیو راک تبدیل شدند.
پراگرسیو راک برای استفاده از چندین ساز مختلف در آهنگسازی ترانه‌های خود مشهور است. سروده‌های این سبک بیشتر مبتنی بر زمینه‌های مانند فلسفه، فانتزی و داستان‌های علمی تخیلی هستند و از سروده‌های دربارهٔ دلبستگی و دلدادگی پرهیز می‌کنند. جنگ اس اف سارو (۱۹۶۸) از گروه د پرتی تینگز، آرتور (سقوط امپراتوری بریتانیا) (۱۹۶۹) از گروه دِ کینگس و تامی از گروه د هو فرمت اپرای راک را معرفی کردند و در را به روی جنگ‌های مفهومی باز کردند، که اغلب داستان‌های حماسی و مهم را روایت می‌کردند. اولین جنگ گروه کینگ کریمسون در بارگاه شاه کریمسون (۱۹۶۹) که ترکیبی از ریف‌های گیتار و ملوترون را با موسیقی جاز و سازگان بود، از آن بیشتر به عنوان کلیدی‌ترین جنگ پراگرسیو راک یاد می‌شود که به گسترده شدن این سبک در نیمه نخست دهه ۱۹۷۰ میلادی کمک زیادی کرد. بیشتر گروه‌های بلوز راک و سایکدلیک راک انگلیسی در دهه ۷۰ میلادی به این سبک روی آوردند. جنبش کانتربری با درهم آمیختن سایکدلیک راک، جاز و هارد راک توسط گروهای مانند کاراوان، هتفیلد اند د نورس، گانگ و نشنال هلث به گستردگی پراگرسیو راک کمک شایانی کرد. گروه فرانسوی ماگما در نیمه نخست دهه ۷۰ میلادی به تنهایی توانست سبک موسیقی تازی با نام زویل را درست کند.

جٌنگ ناگهان از گروه ایلو، یکی از پایه‌گذاران سبک پراگرسیو پاپ

پینک فلوید از پرفروش‌ترین گروه‌های این سبک است. پینک فلوید پس از جدایی سید بارت در سال ۱۹۶۸ از سبک خود را که سایکدلیک راک بود را با پراگرسیو راک جابجا کردند. از نیمه تاریک ماه (۱۹۷۳) به عنوان شاهکار این سبک یاد می‌شد که توانست به یکی از پرفروش‌ترین جنگ‌های تمام دوران بدل شود. در دهه ۷۰ میلادی تأکید زیادی بر استفاده از سازهای مختلف در آهنگسازی بود. گروه یس با ترانه‌های خود مهارت‌های گیتاریست استیو هو و نوازنده کیبورد ریک ویکمن را به نمایش گذاشتند. گروه امرسون، لیک و پالمر توانست یکی از سخت‌ترین و فنی‌ترین ترانه‌های راک را تولید کنند. جترو تال و جنسیس تواستند این سبک را در انگلستان به محبوبیت بالایی برسانند. گروه رونسانس که در سال ۶۹ میلادی توسط دو عضو سابق گروه یاردبردز، جیم مک‌کارتی و کیت رلف به همراه آنی هاسلم تشکیل شد از گروه‌های موفق این سبک است. بیشتر گروه‌های انگلیسی این سبک طرفداران زیادی نداشتند اما اندک شماری مانند پینک فلوید، جنسیس و جترو تال توانستند در انگلستان و آمریکا طرفداران زیادی پیدا کنند. از گروه‌های آمریکایی پراگرسیو راک می‌توان فرانک زاپا، کاپیتان بیف‌هارت، بلاد، سوت اند تیرز، بوستون، فرونر کانزاس، جورنی و استیکس را نام برد. این گروه‌ها در کنار گروه‌های انگلیسی سوپرترمپ و ایلو توانستند سبک پراگرسیو راک را تا اواخر دهه ۷۰ میلادی زنده نگه دارند. در انتها از دل اجراهای زنده پراگرسیو راک سبک سرود راک زاده شد که بر نمایش‌های پیچیده و پرهزینه، صحنه‌سازی و جلوه‌های ویژه تاکیی داشت که در انتها بیشتر به مانند یک تئاتر بود. این سبک از اجرای زنده در نیمه نخست دهه ۱۹۹۰ میلادی با جشنوارهای راک کوچکتر و اجراهای زنده اقتصادی‌تر جایگزین شد.
جنگ زنگ‌های لوله‌ای (۱۹۷۳) مایک اولدفیلد نخستین جنگ ناشر موسیقی انگلیسی ویرجین رکوردز بود که تواست در کنار نیمه تاریک ماه به یکی از ارکان بنیادین این سبک تبدیل شود. راک بی کلام به ویژه در قاره اروپا بسیار مهم بود و گروه‌هایی مانند کرافت ورک، تینجر دریم، کن و فاست اجازه داد تا در کشورهای دگر به فروش بالایی دست پیدا کنند. سبک کراوتوک همراه با موسیقی برایان انو تأثیر زیادی بر الکترونیک راک داشت. با پیدایش پانک راک و پیشرفت تکنولوژی در اواخر دهه ۷۰ میلادی، پراگرسیو راک به دست فراموشی سپرده شد. بسیاری از گروه‌ها این سبک از هم پاشیدند اما برخی از آنها مانند جنسیس، ای ال پی، یس و پینک فلوید همچنان موفق مانند و به برگذاری اجراهای زنده در سراسر جهان ادامه دادند. برخی از گروه‌های پانک راک مانند سوزی اَند دِ بنشیز، اولتراوکس و سیمپل مایند تأثیرات زیادی از پراگرسیو راک گرفتند.

#### آرت راک
آرت راک یا راک هنری زیرشاخه ای از موسیقی راک است که به مانند پراگرسیو راک از دید موسیقی و آهنگسازی، سبکی آوانگارد و پیچیده‌تر از سبک‌ها دگر راک دارد؛ اما پیچیدگی ساختار آرت راک به اندازه پراگرسیو راک نیست و ترانه‌های این سبک بسیار کوتاه‌تر از پراگرسیو راک هستند. سروده‌های آرت راک در زمینه‌های نوگرایی، فلسفه و عارفی هستند و از خواندن دربارهٔ دلبستگی و دلباختگی پرهیز می‌کنند. آرت راک به مانند پراگرسیو راک، موسیقی راک را از یک سرگرمی به یک بیانیه هنری تبدیل می‌کند، و دیدگاهی تجربی و مفهومی تر به موسیقی راک دارد. آرت راک از سبک‌های مانند موسیقی تجربی، موسیقی آوانگارد، موسیقی کلاسیک و جاز تأثیر گرفته است.
موسیقی آرت راک با هدف گوش دادن و تفکر کردن و نه برای رقص ایجاد شده است و بیشتر با استفاده زیاد از سازهای الکترونیک، سینث سایرز و ساکسوفون است. همچنین از ریتم‌های ساده سبک راک دوری می‌کند. این واژه ممکن است گاهی به جای پراگرسیو راک به کار رود، اگرچه پراگرسیو راک نگاه ویژه تری به استفاده از تکنیک‌های موسیقی کلاسیک و ساختار سمفونیک دارد.
آرت راک در نیمه نخست دهه ۱۹۷۰ توسط گروه‌های راک انگلسی به محبوبیت رسید. موسیقی و همچنین ماهیت تئاتر گونه اجراهای زنده این سبک و پیچیدگی آهنگسازی و سروده‌های آن، توانست برای نوجوانان و جوانان جذاب باشد. آرت راک بیشتر با دوره خاصی از موسیقی راک مرتبط است که از سال ۱۹۶۶ تا ۱۹۶۷ شروع شد و با ورود پانک راک در اواسط دهه ۱۹۷۰ به پایان رسید. آرت راک در سبک‌های دگر موسیقی در دهه ۹۰ میلادی تأثیر بسزایی گذاشت و به وجود آمدن دریم پاپ و شوگیز کمک شایانی کرد.

### سافت راک، یات راک و سیتی پاپ

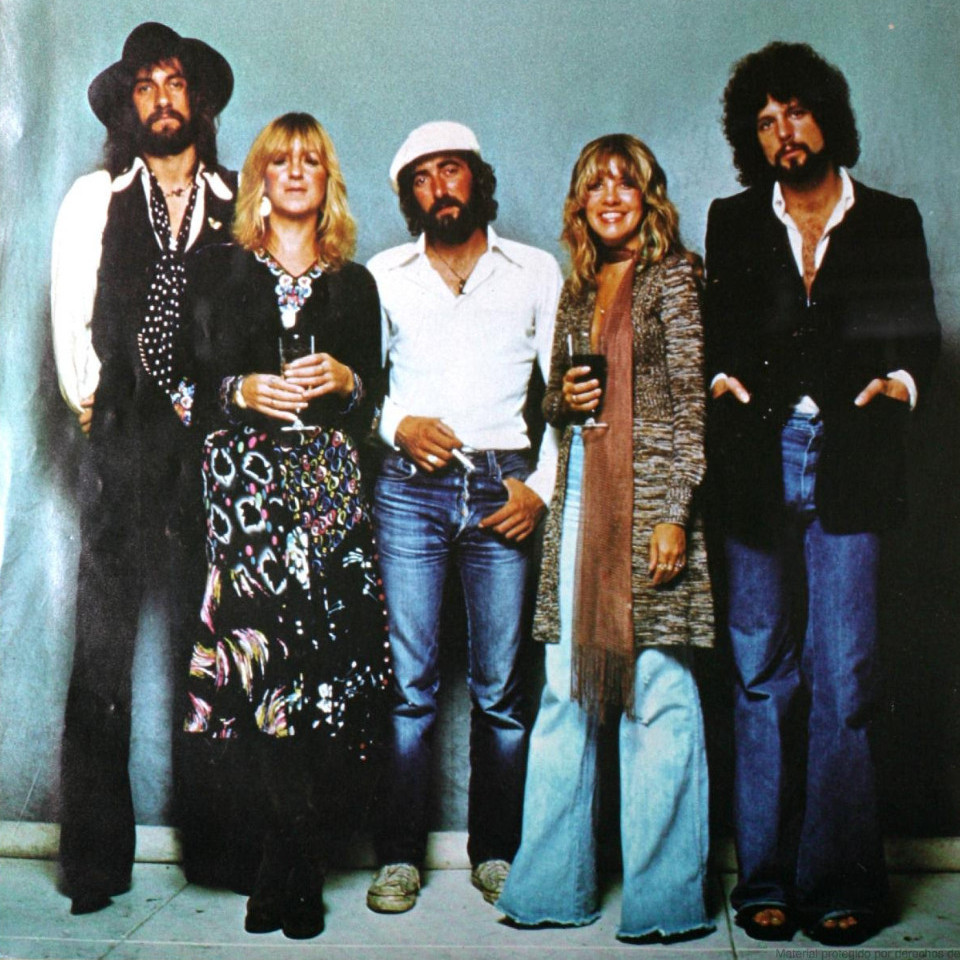
گروه فلیتوود مک پرفروش‌ترین گروه سافت راک تاریخ (دهه ۷۰ میلادی)

در اواخر دهه ۶۰ میلادی سبکی با نام سافت راک یا لایت راک در جنوب کالیفرنیا و انگلستان شروع به رشد کرد که از فولک راک و پاپ راک الهام گرفته است و با استفاده از گیتار آکوستیک،ملودی و هارمونی در آهنگسازی همراه است. سافت راک در سراسر دهه ۷۰ میلادی در رادیوهای موسیقی رواج بود و در دهه ۸۰ میلادی با پیدایش موج نو تبدیل به سبک جدیدی به نام موسیقی بزرگسالان شد. از موسیقیدانان مشهور این سبک می‌توان بوستون، شیکاگو، فلیتوود مک، دوبی برادرز، ایگلز، جرنی، وینگز، بیلی جول، پل مک‌کارتنی، التون جان، کارول کینگ، کارپنترز، باز اسکگز، کت استیونز و جیمز تیلور را نام برد. در ایران هم گروه‌ها و موسیقیدانان زیادی در این سبک مانند دِ وِیز، رضا یزدانی و شروین اِن زِد بند فعالیت می‌کنند.
سافت راک در میانه های دهه ۶۰ میلادی بسیار ملایم بود و بیشتر از ساز های آکوستیک در آن استفاده می شد. ترانه‌های مانند «آهنگ تابستانی» از چاد و جرمی (۱۹۶۴) و «اینجا، آنجا و همه جا» از بیتلز و «من سگم را دوست دارم» از کت استیونز که هر دو در سال ۱۹۶۶ پخش شدند، نمونه ایی از سافت راک در دهه ۶۰ میلادی هستند. در سال ۱۹۶۸ هارد راک به  یک سبک پایه در راک تبدیل شد. در این سال‌ها دسته‌بندی موسیقی راک به دو دسته سافت راک و هارد راک رایج شد که هر دو این سبک‌ها  به عنوان دو سبک اصلی موسیقی راک از انگلستان نمود پیدا کرده بودند. از موسیقیدانان سافت راک اواخر دهه ۶۰ میلادی می‌توان به بی جیز اشاره کرد که ترانه «شوخی من» آن‌ها به جایگاه نخست نمودارهای موسیقی فروش در چندین کشور رسید. نیل دایموند با ترانه «کارولاین شیرین» در سال ۱۹۶۹، گروه هالیز با ترانه «آدم مهمی نیست، برادرمه» و التون جان با ترانه مشهور خود «کبوتر آسمان خراش‌ها» از موسیقیدانان مشهور دیگر این سبک در آن زمان هستند.

اجرا زنده گروه ایگلز در سال ۱۹۷۷

در نیمه نخست دهه ۱۹۷۰ ترانه‌های گروهای مانند کارپنترز، آن موری، جان دنور، بری مانیلو و حتی باربارا استرایسند در رادیوهای سراسر جهان پخش می‌شدند و ترانه‌های سافت راک در تمامی ایستگاه‌های رادیویی موسیقی بزرگسالان پخش می‌شدند. از موسیقیدان مشهور دیگر سافت راک در دهه ۷۰ میلادی می‌توان نان، کارلی سایمون، کارول کینگ، کت استیونز، جیمز تیلور، لوبو و گیلبرت او سالیوان را نام برد که ترانه دوباره تنها او توانست به فروش بالایی در سراسر جهان دست پیدا کند.

جنگ سافت راک پرده نگاری از کارول کینگ که در فوریه سال ۷۱ میلادی پخش شد توانست به یکی از پرفروش‌ترین جنگ‌های تمام دوران تبدیل شد. تک آهنگ دو طرفه اصلی این جنگ «خیلی دیر شده/من چرخش زمین را احساس می‌کنم» در اواسط ژوئن سال ۷۱ میلادی پخش و توانست در نمودار بیلبورد هات ۱۰۰ در جایگاه نخست بنشیند. جنگ مشهور شایعات از گروه فلیتوود مک که در ۱۱ فوریه سال ۷۷ میلادی پخش شد توانست پیش از ۳۰ میلیون نسخه در سراسر جهان بفروشد و تبدیل به ۹ امین جنگ پرفروش تمام دوران شود.

سافت راک در نیمه دوم دهه ۱۹۷۰ با گروه‌هایی مانند بوستون، شیکاگو، فلیت وود مک، توتو، انگلستان دن و جان فورد کولی، ایر سپلای، سیل و کرافتز، آمریکا بیلی جوئل، التون جان، جفرسون استارشیپ، شیکاگو، توتو، بوز اسکاگز، برادران السی، مایکل مک دونالد، پل دیویس، اریک کارمن، گروه برادران دوبی، آلن پرسونز پراجکت، کاپیتان و تنیل، هالیز و دکتر هوک توانست به اوج فروش هنری و تجاری خود برسد. در اواخر دهه ۱۹۷۰ گروه جرنی به محبوبیت رسید که از آن به عنوان آخرین گروه بزرگ سافت یاد می شود.
در اوایل دهه ۱۹۸۰ گونه جدیدی از ایستگاه رادیویی به وجود آمدند که موسیقی سافت راک با فقط با نام موسیقی بزرگسالان پخش می‌کردند. این ایستگاه‌های رادیو ترانه‌های سبک‌های دیگری مانند پاپ و موسیقی الکترونیک را هم پخش می کردند و بروی موسیقی راک متمرکز نبودند. موسیقیدانان سافت راک مانند شینا ایستون، آمبروسیا، لیونل ریچی، کریستوفر کراس، دن هیل، جینو وانلی، لئو سایر، ایر ساپلی، جولیو ایگلسیاس و برتی هیگینز هنوز دارای فروش خوبی در سال‌های نخستین دهه ۱۹۸۰ بودند اما با دومین تاخت و تاز انگلستان در سال ۸۱ میلادی این سبک محبوبیت خود را از دست داد و تا میانه‌های سال ۸۳ میلادی کاملاً به دست فراموشی سپرده شد.

#### یات راک و سیتی پاپ
سبکی جدید از راک که از سافت راک برگرفته شده بود، در اواخر دهه ۱۹۷۰ و اوایل دهه ۱۹۸۰ به عنوان یات راک به وجود آمد. نام این سبک در سال ۲۰۰۵ توسط سازندگان مجموعه ویدیویی آنلاین یات راک به آن داده شده است. یات راک که از موسیقی گروه‌های راک کالیفرنیایی سرچشمه می‌گیرد با سبک سافت راک و پاپ راک اندکی همپوشانی دارد و با سبک‌های دیگر راک نزدیکی ندارد. بسیاری از المان‌های یات راک از موسیقیدانان سافت راک در غرب آمریکای شمالی گرفته شده است. از موسیقیدانان این سبک می‌توان کریستوفر کراس، باز اسکگز، استیلی دن، دوبی برادرز، ال استورت، پلیر، لاگینز و مسینا، نیلسین پرسون، امبروسا، روپرت هلمز و هال اند اوتس نام برد.
سیتی پاپ شاخه ایی از موسیقی پاپ ژاپنی است که در اواخر دهه ۷۰ میلادی ظهور کرد و در دهه ۱۹۸۰ به اوج خود رسید. این موسیقی در اصل به عنوان شاخه‌ای از موسیقی جدید ژاپن تلقی می‌شد اما شامل گستره ایی از سبک‌های دگر مانند، سافت راک، یات راک، ریتم اند بلوز، فانک و بوگی نیز می‌شود. این موسیقی در زمان شکوفایی اقتصادی ژاپن محبوب شد و با فناوری‌های جدید آن زمان مانند واکمن، ضبط کاست خور خودرو و ساز های برقی توانستند سبک جدیدی از موسیقی را برای طبقه فرادست ژاپن به وجود آورد.

در پایان دهه ۸۰ و اوایل دهه ۹۰ میلادی این سبک موسیقی با آمدن نسل جوان بعدی به حاشیه رانده شد و مقبولیت پیشین خود را از دست داد، اما در دهه ۲۰۱۰ با پیدایش وبگاه های مانند یوتوب و دیگر وبگاه های اشتراک گذاری موسیقی این سبک توانست محبوبیت بسیار بالایی در کشور های دیگر و سایت‌های اینترنتی خارج از ژاپن پیدا کند که باعث شد شرکت های موسیقی ژاپنی بعد از نزدیک به سه دهه دوباره پخش این سبک از موسیقی را آغاز کنند. همچنین پیدایش دوباره این سبک سبب به وجود آمدن سبک‌ها و زیر سبک‌های تازه ایی مانند ویپورویو، فیوتر فانک، هاردویپور، اَستَتیک و لو-فی هیپ هاپ شد.

### آرنا راک

گروه د بنگلز از گروه های موفق آرنا راک در دهه ۱۹۸۰

آرنا راک یا سرود راک که گاهی با نام‌های ای او آر یا استادیوم راک نیز شناخته می‌شود زیر سبکی از موسیقی راک است که در دهه ۱۹۷۰ به وجود آمد. آرنا راک شامل موسیقی راک همه پسندی بود که در ایستگاه‌های رادیویی برای مخاطب عامه و خانواده‌ها پخش می‌شد زیرا که سروده‌های آن ساده بودند و از مسایل جنسی دوری می‌کردند. سروده‌های آرنا راک بیشتر از دلبستگی و دلدادگی و دلشکستگی می‌گویند.
با افزایش محبوبیت هارد راک و پاپ راک گروه‌ها راک شروع به ساخت موسیقی برای اجرا در میان جمعیت و اجراهای بزرگ کردند. آرنا راک از آهنگسازی ساده و همه پسند که برای پخش در ایستگاه های رادیویی در نظر گرفته شده بود، استفاده می‌کرد. آرنا راک از ترانه‌های شاد، دراماتیک، تصنیف‌های آرام، ملودی‌های گیرا و خوانندگی هم‌زمان چندین خواننده استفاده می‌کند. استفاه از سازهای کیبورد مانند پیانو الکتریک و اٌرگ در آرنا راک بسیار زیاد است.
آرنا راک توسط منتقدان و دوستاران موسیقی همیشه مورد نقد و تحقیر بود. منتقدان بر این باور بودند که توجه زیاد به اجرا زنده، سروده‌های بی‌ارزش و آهنگسازی ساده به از دست رفتن سویه هنری موسیقی راک کمک می کند. طرفداران آرنا راک بیشتر مردان طبقه کارگر و یا متوسط در آمریکای شمالی بودند، که به آن‌ها یاپی می‌گفتند. آرنا راک توانست در سراسر جهان بسیار موفق باشد و تا میانه‌های دهه ۱۹۸۰ میلادی محبوبیت خود را نگه داشت.

### هارد راک

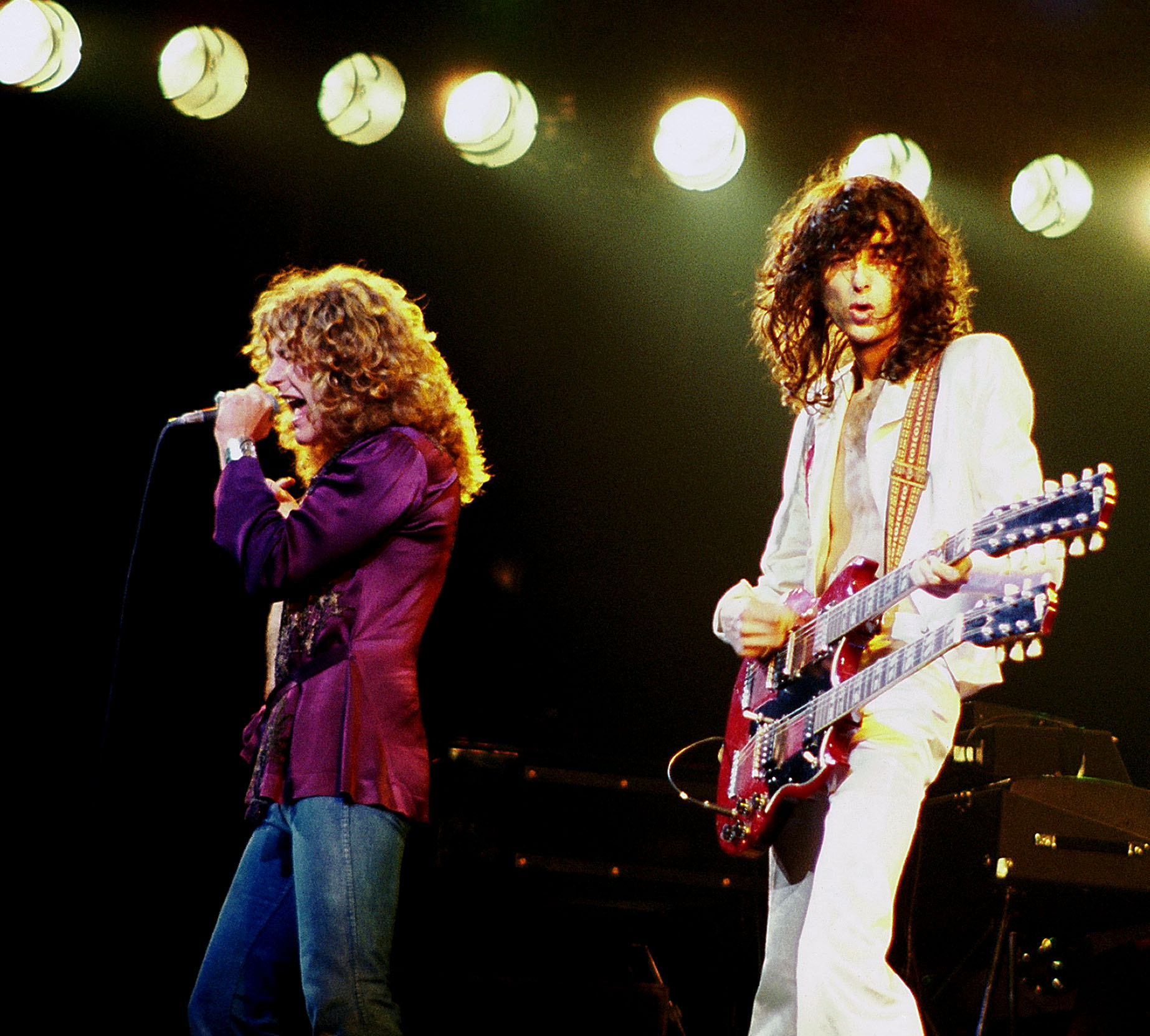
لد زپلین یکی از بزرگ‌ترین گروه‌های راک تاریخ در سال ۱۹۷۳ میلادی

هارد راک یا هوی راک زیرشاخه سنگین‌تری از موسیقی راک است که با خوانندگی خشن و صدای بلند، استفاده از فاز در گیتار ریتم، گیتار لید و تکنوازی گیتار استفاده می‌شود. هارد راک در نیمه نخست دهه ۱۹۶۰ میلادی با سبک‌های گاراژ راک، سایکدلیک راک و بلوز راک آغاز شد. نخستین ترانه‌های هارد راک توسط کینگز، د هو، رولینگ استونز، کریم، ونیلا فادج و جیمی هندریکس ساخته شده است. در نیمه دوم دهه ۶۰ میلادی گروه‌هایی مانند بلو چیر، گروه جف بک، آیرون باترفلای، لد زپلین، گلدن ایرینگز، استپن ولف و دیپ پرپل به ساخت ترانه‌های هارد راک ادامه دادند.
هارد راک در دهه ۱۹۷۰ میلادی با گروه‌های مانند لد زپلین، دیپ پرپل، بلک سبس، ایروسمیث، کیس، کویین، ای سی/دی سی، تین لیزی و ون هلن به بخشی از موسیقی همه پسند تبدیل شد. دردهه ۱۹۸۰ میلادی برخی از گروه‌های هارد راک از این سبک فاصله گرفتند و به سمت پاپ راک رفتند. گروه‌های هارد راک که از این سبک فاصله گرفته بودند در میانه‌های دهه ۸۰ میلادی به سبک هارد راک بازگشتند، همچنین در این دوره سبک گلم متال به همراه گروهایی مانند ماتلی کرو، بون جووی، دف لپرد و گانز ان روزز به اوج فروش هنری خود رسیدند.
هارد راک با موفقیت تجاری آراندبی معاصر، هیپ هاپ، پاپ، گرانج و در ادامه بریت پاپ در دهه ۱۹۹۰ میلادی محبوبیت خود را از دست داد. به جز برخی از ترانه‌ها مانند باران نوامبر گروه گانز اند روزز و ترانه زندگی خودم است از بان جوویی هارد راک فروش زیادی نداشت. با این وجود بسیاری از گروه‌های پست گرانج، هارد راک را به بخشی از آهنگسازی خود افزودند. در دهه نخست ۲۰۰۰ میلادی گروه‌های قدیمی تر هارد راک شاهد محبوبیت دوباره خود شدند، همچنین تلاش‌هایی برای احیای دوباره سبک هارد راک دست آویزی برای تشکیل گروه‌های هارد راک جدید شد که این گروه‌ها در ادامه جنبش احیای گاراژ راک و پست پانک را به وجود آوردند. از این جنبش گروه‌های گاراژ راکی مانند وایت استرایپس، استروکز، اینترپل و بلک کیز به وجود آمدند. در نخستین دهه ۲۰۰۰ میلادی تنها چند گروه هارد راک از دهه ۷۰ و ۸۰ میلادی توانستند موفقیت‌های قبل خود را ادامه دهدند.

### هوی متال

اسلیر یکی از بزرگ‌ترین گروه‌های هوی متال در سال ۱۹۸۵

از سال‌های پایانی دهه ۱۹۶۰ میلادی واژه هوی متال برای توصیف برخی از ترانه‌های هارد راک ایی به کار گرفته شد که با حجم و شدت بیشتر، ضرب آهنگ بالاتر، گیتارهای با فاز بسیار بیشتر و خشن تر، تکنوازی‌های گیتار خشن تر و ترانه‌های که بسیار پر صدا تر از هارد راک هستند، نواخته می‌شوند. در آغاز این واژه به عنوان یک صفت بود ولی در نیمه نخست دهه ۱۹۷۰ میلادی از آن به عنوان یک اسم شروع به استفاده شد. این سبک در نیمه دوم دهه ۱۹۶۰ میلادی در انگلستان و در نیمه نخست دهه ۱۹۷۰ میلادی در ایلات متحده به محبوبیت رسید. پایه‌های این سبک در هارد راک، سایکدلیک راک، بلوز راک و اسید راک است.
این واژه نخستین بار برای ترانه استپن ولف، به دنیا آمده‌ام تا وحشی باشم (۱۹۶۷) استفاده شد و گروه‌های آمریکایی مانند بلو چیر از سانفرانسیسکو، جیمز گنگ از کلیولند و گرند فانک ریل رود میشیگان این کلمه را برای ترانه‌های خود استفاده کردند. تا سال ۷۰ میلادی سه گروه کلیدی انگلیسی لد زپلین، بلک سبس و دیپ پرپل پایه‌ها و هسته بنیادین هوی متال را با موسیقی‌های خود پایه‌گذاری کردند که به شکل‌گیری این سبک کمک شایانی کرد. لد زپلین المان‌های پویا و هارمونیک را که از بلوز-راک وام گرفته بود ریف گیتار خود افزود، دیپ پرپل المان‌های سمفونیک و سازهای قرون وسطایی را که از پراگرسیو راک وام گرفته بودند به موسیقی خو افزودند و بلک سابث المان‌های از هارمونی گاتیک و گام مد را به موسیقی خود وارد کردند که به وجود آمدن ترانه‌های «خشن تر و تیره‌تر» کمک کرد.

این المان‌ها به دست نسل دوم گروه‌های هوی متال در اواخر دهه ۱۹۷۰ میلادی گسترش بیشتری پیدا کردند. از این گروه می‌توان جوداس پریست، یوفو، موتورهد، رینبو، کیس، تد نوجنت، بلو اویتستر کلت، راش و اسکورپیونز را نام برد. با وجود نبود پخش و حضور بسیار اندک در نمودارهای فروش، هوی متال سال‌های پایانی دهه ۱۹۷۰ میلادی طرفداران بسیاری را به ویژه در میان نوجوان، جوانان و طبقه کارگر در آمریکای شمالی و اروپا به دست آورد.

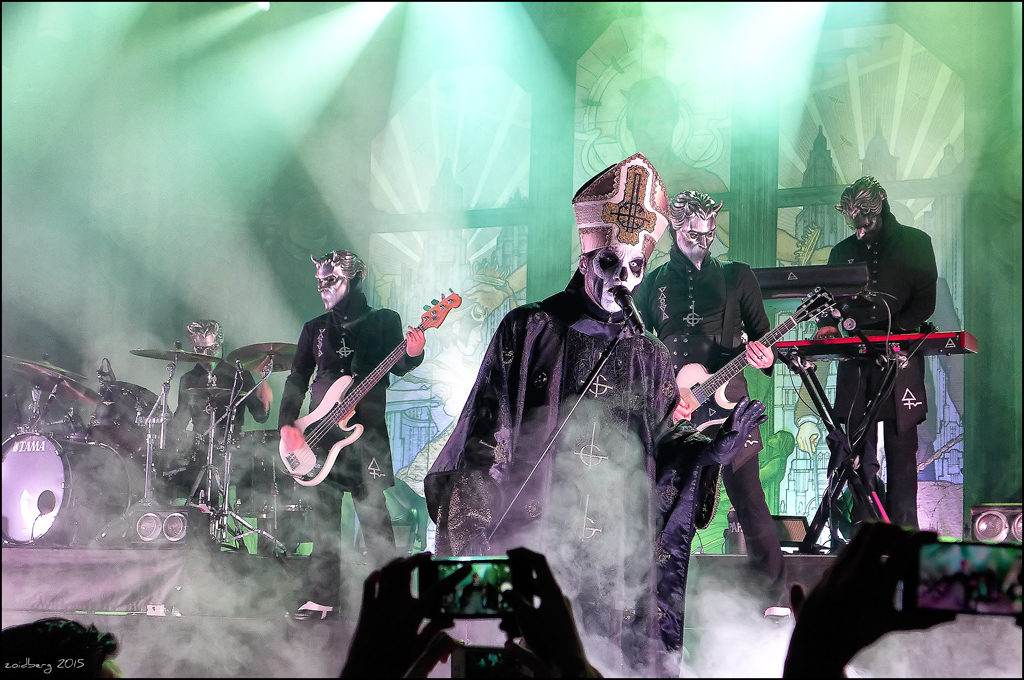
گروه گوست یکی از پرفروشترین گروه های هوی متال امروزی

در دهه ۱۹۸۰ میلادی سبک‌های زیادی در هوی متال به وجود آمد و هوی متال بیشترین فروش خود تا به امروز را در این دهه داشت. در نخستین سال‌های دهه ۱۹۸۰ میلادی زیر سبک تازی از هوی متال به نام اسپید متال در انگلستان آغاز به رشد کرد. اسپید متال درای ریف‌ها و آهنگسازی بسیار پرشتاب تر، تیز تر و پیچیده‌تر از هوی متال است. از ترش متال بیشتر به عنوان سبک کوچکتر و ساده‌تر از ترش متال یاد می‌شود. از گروه‌های این زیر سبک می‌توان اکسیتر، دث انجلز، اورکیل و تستمنت را نام برد.

در میانه‌های دهه ۱۹۸۰ میلادی گروه‌هایی مانند بان جووی، گانز ان روزز، اسکید رو و دف لپرد با آمیختن اسپید متال، هارد راک و پاپ سبک تازه ایی به نام گلم متال را درست کردند.

ترش متال سبک دیگری از هوی متال بود که در میانه دهه ۸۰ میلادی به محبوبیت رسید. پایه‌های این سبک در هاردکور پانک، اسپید متال و هوی متال انگلیسی بود که به همراه جنبش دومین تاخت و تاز انگلیس وارد آمریکای شمالی شده بود. سبک ترش متال بسیار سریع تر و خشن تر از هوی متال رایج بود. تکنوازی‌های گیتار ترش متال بسیار پیچیده‌تر از تکنوازی‌های رایج در هوی متال و اسپید متال بود، همچنین ترانه‌های ترش متال بیشتر داری مفاهیم هیچ‌انگاری، افسردگی و فلسفی هستند. از گروه‌های ترش متال متالیکا، انترکس، مگادث و اسلیر را نام برد. از زیر سبک‌های دگر متال که در این دوره پدید آمدند می‌توان پراگرسیو متال، دث متال، دوم متال، بلک متال، پور متال و آلترناتیو متال را نام برد.
در طول دهه ۱۹۹۰ میلادی هوی متال و هارد راک هردو با کاهش فروش روبرو شدند. دوران هوی متال در آمریکای شمالی در نیمه نخست دهه ۱۹۹۰ با پیدایش نیروانا و سایر گروه‌های گرانج به پایان رسید که نشان‌دهنده محبوب شدن آلترناتیو راک بود. گروه‌های گرانج تحت تأثیر سبک هوی متال قرار داشتند اما وست نداشتند تا در کنار گروه‌های هوی متال دهه ۱۹۸۰ میلادی قرار بگیرند. گلم متال نه تنها به دلیل موفقیت گرانج بلکه به دلیل محبوبیت فزاینده گروه‌های مانند متالیکا و گروه‌های جدید گروو متال مانند پنترا و وایت زامبی کاملاً فروش خود را از دست دادند.

در میانه و سال‌های پایانی دهه ۱۹۹۰ میلادی موج جدیدی از گروه‌های متال آمریکایی با الهام از گروه‌های آلترنتیو متال و هیپ-هاپ سبک تازی با نام رپ متال، نیو متال و متال‌کور را به وجود آوردند. گروه‌هایی مانند اسلپ نات، لینکین پارک، لیمپ بسکیت، پاپا روچ، پی.او. دی، کورن و دیستربد المان‌های از دس متال، هیپ‌هاپ و دی‌جی را با یکدیگر در هم آمیختند.

### پانک راک
پانک راک بین سالهای ۱۹۷۴ تا ۱۹۷۶ در انگلستان توسعه یافت. پانک راک ریشه در گاراژ راک و سرف راک دارد که امروز پروتوپانک نامیده می‌شوند. گروه‌های پانک راک بیشتر از موسیقی همه پسند که در دهه ۱۹۷۰ محبوب بود اجتناب می‌کردند، آن‌ها موسیقی خشن و پرشتاب و سروده های سیاسی و اجتماعی خود را در ترانه‌های کوتاه ۲ یا ۳ دقیقه ای می‌گنجاندند. پانک راک تفکر خودت انجام بده را سر لوحه خود قرار داده بود. بسیاری از گروه‌ها پانک راک جنگ‌های خود را در استودیو های خانگی ضبط و تولید می‌کردند و موسیقی خود را به صورت غیررسمی پخش می‌کردند.
در اواخر سال ۱۹۷۶ گروه‌هایی مانند رامونز و پتی اسمیت در شهر نیویورک و سکس پیستولز و د کلش در لندن به عنوان پیشتاز یک جنبش موسیقی جدید شناخته می‌شدند. در سال بعد پانک راک در سراسر جهان گسترش یافت. پانک راک به سرعت به یک پدیده فرهنگی مهم در انگلستان تبدیل شد. درگیری سکس پیستولز با بیل گراندی در برنامه زنده تلویزیونی اش در ۱ دسامبر ۱۹۷۶ به نقطه عطفی در تبدیل پانک راک به یک پدیده تازه در انگلستان کمک کرد. هرچند برخی از فروشگاه‌ها از فروش جنگ‌های این سبک خودداری می‌کردند و ترانه‌های آن‌ها به ساختی در ایستگاه‌های رادیویی پخش می‌شد. در مه سال ۱۹۷۷ سکس پیستولز با ترانه ایی با نام خداوند ملکه را نجات دهد که به ملکه الیزابت دوم توهین می‌کرد، جنجال‌های فراوانی به پا کرد. در بیشتر موارد گروه‌های پانک راک در سطح محلی باقی می‌ماندند و تمایلی به محبوبیت بیشتر نداشتند. در اواخر دهه ۷۰ میلادی خرده فرهنگ پانک ظهور کرد که با سبک‌های لباس متمایز و خاص و انواع ایدئولوژی‌های غیر مرتبط با یکدیگر مشخص می‌شد.
در آغاز دهه ۸۰ میلادی زیر سبک‌های سریع تر و خشن تری مانند هاردکور و اوآی! به حالت غالب پانک راک تبدیل شدند. این روند منجر به پیدایش چندین گونه مختلف از هاردکور پانک مانند دی-بیت یک زیر سبک پانک راک با فازهای سنگین، که تحت تأثیر موسیقی گروه انگلیسی دیسچارج است، آنارکو پانک و کراس، گریندکور که توسط گروه نپالم دث گسترش یافتند و کراست پانک که د اواخر دهه ۸۰ میلادی رشد کرد، شد. نوازندگانی که موسیقی پانک راک می‌نواختند کم‌کم شروع به ورود به طیف‌های گسترده‌ای از انواع دیگر سبک‌های موسیقی راک کردند که موجب پیدایش موج نو، پست پانک و آلترناتیو راک در دهه ۸۰ میلادی شد.

### پاپ راک و پاور پاپ

الیویا نیتون جان بازیگر و خواننده پاپ راک آمریکایی (دهه ۱۹۷۰)

پاپ راک یک زیر سبک راک است که با فروش و همه پسند بودنش شناخته می‌شود. پاپ راک با تکیه بر آهنگسازی ساده و شیوا، سرودهای همه پسند و اجرا زنده محبوبیت پیدا کرده است و از کلیشه‌های رایج در آهنگسازی و سروده‌های راک دوری می‌کنند. نخستین گروه‌های پاپ راک در سال‌های پایانی دهه ۱۹۵۰ به عنوان جایگزینی برای گروه راک اند رول کار خود را آغاز کردند و موسیقی آن‌ها بیشتر بر روی ضرب آهنگ تنظیم می‌شد و سازهای پاپ راک به روش دوواپ و پاپ سنتی نواخته می‌شد. پاپ راک گاهی ممکن است به جای یک زیر سبکی از موسیقی راک که با سبک پاپ همپوشانی دارد، به عنوان یک سبک متمایز در نظر گرفته شود. دوستداران موسیقی و منتقدان از پاپ راک را بیشتر با نام زیر سبکی بی‌ارزش، همه پسند و بی هنری از موسیقی راک یاد می‌کنند.
موسیقی پاپ و راک از نظر آهنگسازی، سازها و سروده‌هایشان بسیار شبیه به هم بوده‌اند. دو واژه پاپ راک و پاور پاپ برای ترانه‌های راکی استفاده می‌شود که از دید فروش و موفقیت‌های تجاری از بقیه زیر سبک‌های راک موفق تر اند. یوهان فورناس نویسنده و روزنامه‌نگار، موسیقی پاپ و موسیقی راک را یک سبک می‌داند و آن‌ها را از هم جدا نمی‌کند. لری استار و کریستوفر واترمن پاپ راک را گونه شاد و خانواده محوری از موسیقی راک می‌دانند که توسط موسیقیدانان و گروه‌هایی مانند اندی کیم، بلز، پل مک کارتنی، لایت هاوس و پیتر فرامپتون محبوب شد.
واژه پاپ از سال‌های نخست دهه ۱۹۴۰ برای اشاره به تمامی سبک‌های موسیقی همه پسند مانند جاز، پاپ سنتی، کانتری و بلوز استفاده می‌شد، اما در میانه‌های دهه ۱۹۵۰ استفاده از این واژه برای بیان سبکی آرام‌تر و ملودیک تر از راک اند رول با هدف فروش به جوانان و نوجوانان مورد استفاده قرار گرفت. پس از نخستین تاخت و تاز انگلستان از میانه‌های سال ۱۹۶۷، استفاده از واژه پاپ برای تقابل با موسیقی راک آغاز شد. این نوع موسیقی نسبت به راک تجاری تر، بی‌آلایش، خانواده محور و همه پسندتر بود.
از موسیقیدانان و گروه‌های مشهور پاپ راک می‌توان به بیتلز، بیچ بویز، مایکل جکسون، التون جان، آبا، پل مک‌کارتنی، کویین، مدونا، د گو-گووز، پلیس، الیویا نیوتن جان، برایان آدامز، جورج مایکل، آوریل لوین را نام برد. در ایران پاپ راک بسیار محبوب است و از موسیقیدانان آن می‌توان به کورش یغمایی، سیروان خسروی، کاوه آفاق، کاوه یغمایی، محسن چاوشی ،گروه کیوسک و گروه کامنت را نام برد.

#### پاور پاپ

گروه د گو-گووز یکی از مشهورترین گروه‌های پاپ راک و پاور پاپ آمریکایی

پاور پاپ زیر سبکی از موسیقی راک و شاخه ای از پاپ راک است که بر اساس موسیقی گروه‌هایی مانند دِهو، بیتلز، بیچ بویز و بردز پیداش کرده است. پاور پاپ ماند پاپ راک شامل گوش ربا ملودیک، خوانندگی هارمونیک و چند صدا، اجرای‌های زنده پر انرژی، آهنگسازی شاد و سروده‌های بی‌آلایش و ساده است که حس شور و شگفتی، خودباوری و گاهی غم را در شنونده ایجاد می‌کنند. آهنگسازی و تنظیم در پاور پاپ ریشه در موسیقی پاپ و راک دهه ۱۹۶۰ دارد اگرچه برخی از گروه‌های پاور پاپ از زیر سبک‌های دگر راک مانند پانک، موج نو، گلم راک، کالج راک و سایکدلیا نو الهام گرفته‌اند.
پاور پاپ در دهه ۱۹۶۰ بیشتر در میان موسیقیدانان آمریکایی که در دوران نخستین تاخت و تاز انگلستان تشکیل شده بودند، تکامل یافت. این واژه در سال ۱۹۶۷ توسط پیت تاونزند نوازنده گیتار و ترانه‌سرای دِ هو برای بیان سبک موسیقی گروهش استفاده شد. هرچند واژه پاور پاپ به‌طور گسترده‌تری برای گروه‌های راک در دهه ۱۹۷۰ که به دنبال زنده نگه داشتن موسیقی پاپ به سبک بیتلز بودند استفاه می‌شد.
از ترانه‌های گروهایی مانند بدفینگرز، رزبریز، و تاد راندگرن با نام ترانه‌های که پاور پاپ را محبوب کردند یاد می‌شوند. پاور پاپ در زمان پیدایش پانک راک و موج نو در نیمه دوم دهه ۱۹۷۰ به اوج فروش و موفقیت تجاری خود رسید. گروه‌ها و موسیقیدانانی مانند چیپ تریک، د نک، رومنتیکز، نیک لو، دیو ادمانز و دوایت تویلی در این سال‌ها بیشترین فروش را داشتند. پس از نقدهای منفی به ترانه مشهور شرونای من گروه د نک در سال ۱۹۷۹ شرکت‌های پخش موسیقی گروه‌های پاور پاپ را کنار گذاشتند و بیشتر این گروه‌ها در نخستین سال‌های دهه ۱۹۸۰ از هم پاشیدند.
در دهه ۱۹۹۰ موج جدیدی از گروه‌های آلترناتیو آغاز به کار کردند که از گروه‌های پاور پاپ دهه ۱۹۶۰ و ۱۹۷۰ الهام گرفته بودند. اگرچه موفقیت‌های گروه‌های دهه ۶۰ و ۷۰ میلادی را نداشتند اما گروه‌های مانند جلی فیش، پوزیز، ر کراس، تینیج فن کلاب و متریال اشو به موفقیت‌های کوچکی دست پیدا کردند. در میانه‌های دهه ۱۹۹۰ زیر سبک جدید که هارمونی پاور پاپ را با پانک راک در هم می‌آمیخت به نام پاپ پانک به محبوبیت رسید.

### گلم راک

دوید بااوی در سال ۱۹۷۳، او یکی از بزرگ‌ترین موسیقیدانان سبک گلم راک است.

گلم راک از سبک‌های سایکدلیک راک و آرت راک در اواخر دهه ۶۰ میلادی پدیدار شد. از نظر موسیقی آمیزه ای از جنبش احیای راک اند رول مانند آلوین استارداست تا موسیقی آرت راک راکسی میوزیک است. گلم راک به اضافه موسیقی فشن خاص خود را نیز دارد. از نظر هنر بصری و اجاره زنده این سبک مجموعه ای از فشن‌های گوناگون بود. فشن گلم راک آمیزه ای از زرق و برق‌های دهه ۱۹۳۰ هالیوود تا فشن دهه ۱۹۵۰ در آمریکای شمالی، سبک اجرا کاباره دهه ۱۹۲۰ میلادی، سبک‌های ادبی و نمادگرای ویکتوریایی، داستان‌های علمی تخیلی، عرفان‌های شرقی و اسطوره‌های باستان غربی بود. همچنین هنرمندان این سبک خود را آرایش غلیظی می‌کردند و مدل‌های موی بلند و زنانه ایی داشتند. گلم راک بیشتر به دلیل زنانه پوشی و بازنمایی آندروژنی اش در اجراهای خود مورد توجه قرار گرفته است. از نخستین هنرمندان این سبک می‌توان به کوکت‌ها و آلیس کوپر اشاره کرد.

پرنس در حال اجرا ترانه مشهور باران ارغوانی خود. او گلم راک را در میانه دهه ۸۰ میلادی دوباره به محبوبیت رساند.

خاستگاه گلم راک با مارک بولان شروع می‌شود که نام گروه موسیقی فولک راک خود را در پایان دهه ۱۹۶۰ به تی رکس تغییر داد و به استفاده از سازهای الکتریکی روی آورد. از اجرا زنده ترانه «عشق گرم» او در برنامه تاپ آف د پاپ بی‌بی‌سی در مارس ۱۹۷۱ که او در آن اجرا با پوشیدن لباس‌های زرق و برق و ساتن به صحنه اجرا رفت، به عنوان نماد آغاز گلم راک یاد می‌شود. از سال ۱۹۷۱ دیوید بااوی که قبلاً یک ستاره کوچک بود شخصیت زیگی استارداست خود را درست کرد. زیکی استارداست گریم زیادی داشت و لباس ساتن دار می‌پوشید. گروه‌های دگری مانند راکسی موزیک، دِ سوییت، اسلید، مات دِ هوپ، ماد و آلوین استارداست در ادامه وارد این سبک شدند. در حالی که این گروه‌ها در نمودارهای فروش در انگلستان بسیار موفق بودند، اما تعداد بسیار کمی از آن‌ها توانستند در ایالات متحده به موفقیتی دست پیدا کنند. هرچند دیوید بااوی توانست به یک سوپراستار بین‌المللی شد و سبک گلم راک را جهانی کند. در ایلات متحده موسیقیدانان مانند لو رید، ایگی پاپ، نیویرک دالز و جوبریث با ترانه‌هایی تاریک و پیچیده‌تر به محبوبیت رسیدند.
در انگلستان واژه گلیتر راک اغلب برای اشاره به نسخه افراطی تر از گلم استفاده می‌شد که توسط گری گلیتر و گروهش گلیتر بند دنبال می‌شد. گلیتر بند بین سال‌های ۱۹۷۲ تا ۱۹۷۶ به هجده تک آهنگ در نمودار فروش انگلستان دست یافتند. موج دوم گروه‌های راک گلم مانند سوزی کواترو، وزرد روی وود و اسپارکس بین سال ۱۹۷۴ تا ۱۹۷۶ نمودارهای فروش انگلستان را در اختیار خود داشتند. گروه‌های قدیمی تر راک که قبل پیدایش سبک گلم راک وجود داشتند شروع به ورود به این سبک کردند. از این گروه و موسیقیدانان می‌توان به راد استوارت، التون جان، کوئین و حتی برای مدتی رولینگ استونز را نام برد. گلم راک همچنین تأثیر مستقیمی بر روی گروه‌های که بعدتر به شهرت رسیدند مانند کیس و آدام آنت گذاشت و در دهه ۸۰ میلادی بر شکل‌گیری گوتیک راک و گلم متال نیز مؤثر بود. پیدایش پانک راک به پایان این سبک در سال ۱۹۷۶ بدل شد. گلم راک از آن زمان تاکنون در چندین دوره به واسطه گروه‌هایی مانند چانیز کیتن، دِ دارکنس و پرنس به محبوبیت دوباره دست پیدا کرده است.

### روتس راک
در دهه ۷۰ میلادی راک ماهیت خودش را پیدا کرد وقتی گروه‌های راک کلید آهنگسازی برای راک را پیدا کردند، دهه ۶۰ تمام شد؛ گزاره ایی که در سال ۱۹۷۲ به گوش من خورد. نشانی بود برای آن‌هایی که باور داشتند آرمانگرایی تمام شده است و وقتی این باور همه گیر شد، آن دهه واقعاً تمام شد.

موسیقی راک در دهه ۷۰ میلادی به مانند این بود که پادفرهنگ دهه ۶۰، نخبه‌گرایی موسیقی و اجراهای زنده کوچک کم درآمد راک در آن دهه را با فروش میلیونی جنگ‌های راک و پخش گسترده ترانه‌های راک در رادیوهای اف ام که بسیار درآمد زا بودند، جابه‌جا کنید.

—رابرت کریستگاو در کتاب راهنمای خرید جُنگِ کریسگاو: آلبوم‌های راک دهه هفتاد (۱۹۸۱)
روتس راک زیر سبکی از موسیقی راک و شاخه ای از کانتری راک است که بلوز، کانتری و موسیقی فولک را به‌طور ویژه تر و مهم تر از راک اند رول در آهنگسازی خود جای داده است. این سبک در نهایت منجر به تشکیل کانتری راک و راک جنوبی شد. در سال ۱۹۶۶ باب دیلن برای ضبط جنگ بلوند روی بلوند خود به نشویل رفت. بلوند روی بلوند و جنگ‌های کانتری دگر به مانند دور نمای شهر نشویل پایه‌های زیر سبک جدیدی با نام فولک کانتری را بنا گذاشتند. گروه‌های د بند و سی سی پی از دیگر گروه‌های بودند که راک اند رول را با فولک، کانتری و بلوز ترکیب کردند و توانستن به فروش بالای در دهه ۶۰ میلادی داشته باشند. موسیقیدانان دگری مانند رای کودر، بانی رایت و لوول جورج از سبک روتس راک کار خود را شروع کردند. همچنین روتس راک بر موسیقی گروه‌های دیگر سبک‌های راک مانند بیتلز و رولینگ استونز نیز تأثیر گذاشت.
در سال ۱۹۶۸ گرم پارسونز جنگ آسوده و امن در خانه را با گروه سابمرین اینترنشنال بند ضبط کرد که از آن با نام نخستین جنگ کانتری راک یاد می‌شود. پارسونز در همان سال به گروه د بردز برای ضبط دختر گاو چران (۱۹۶۸) پیوست که عموماً یکی از تأثیرگذارترین جنگ‌های این سبک محسوب می‌شود. بردز با همین سبک از موسیقی به کار خود ادامه داد، اما پارسونز این گروه را به همراه کریس هیلمن ترک کردند و گروه فلاینگ بوریتو برادرز تشکیل دادند. هرچند که مدتی بعد از آن پارسونز این گروه را ترک کرد تا موسیقی انفرادی خود را دنبال کند. از گروه‌های که در کالیفرنیا روتس راک و کانتری راک را سبک خود قرار می‌توان به پوکو، بیو بروملز، نیو رایدرز آف دِ پرپل سیج و نیتی گیریتی درت بند را نام برد. برخی از نوازندگان نیز با شروع به نواختن به سبک روتس راک و کانتری راک محبوبیت دوباره ای پیدا کردند، مانند برادران اورلی ریک نلسون که بعدتر رهبر گروه استون کانیون شد، مایک نسمیت که گروه فرست نشنال بند را تشکیل داد، نیل یانگ و دِ دیلاردز را نام برد بزرگ‌ترین موفقیت تجاری روتس راک در دهه ۱۹۷۰بود. گروه‌های برادران دوبی، امیلو هریس، لیندا رونشتات و ایگلز توانست فروش بالایی را تجربه کنند. پرفروش‌ترین جنگ این سبک هتل کالیفرنیا (۱۹۷۶) از گروه ایگلز است.
از گروه برادران آلمن به عنوان بنیانگذاران راک جنوبی یا می‌شود که توانستند از در هم آمیختن بلوز راک، کانتری، بوگی و سول راک جنوبی را تشکیل دهند. موفق‌ترین گروه این زیر سبک لنرد اسکینرد بود که به محبوبیت روتس راک در دهه ۷۰ میلادی کمک شایانی کرد. از گروه‌های دیگر می‌توان دیکسی درگز ،اوت لا، وت ویلی و اوزارک موتن دردول را نام برد. پس از پایان یافتن دو گروه برادران المن و لنر اسکینرد در نیمه دوم دهه ۷۰ میلادی روتس راک و راک جنوبی محبوبیت خود را از دست دادند. هرچند در دهه ۱۹۸۰ گروه‌های مانند ۳۸ اسپشال، مالی هچت و مارشال تاکر بند توانستند به موفقیت‌های خوبی دست پیدا کنند.

### دیسکو و دنس راک

گروه ابا در سال ۱۹۷۶، ابا پرفروش ترین گروه دیسکو و از یکی از پرفروش ترین گروه های تمام تاریخ است.

دیسکو سبکی است که از راک، موسیقی رقص، فانک و سول تشکیل شده است که از نیمه دوم دهه ۱۹۷۰ در باشگاه‌های شبانه ایالات متحده به وجود آمد. آهنگسازی در دیسکو با ضربات چهار بر روی چهار، بیس همزمان و گیتار ریتم به همراه سازهای زهی، سازهای بادی، پیانو الکتریک و سینت سایزر ساخته می‌شود. دیسکو در ابتدا در میان سیاه پوستان، اسپانیایی‌تبارها و آمریکایی‌های ایتالیایی‌تبار در فیلادلفیا و نیویورک در اواخر دهه ۱۹۶۰ تا اوایل دهه ۱۹۷۰ همه گیر شد. چندین سبک رقص جدید در زمان محبوبیت دیسکو در نیمه دوم دهه ۷۰ میلادی ابداً شدند مانند بامپ، هاسل، واترگیت و باس استاپ.
در سال‌های پایانی دهه ۷۰ میلادی دیسکو توسط گروه‌های اروپایی و آمریکایی توسعه بیشتری یافت. از گروه‌ها و موسیقیدانان دیسکو در آن سال‌ها می‌توان به بی جیز، ابا، دانا سامر، گلوریا گینور، جورجو مورودر، باکارا، د جکسون، مایکل جکسون، بانی ام، ارث، ویند اند فایر، چاکا خان، شیک، کی سی اند د سانشاین بند، تلما هیوستون، سیستر اسلج، سیلوستر، د ترمپس، بری وایت، دایانا راس، کول اند گنگ و ویلج پیپل را نام برد. هرچند گروه‌ها و موسیقیدانان دیسکو توجه عمومی را به خود جلب می‌کردند اما تهیه‌کنندگان موسیقی که در پشت صحنه کار می‌کردند نقش مهمی در توسعه این زیر سبک داشتند.
در اواخر دهه ۷۰ میلادی بیشتر شهرهای بزرگ ایالات متحده باشگاه‌های شبانه پررونق و بزرگی داشتند و دی‌جی‌ها در در باشگاه‌های مانند استودیو ۵۴ در منهتن نیویورک، ترانه‌های دیسکو را با هم ترکیب می‌کردند. افرادی که به این کلوپ‌های شبانه می‌رفتند، لباس‌های گران‌قیمت می‌پوشیدند که شامل شلوارهای گشاد و پیراهن‌های تنگ بود. استفاه از مواد مخدر به ویژه برای موادی که کمک به رقصیدن می‌کردند مانند کوکائین و کوالود بسیار گسترده بود. به این گونه از مواد مخدر لقب «بیسکویت دیسکو» داده‌اند.

سکانسی از فیلم تب شب یکشنبه که به محبوبیت دیسکو در دهه ۷۰ میلادی کمک کرد.

از باشگاه‌های شبانه دیسکو به عنوان بازتابی از انقلاب جنسی دهه ۶۰ میلادی یاد می‌شود که در ترویج بی بند و باری در ایالات متحده و اروپا نقشی پرنگ داشت. فیلم‌هایی مانند تب شب یکشبه (۱۹۷۷) و خدا را سپاس جمعه است (۱۹۷۸) به محبوبیت دیسکو در این دهه ۷۰ میلادی کمک کردند. محبوبیت دیسکو پس از پیشامد شبی که دیسکو مرد در ۱۲ ژوئیه ۱۹۷۹، در ایالات متحده بسیار کاهش یافت. هرچند در ایتالیا و برخی از کشورهای اروپایی در طول دهه ۱۹۸۰ محبوبیت خود را حفظ کرد. همچنین در جاهای دگر مانند هند و خاورمیانه که جنبه‌های دیسکو را با غزل و شکم رقص ترکیب می‌کردند، محبوبیت پیدا کرد.
دیسکو هسته بنیادین و پایه نخست سبک‌های دیگر مانند موسیقی رقص الکترونیک، موسیقی هاوس، هیپ هاپ، موج نو، رقص پانک و پست دیسکو است. این سبک از دهه ۱۹۹۰ به این سو جندین بار دوباره محبوب شده است و تأثیر دیسکو در موسیقی پاپ آمریکایی و اروپایی همچنان قوی است. دیسکو از نیمه نخست دهه ۲۰۱۰ به بالاترین میزان محبوبیت خود بعد از افول در سال ۱۹۷۹ دست پیدا کرده است. از جنگ‌های که در این احیا نقش داشته‌اند می‌توان به اعتراف‌ها بر روی جایگاه رقص، حافه‌های تصادفی، نوستالژی آینده و دیسکو را نام برد.

#### دنس راک
دنس راک یا رقص راک یک زیر سبک از موسیقی راک است که پاپ راک، پست-پانک، پست-دیسکو، موسیقی رقص و ریتم اند بلوز را با یکدیگر در هم آمیخته است. به دنبال کاهش محبوبیت پانک و دیسکو در اوایل دهه ۱۹۸۰ دنس راک به محبوبیت رسید. مایک کمپل در کتاب «موسیقی محبوب در آمریکا» خود این زیر سبک را به عنوان پیوستگی از پست پانک با پست دیسکو، تعریف می‌کند. کمپبل همچنین به رابرت کریستگاو اشاره می‌کند که واژه راک رقص محور را به عنوان یک گزاره در مورد دیسکو و پست دیسکو استفاده می‌کند. هرچند آل موزیک دنس راک را به عنوان موسیقی دهه‌های ۱۹۸۰ و ۱۹۹۰ که توسط موسیقیدانان راک نواخته می‌شد و تحت تأثیر دیسکو و پست دیسکو بود تعریف می‌کند.
علیرغم پیش‌بینی‌ها مبنی بر اینکه دنس راک جایگزین دیسکو در کلوپ‌های شبانه خواهد شد، پست دیسکو و پست پانک و موج نو جای آن را گرفت. از گروه‌های که ترانه‌های دنس راک منتشر کرده‌اند می‌توان به رولینگ استونز، دیوید بااوی، دوران دوران، سیمپل مایندز، اسن اکسس، یوریتمیکس، دپش مود، د کلش، نیو آورد و دوو، ا سرت ریشو، گنگ آو فور، رابرت پالمر، بیلی آیدل، هال اند اوتس، بلوندی، نیو اردر، هیومن لیگ و اسپاندو بالت را نام برد.

### چیکانو راک

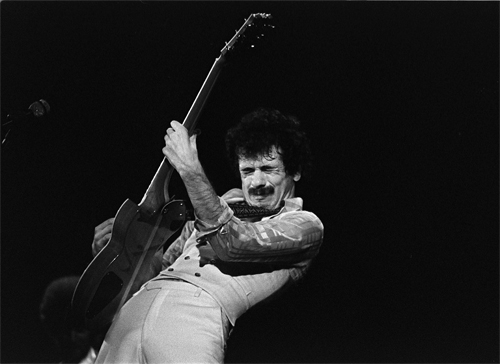
کارلوس سانتانا در سال ۱۹۷۶

پس از موفقیت‌های اولیه راک لاتین در دهه ۱۹۶۰، نوازندگان چیکانو راک مانند کارلوس سانتانا و آل هوریکان در طول دهه ۱۹۷۰ به موفقیت‌های خود ادامه دادند. سانتانا در نیمه نخست دهه ۱۹۷۰ ترانه پرفروش «زن جادویی سیاه» که در جنگ آبراکساس خود بود را منتشر کرد. سومین جنگ او سانتانا ۳ و ترانه «کسی نیست تا بهش تکیه کنم» نیز توانست موفق باشد اما چهارمین جنگ او کاروانسرا در زمان پخش موفقیت‌های قبلی را به دست نیاورد. او در ادامه چهار جنگ دگر پخش کرد که به فروش بیشتری رسیدند: خوش آمدید، بوربولتا، آمیگوس و جشنواره.
آل هوریکن به ترکیب موسیقی راک با موسیقی مکزیکی ادامه داد. اگرچه او همچنین موسیقی جاز را نیز وارد آهنگسازی خود می‌کرد که منجر به چندین ترانه پرفروش به خصوص در جنگ لباس‌های خیس خود شد. برادرانش نیز ترانه‌های موفقی در سبک چیکانو راک داشتند. پسر او آل هوریکتن جونیور همچنین در دهه ۱۹۷۰ با ترانه «گلی در بوستان» به فروشی خوبی در این سبک‌ دست پیدا کرد. گروه لس لوبوس در این زمان با اولین جنگ خود گروهی دگر از لس آنجلس (۱۹۷۷) به محبوبیت رسید.

### راک مسیحی

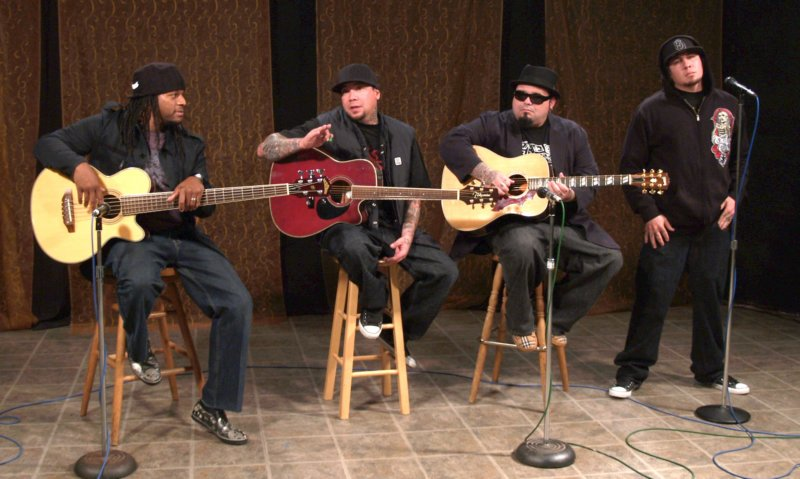
گروه پی.او.دی

راک و هوی متال همیشه زیر انتقاد سران و روحانیون کلیسای مسیحیت قرار داشت. آنان موسیقی راک را غیراخلاقی، ضد مسیحیت و گاهی شیطانی می‌خواندند. با این حال راک مسیحی در اواخر دهه ۱۹۶۰ شروع به رشد کرد، به ویژه پس از جنبش عیسی که در کالیفرنیای جنوبی آغاز شد. در دهه ۱۹۷۰ لری نورمن که از او با نام اولین ستاره بزرگ راک مسیحی یاد می‌شود توانست راک مسیحی را به موفقیت‌های چشمگیری برساند.
این زیر سبک بیشتر در ایالات متحده محبوب بود و در اروپا موفقیتی نداشت. بسیاری از موسیقیدانان راک مسیحی با جنبش موسیقی معاصر مسیحی ارتباط دارند. از دهه ۱۹۸۰ موسیقیدانان بیشتری از راک مسیحی توانستند به موفقیت‌های بیشتری دست پیدا کنند. در حالی که این هنرمندان تا حد زیادی در جوامع مسیحی موفق بودند اما ورود هارد راک و گلم متال توسط گروه‌هایی مانند استرایپر به راک مسیحی در نیمه دوم دهه ۱۹۸۰، موجب خشم روحانیون مسیحی شد.
از دهه ۱۹۹۰ به این سو تعداد زیادی از گروه‌های راک مسیحی در تلاش بودند تا از برچسب خوردن با عنوان راک مسیحی پرهیز کنند و ترجیح می‌دادند به عنوان گروه‌های راک که نوازندگان در زندگی شخصی خود مسیحی بودند شناخته شوند. پی.او.دی از این دسته گروه‌ها است.

## دهه ۱۹۸۰:دومین تاخت و تاز انگلستان و ادامه موفقیت های تجاری

### موج نو
پانک راک یک پدیده اجتماعی و موسیقایی منحصر به فرد بود اما فروش آن پایین بود و بیشتر توسط ناشران گم نام و کوچک پخش می‌شد. پخش ترانه های پانک راک در ایستگاه‌های رادیویی انگلستان و آمریکا شمالی که تحت سیطره دیسکو بودند محدود بود. پانک راک طرفداران زیادی در میان هنر دوستان و دانشجویان به خود جذب کرده بود که در نهایت منجر به وجود آمدن گروه‌هایی مانند تاکینگ هد و دوو شد. این گروه ها بر روی ملودی و هارمونی تمرکز می‌کردند که با پانک راک تفاوت زیادی داشت. منتقدان این گروه‌ها را با واژه موج نو یا سینث-پاپ خطاب می‌کردند تا آن‌ها را از گروه‌های پانک راک جدا کنند.
مدیران شرکت‌های موسیقی جنبش پانک راک خطری برای صنعت موسیقی می‌دانستند. این مدیران متوجه پتانسیل بالا موج نو شدند و شروع به استخدام گسترده این گروه ها کردند. بسیاری از این گروه‌ها مانند د کارز و دگو-گوز را می‌توان به‌عنوان گروه‌های پاپ در نظر گرفت که به نام گروه‌ موج نو به بازار موسیقی وارد شدند. گروه‌های راک قدیمی تر مانند پلیس، د پرتندرز و الویس کاستلو از موج نو به عنوان سکوی پرشی برای محبوبیت و فروش بیشتر خود کردند و سبک خود را عوض کردند. همچنین گروه‌های پانک راکی مانند د نک و بلاندی نیز سبک خود را به موج نو تغییر دادند تا بتوانند فروش بیشتری داشته باشند.
بین سال‌های ۱۹۷۹ تا ۱۹۸۵ گروه‌های موج نو انگلیسی تحت تأثیر کرافت‌ورک، یلو مجیک ارکسترا، دیوید بااوی و گری نومان شروع به نوشتن سروده‌های ساده‌تر و روان تر از سروده‌های رایج در پانک راک کردند. گروه‌های مانند اسپاندئو بالت، اولترا وکس، ژاپن، دورن ورن، ای فلاک آف سیگل، کولچر کلاب، تاک تاک و یوریتمیکس تمام سروده‌های خود را در زمینه‌های مانند سکس، دلبستگی و پول می‌نوشتند. در این بازه زمانی استفاده از سینت سایزر بسیار رواج پیدا کرد و تبدیل به یکی از ساز های پایه موج نو شد. در سال ۱۹۸۱ با پیدایش شبکه تلویزیونی ام تی وی موج نو و سینت-پاپ توانستند مخاطبان بسیار بیشتری پیدا کنند. منتقدان شروع ام تی وی و اوج گرفتن دوباره گروه‌های انگلیسی در آمریکای شمالی را با عنوان دومین تاخت و تاز انگلستان می‌نامند.
برخی از گروه‌های راک سنتی‌تر خود را با دوران نماهنگ سازگار کردند و از پخش نماهنگ‌های خود در ام تی وی سود زیادی بردند. هرچند گروه‌های راکی که در دهه ۷۰ میلادی محبوبیت داشتند و موسیقی خود را بر اساس سازهای سنتی راک بدون سیت سایزر، ماشین درام و جلوه‌های صوتی می‌نوشتند، فروش خود را از دست دادند. موج نو و سینث-پاپ توانستند تا نخستین سال‌های دهه ۱۹۹۰ و ظهور گرانژ موسیقی راک را در چنگال خود نگه دارند.

### سینث-پاپ

گروه یلو مجیک ارکسترا در سال ۱۹۷۸

سینث-پاپ مخفف سینث سایرز پاپ که سینث-راک یا تکنو پاپ نیز نامیده می‌شود یک زیر سبک موسیقی راک است که برای اولین بار در اواخر دهه ۱۹۷۰ به وجود آمد و سینث سایرز را به عنوان ساز نخست خود استفاده می‌کند. در دهه ۱۹۶۰ و نیمه اول دهه ۱۹۷۰ استفاده از سینث سایرز در سایکدلیک راک، پراگرسیو راک، الکترونیک، آرت راک، دیسکو و به ویژه در سبک کراتوک توسط گروه‌هایی مانند کرافت ورک رایج شد. در ژاپن و انگلستان در کنار پست پانک و موج نو در نیمه دوم دهه ۱۹۷۰ به محبوبیت رسید.
سینث سایرزهای که می‌شد در هر استودیویی از آن‌ها استفاده کرد در اواسط دهه ۱۹۶۰ در دسترس عموم قرار گرفتند. پس از فروش بالای گری نومان در سال ۱۹۷۹ تعداد زیادی از گروه‌های راکی که سینث سایزر را در موسیقی خود جای می‌دادند به موفقیت‌های زیادی دست یافتند. در ژاپن گروه یلو مجیک ارکسترا شروع به استفاده از دستگاه رولند تی آر-۸۰۸ کرد، این گروه تأثیر زیادی بر گروه‌های سینث-پاپ انگلیسی گذاشت. ارزان شدن سینث سایرزها، میدی‌ها، رایانه‌های خانگی و همچنین استفاده فراوان از ملودی و ریتم رقص در موسیقی سینث-پاپ توانست به موفقیت هرچه بیشتر این زیر سبک کمک کند. جنبش رومانتیک نو و پیدایش ام تی وی منجر به موفقیت تعداد زیادی از گروه‌های سینث-پاپ انگلیسی در آمریکای شمالی شد و توانست به یکی از پایه‌های دومین تاخت و تاز انگلستان بدل شود.
واژه تکنو پاپ توسط منتقد ژاپنی یوزورو آگی در نقد موسیقی کرافت‌ورک در سال ۱۹۷۸ استفاده شد. از این رو این واژه را می‌توان به جای سینث-پاپ استفاده کرد، اما بیشتر برای به جای واژه سینث-پاپ در ژاپن استفاده می‌شود. واژه تکنو پاپ در اروپا نیز رایج شد، گروه کرافت‌ورک در سال ۱۹۸۶ جنگی با نام تکنو پاپ پخش کردند. گروه انگلیسی د باگلز ترانه ای به نام تکنوپاپ دارد و گروه اسپانیایی مکانو سبک خود را تکنو پاپ می‌خوانند.
سینث-پاپ گاهی به جای الکتروپاپ استفاده می‌شود، اما ممکن است الکتروپاپ اشاره به گونه ای از سینث-پاپ باشد که استفاده بیشتری از سازهای الکترونیکی و رایانه ای در آن رایج است. از میانه تا اواخر دهه ۱۹۸۰ گروه‌های مانند اریژر و پت شاپ بویز سینث-پاپ را وارد نمودارهای فروش آمریکای شمالی کردند، اما در پایان این دهه گروه‌های سینث-پاپی مانند آ-ها و آلفاویل سبک موسیقی خود را به موسیقی هاوس و تکنو تغییر دادند. در سال‌های پایانی دهه ۱۹۸۰ با ظهور گرانژ و سبک‌های دگر موسیقی الکترونیک، سینث-پاپ محبوبیت خود را از دست داد؛ اما در سال‌های پایانی دهه ۱۹۹۰ سینث-پاپ به همراه الکتروکلش احیا شد و در دهه ۲۰۰۰ سینث-پاپ به فروش بیشتر خود ادامه داد.

### پست-پانک و گاتیک راک

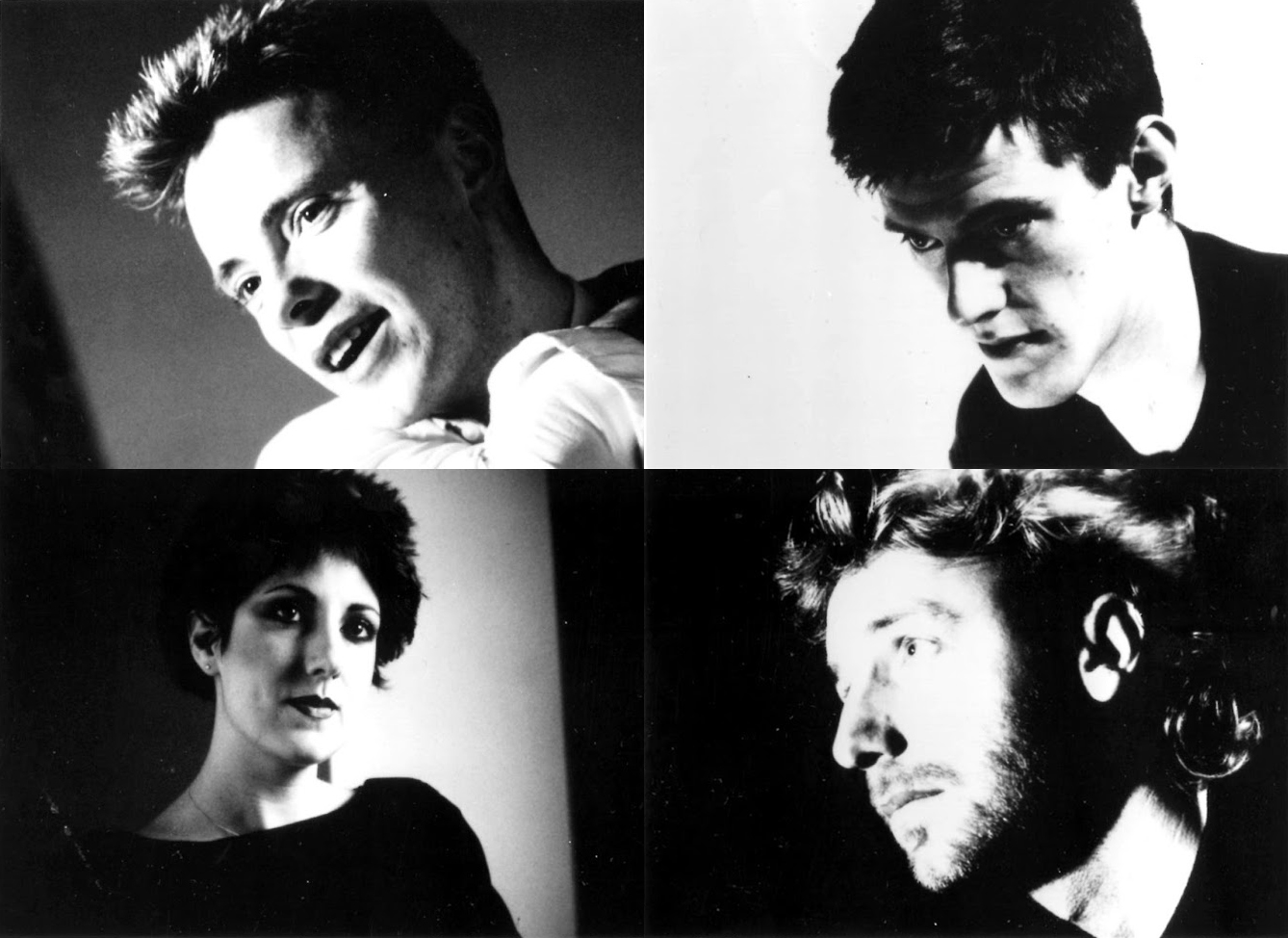
گروه نیو اردر در دهه ۱۹۸۰.
این گروه از اعضای باقی مانده گروه جوی دیویژن تشکیل شد.

پست-پانک زیر سبکی از موسیقی راک و شاخه ای از پانک راک است که در سال های پایانی دهه ۱۹۷۰ در انگلستان و ایرلند پدید آمد. هاردکور پانک نسخه ای خشن تر از پانک راک بود و موج نو بیشتر بر روی فروش و همه پسند تر کردن پانک راک تأکید داشت اما پست-پانک بر سویه‌های هنری و پیچیده‌تر کردن موسیقی پانک راک نظر داشت. هسته بنیادین تشکیل دهنده پست-پانک، گروه‌های پانک راک و موسیقی گروه‌های قدیمی تر راک در دهه ۱۹۶۰ مانند ولوت آندرگراوند، فرانک زاپا و کپتن بیف هارت است. همچنین زیر سبک بی موج که بر اجرا زنده تأکید زیادی داشت بر روی پست-پانک نیز اثر گذاشت. نخستین گروه‌های این سبک در آمریکای شمالی پیر اوبو، دوو، رزیدنتس، تاکینگ هد، سانیک یوث بودند.
موج اول پست-پانک انگلیس توسط دومین تاخت و تاز انگلستان وارد آمریکای شمالی شد. گروه‌های انگلیسی مانند گنگ آف فور، سوزی اند د بنشیز و جوی دویژن توجه کمتری بر سویه هنری پست-پانک داشتند و بیشتر بر احساس در موسیقی خود توجه داشتند. گروه‌هایی مانند سوزی اند د بنشیز، باو هاوس، د کیور، د سیسترز آو مرسی، د برث دی پارتی، نیک کیو، لاو اند راکتس و نیو اوردر به این مسیر ادامه دادند و در انتها گوتیک راک را پایه‌گذاری کردند. گوت راک در نیمه نخست دهه ۱۹۸۰ خرده‌فرهنگ گوت را به وجود آورد که تا به امروز در دنیای غرب طرفدار دارد.
یکی دیگر از زیر سبک‌های راک که به همراه پست-پانک آغاز شد موسیقی صنعتی بود که توسط گروه‌های انگلیسی ترابینگ گریسل، کاباره ولتر و سوسایدز با استفاده از انواع تکنیک‌های الکترونیکی و نمونه‌برداری صدا گسترش یافت. نسل دوم گروه‌های پست-پانک انگلیسی در نیمه نخست دهه ۱۹۸۰ مانند د فال، د پاپ گروپ، د مکونز، اکو اند د بانیمن و تیر دراپ اکسپلود شروع به فاصله گرفتن از موسیقی احساسی گروه‌های قدیمی تر پست-پانک کردند. موفق‌ترین گروه پست-پانک یوتو است که از سروده‌های اجتماعی-سیاسی را در موسیقی خود و نشان‌های مذهبی را در اجراهای زنده خود قرار می‌دهد. در اواخر دهه ۸۰ میلادی یوتو به یکی از بزرگ‌ترین گروه‌های موسیقی در جهان تبدیل شد.
اگرچه بسیاری از گروه‌های پست-پانک به کار خود ادامه دادند، اما در میانه‌های دهه ۱۹۸۰ پست-پانک محبوبیت خود را از دست داد زیرا بسیاری از گروه‌ها منحل شدند یا سبک خود را عوض کردند. پست-پانک توانست به پیدایش آلترناتیو راک نیز کمک کند.

#### گاتیک راک

مارگارت رابی با مد گات

گاتیک راک که با نام‌های گات راک یا گات نیز نامیده می‌شود، زیر سبکی از موسیقی راک است که به همراه پست پانک در اواخر دهه ۱۹۷۰ در انگلستان پدیدار شد. زمینه و پایه موسیقی و سروده‌های گاتیک راک بیشتر دربارهٔ خودکشی و افسردگی هستند و آهنگسازی گاتیک راک بسیار تاریک تر و آشفته تر از پست-پانک و موج نو است. از نخستین گروه‌های پست-پانکی که به سمت موسیقی تاریک، آشفته و افسرده تر گاتیک روی آوردند می‌توان سوزی اند د بنشیز، جوی دوژن، باواهاس، د کیور، د سیسترز آو مرسی، د برث دی پارتی، نیک کیو، لاو اند راکتس و نیو اوردر را نام برد.
به گفته سایمون رینولدز روزنامه‌نگار و منتقد موسیقی: «سازهای پایه گاتیک راک از ریف‌های گیتار تیز، ریف‌های باس که نقش پرنگ و ملودیک تری را نسبت به زیر سبک‌های دیگر راک دارد و سازهای کوبه ای که بسیار سریع و تند نواخته می‌شوند تشکیل شده است». رینولدز سبک آواز و خوانندگی گاتیک را آمیزه ای از سبک جیم موریسون و لئونارد کوهن می‌خواند. همچنین برخی از گروه‌های گاتیک راک از ماشین‌های درام استفاده می‌کردند.
سروده‌های گاتیک راک بیشتر در زمینه‌های رمانتیک‌گرایی، افسردگی و بیماری‌های روانی دیگر، هستی گرایی، مسیحیت، عرفان و فرا طبیعی هستند. به گفته آل موزیک: «گاتیک راک شاخه ای از پست-پانک است که ملودی سینث سایرزها و ریف‌های گیتار ساده پست-پانک را گرفته و از آن‌ها برای ساختن موسیقی تاریک و آشفته، غم‌انگیز و گاهی پهلوانی استفاده کرده است». نخستین سروده گاتیک راک بسیار شخصی تر و درون نگرتر بودند و از سروده‌های امروزی گاتیک راک تمایز بسیاری دارند.
در میانه‌های دهه ۱۹۸۰ منتقدان موسیقی گاتیک راک را از پست-پانک جدا کردند و آن را زیر سبک تازه ای از موسیقی راک خواندند. گاتیک راک به دلیل صدای تیره و آشفته اش توانست ادبیات گاتیک سده نوزده را در سده بیستم به محبوبیت برساند. در نیمه دوم دهه ۱۹۸۰ میلادی گاتیک راک دست آویزی برای پیدایش خرده فرهنگ گات شد که فرهنگ گات در نهایت به پیدایش باشگاه‌های گات، مد گات و نشریات گات در دهه‌های ۱۹۸۰ و ۱۹۹۰ کمک کرد.

### هاردکور پانک و پست-هاردکور

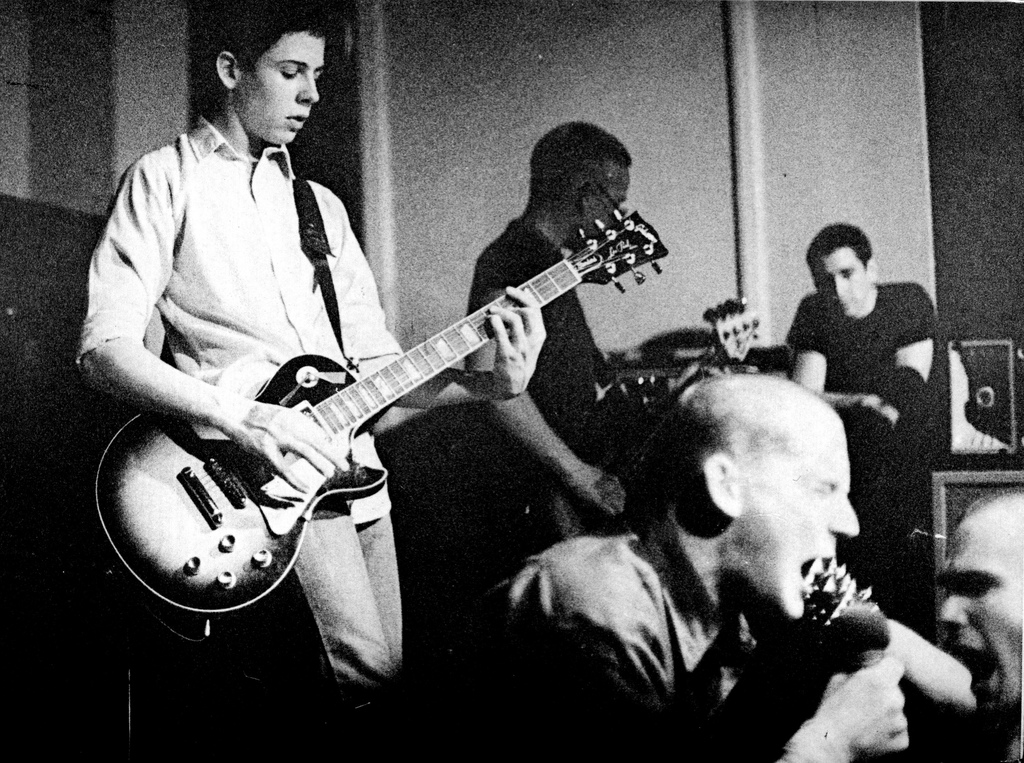
ماینور ترت یکی از گروه‌های بزرگ هارکور پانک (دهه ۱۹۸۰)

هاردکور پانک که به آن هاردکور نیز می‌گویند یک زیر سبک و خرده فرهنگ موسیقی پانک راک است که در اواخر دهه ۱۹۷۰ ایجاد شد. هاردکور پانک بسیار سریع تر، خشن تر و سنگین تر از پانک راک است. ریشه‌های آن را می‌توان در دهه ۶۰ میلادی در سانفرانسیسکو و جنوب کالیفرنیا دید که واکنشی در مقابل فضا و فرهنگ هیپی‌ها در آن سال‌ها بود. همچنین از موسیقی پانک راک در واشینگتن، دی سی، نیویورک و پروتو پانک انگلستان نیز الهام گرفته است. هاردکور پانک از تجاری گرایی، صنعت موسیقی و از هر گونه موسیقی که شبیه به موسیقی همه پسند راک که در آن زمان ایستگاه‌های رادیویی در حال پخش بود دوری می‌کرد. سروده‌های هاردکور پانک در زمینه‌های اجتماعی و سیاسی هستند.
هاردکور پانک در اوایل دهه ۱۹۸۰ به نحوه زیرزمینی در سراسر آمریکا شمالی به ویژه در لس آنجلس، سانفرانسیسکو، واشینگتن، دی سی، بوستون، و نیویورک، ونکور و همچنین در انگلستان رشد کرد. هاردکور پانک به پیدایش خرده فرهنگ و جنبش استریت اج کمک کرد و همچنین جنبش‌های کوچکتری مانند هاردلاین و یوتس کورو را ایجاد کرده است. هاردکور پانک در پیدایش شرکت‌های پخش موسیقی مستقل در دهه ۱۹۸۰ نقش بنیادین داشت. همانند پانک راک اندیشه خودت انجام بده نیز در هاردکور پانک بسیار اهمیت داشت. سبک‌های موفق و پرفروش گرانج و ترش متال از هاردکور پانک ریشه می‌گیرند.

#### پست-هاردکور

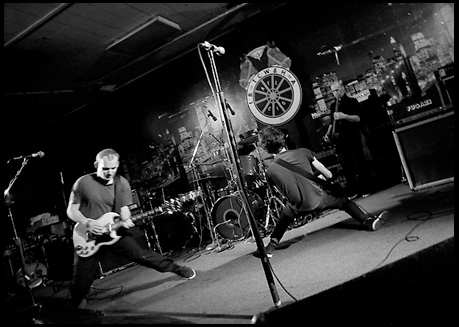
گروه فوگازی در حال اجرای زنده (دهه ۱۹۹۰)

پست-هاردکور یک زیر سبک از پانک راک است که سرعت و خشونت هاردکور پانک را دارد اما بر بیشتر خلاقانه و تجربی تر از از آن دو است. مانند واژه پست-پانک پست-هاردکور به مجموعه گسترده‌ای از گروه‌ها گفته می‌شود. پست-هاردکور نخست با الهام گرفتن از پست-پانک و نویز راک در دهه ۱۹۸۰ با گروه‌هایی مانند هوسکر دو و مینوتمون آغاز شد. این ژانر در دهه‌های ۱۹۸۰ و ۱۹۹۰ توسط گروه‌هایی از شهرهایی که هاردکور پانک در آنجا گسترش یافته بود مانند فوگازی در واشینگتن، دی سی، آغاز شدند. گروه‌هایی مانند بیگ بلک، جاباکش، کویکسند و شلاک در ادامه زیر سبک جدیدی به نام ایمو را پایه‌گذاری کردند. دیسکورد رکوردز در این دوره تبدیل به یک شرکت پخش موسیقی در پست-هاردکور شد.
پست-هاردکور همچنین شروع به استفاده از سازهای پیچیده و متفاوتی تری از سازهای رایج پانک راک و هاردکور پانک کردند. گروه‌هایی مانند اسلینت و آنوند از این دسته از کروه‌ها هستند. همچنین گروه‌هایی مانند د دیسممبرمنت پلن به سمت ایندی راک نیز رفتند. در نیمه نخست تا میانه دهه ۲۰۰۰ پست-هاردکور با محبوبیت گروه‌هایی مانند ات د درایو این، مای کمیکال رومنس، دنس گوین دنس، ای اف آی، آندراوث، هاتورن‌هایت، سیلوراستاین، د یوزد، ساوسین، الکسیآنفایر و سنسز فیل به موفقیت‌های زیادی دست یافتند. در دهه ۲۰۱۰ گروه‌هایی مانند اسلیپینگ وید سایرنز و پیرس د ویل به فروش بالایی دست یافتند. همچنین در همین سال‌ها گروه‌هایی مانند تایتل فایت و لا دیسپیوت با آهنگسازی که شباهت بیشتری به گروه‌های پست-هاردکور دهه‌های ۱۹۸۰ و ۱۹۹۰ داشت فروش خوبی به دست آوردند.

### هارتلند راک

زاده ایالات متحده پرفروش ترین جنگ هارتلند راک و یکی از پرفروش ترین جنگ های تمام دوران است

هارتلند راک سبکی برای طبقه کارگر آمریکایی است که در نیمه دوم دهه ۱۹۷۰ گسترش یافت. ریشه‌های هارتلند راک در فولک، کانتری راک و راک اند رول است. آهنگسازی آن ساده و روان است و سروده‌های هارتلند راک دربارهٔ زندگی مردم و طبقه کارگر آمریکاست. واژه هارتلند راک اولین بار برای توصیف گروه‌های آرنا راک مانند کانزاس، آرئی‌او اسپیدواگن و استیکس استفاده شد. از این زیر سبک به عنوان همتای برای کانتری راک که در غرب آمریکای شمالی و راک جنوبی که در جنوب آمریکای شمالی محبوب بود، یاد می‌شود. هارتلند راک تحت رهبری گروه‌های که در ابتدا با پانک راک، گاراژ راک و فولک راک شناخته می‌شدند مانند: باب دیلن، د بردز، کریدنس کلیرواتر ریویوال و ون موریسون کار خود را شروع کرد.
بروس اسپرینگستین، باب سیگر، و تام پتی همراه با گروه‌های کوچکتری مانند ساوت ساید جانی و آسبری جوکس و جو گروشکی و هاوسروکرها توانستند فروش بالایی داشته باشند. محبوبیت هارتلند راک برای اشاره به فروپاشی اجتماعی و انزوا در آمریکای میانی بود. در اواسط دهه ۱۹۸۰ با جنگ زاده ایالات متحده توانست به اوج فروش هنری تجاری خود برسد. موسیقیدانان دیگری نیز مانند جان ملنکمپ و استیو ارل، بروس هورنسبی فروش خوبی در این زمان داشتند. همچنین می‌توان تأثیر آن را بر هنرمندان مانند بیلی جوئل، کید راک و کیلرز شنید.
هارتلند راک در اوایل دهه ۱۹۹۰ به دست فراموشی سپرده شد زیرا موسیقی راک و سروده‌های این سبک تأثیر خود را بر مخاطبان جوان از دست دادند. بسیاری از هنرمندان هارتلند راک مانند بروس اسپرینگستین، تام پتی و جان ملنکمپ با موفقیت به حرفه خود ادامه دادند اما ترانه و سروده‌های آنها شخصی تر و تجربی تر شد و دیگر با هارتلند راک همخوانی نداشت.

### گلم متال
گلم متال که همچنین با نام هِر متال یا پاپ متال نیز شناخته می‌شود زیرشاخه‌ای از هوی متال است که در آهنگسازی آن توجه زیادی به گوش رباها، ریف‌های گیتار پاپ گونه و شاد و تصنیف‌های احساسی شده است. گلم متال از مد لباس گلم راک و شیوه اجرا زنده آرنا راک بسیار وام گرفته است.

گروه گلم متال ماتلی کرو در دهه ۸۰ میلادی

گلم متال مستقیماً از جنبش گلم راک دهه ۱۹۷۰ تکامل یافته است. مد گلم متال آمیزه ای از موسیقیدانان گلم راکی مانند تی رکس، نیویورک دالز و دیوید بووی با گروه‌های هوی متالی مانند آلیس کوپر و کیس است. نخستین نمونه‌های این آمیختگی در اواخر دهه ۱۹۷۰ و اوایل دهه ۱۹۸۰ در ایالات متحده به ویژه در منطقه سانست استریپ شهر لس آنجلس دیده شد. از نخستین گروه‌های گلم متال ماتلی کرو، هانویی راک، نایت رنجر، رت، کوایت رایت، تویستد سیسترز، بان جووی و داکن را نام برد. گلم متال از سال‌های ۱۹۸۳ تا ۱۹۹۱ به فروش بسیار زیادی دست یافت و گروه‌های برجسته ای مانند گانز اند روزز، پویزن، اسکید رو، سیندرلا، دف لپارد، وارانت را به ارمغان آورد. از دید مد لباس و اجرای زنده، گلم متال آمیزه ای از لباس‌های براق، تنگ و رنگی، آرایش غلیظ و زیبایی، اسپندکس، توری و آندروژینی گلم راک است که با لباس‌های سنتی هوی متال مانند کت لی و کت چرم آمیخته شده است.
گلم متال در سال‌های نخست دهه ۱۹۹۰ با پیدایش گرانج و آلترناتیو راک محبوبیت خود را از دست داد. هارد راک توسط گرانج کاملاً دگرگون شد و این دگرگونی مزه دهان طرفداران موسیقی راک را عوض کرد، شنوندگان راک دیگر مد و فشن و نوع اجرای زنده گلم متال را نمی‌پسندیدند. در این دوره بسیاری از موفق‌ترین گروه‌های گلم متال دهه ۱۹۸۰ ناگهان فروش خود را از دست دادند زیرا مخاطبانشان به سمت گرانج و آلترناتیو راک حرکت کردند. گلم متال از سال‌های پایانی دهه ۱۹۹۰ و نیمه نخست دهه ۲۰۰۰ با اجراهای زنده بزرگ توسط گروه‌های مشهور گلم متال دهه ۸۰ میلادی توانست دوباره محبوبیت کمی پیدا کند. همچنین در دهه ۲۰۱۰ در اروپا گروه‌های جدید گلم متال مانند د ارکنس، کرشدایت، رکلس لاو، استیل پنتر به محبوبیت جهانی بیشتر این سبک کمک کردند.

## دهه ۱۹۹۰: اوج‌گیری آلترناتیو راک، پیدایش گرانج و متال نو

### آلترناتیو راک

گروه سانیک یوث در سال ۱۹۹۱

آلترناتیو راک زیر سبکی از موسیقی راک است. این واژه در دهه ۱۹۸۰ برای توصیف موسیقیدانان راکی که در سبک های رایج آن زمان نمی‌گنجیدند درست شد. گروه‌هایی که آلترناتیو نامیده می‌شدند هیچ سبک یکسانی نداشتند اما موسیقی آن‌ها متمایز از موسیقی همه پسند آن زمان بودند. گروه‌های آلترناتیو از پانک راک، هاردکور پانک، موج نو و پست-پانک الهام گرفته‌اند. از گروه‌های آلترناتیو راک بزرگ در دهه ۱۹۸۰ در ایالات متحده می‌توان آر.ئی. ام، هاسکر دو، جینز ادیکشن، سانیک یوث و پیکسیز را نام برد و در انگلستان د کیور، نیو ارد، د جیزیز اند د مری چینز و اسمیتز را نام برد. گروه‌های آلترناتیو راک بیشتر با شرکت‌های پخش موسیقی کوچک کار می‌کردند. این گروه‌ها موسیقی سینث-پاپ را که در دهه ۱۹۸۰ محبوب نمی‌پسندیدند و موسیقی خود را از آن‌ها جدا می‌دانستند.
تعداد کمی از این گروه‌های به موفقیت چشمگیری دست یافتند. هرچند گروه‌های آلترناتیو راک تأثیر قابل توجهی بر نسل نوازندگانی که در دهه ۱۹۸۰ بزرگ شدند و در دهه ۱۹۹۰ به موفقیت رسیدند، گذاشتند. آلترناتیو راک در ایالات متحده در دهه ۱۹۸۰ با محبوبیت جانگل پاپ همراه بود که شامل گیتار توازی به سبک گروه‌های پاپ راک دهه ۱۹۶۰ بود کالج راک برای توصیف گروه‌های آلترناتیو راکی استفاده می‌شد که در دانشگاه‌ها و رادیوهای دانشگاه‌ها موسیقی آن‌ها پخش می‌شد، از این گروه‌ها می‌توان به ۱۰۰۰۰ منیاکس و د فیلیز را نام برد.
در انگلستان گاتیک راک در نیمه نخست دهه ۱۹۸۰ بسیار محبوب بود، اما در پایان این دهه گروه‌های دریم پاپ مانند پرایمل اسکریم، باگشد، هف من هف بیسکویت، د ودینگ پرسنت و گروه‌های شوگیز مانند مای بلادی ولنتاین، اسلودایو، راید و لاش محبوب شدند. در شهر منچستر جنبش مدچستر توسط گروه‌هایی مانند هپی ماندیز، اینسپایر کارپتز و د استون روزز آغاز شد. آلترناتیو راک در دهه ۱۹۹۰ تأثیر زیادی بر گرانج در ایالات متحده و بریت پاپ در انگلستان گذاشت.

### گرانج

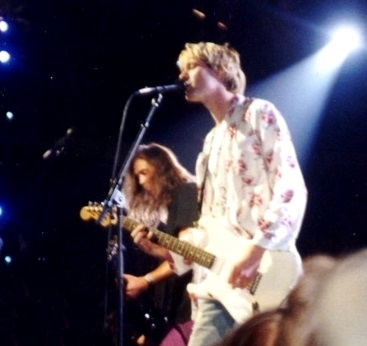
نیروانا در حال اجرا در سال ۱۹۹۲

در اواسط دههٔ ۸۰ گروه‌هایی در ایالت واشینگتن آمریکا به خصوص شهر سیاتل شاخه ای از آلترناتیو راک را اجرا می‌نمودند که با موسیقی‌های مطرح و جریان اصلی در تضاد بود. بعد از مدتی به سبک گروه‌های این صحنه، گرانج گفته می‌شد که معنی این واژه «ناجور و کثیف» است. دلیل این نام‌گذاری ظاهر ژولیده و نامرتب اکثر موسیقی‌دان‌های این گروه‌ها بود؛ که در تضاد با ظواهر پر زرق و برق متداول در موسیقی راک بود. نوع موسیقی گرانج تلفیقی از هاردکور پانک و هوی متال با تمرکز زیادی روی دیستورشن و فیبدک بود. مضمون و اشعار ترانه‌ها عمدتاً پر از خشم و خالی از عاطفه بودند که از این جهت شبیه به پانک بود. البته گاهی مضمون آهنگ‌ها حاوی طنز سیاه بود و حتی گاهی به تمسخر راک جریان اصلی می‌پرداختند.
در ابتدا گروه‌هایی نظیر اسکین یارد، گرین ریور، ساوندگاردن و ملوینز پیش‌گام در این سبک بودند. در اواخر دههٔ ۸۰، مادهانی توانست بیشترین شهرت را در بین گروه‌های سیاتل کسب کند. تا سال ۱۹۹۱ بیشتر گروه‌ها، شهرتشان در حد محلی بود ولی نیروانا با انتشار دومین جنگ خود، بی‌خیال، و عرضهٔ تک‌آهنگ بوی روح نوجوانی می‌ده توانست به موفقیت زیادی برسد. بی‌خیال نسبت به جنگ‌های پیشین این سبک دارای ملودی بیشتری بود. نیروانا با ملحق شدن به گفن رکوردز از اولین گروه‌های گرانجی بود که موسیقی خود را از روش سنتی و با استفاده از ناشر موسیقی غیر مستقل تبلیغ نمود؛ من‌جمله پخش موسیقی آن‌ها در ام‌تی‌وی و ایستگاه‌های رادیویی راک. طی سال‌های ۱۹۹۱ و ۱۹۹۲ جنگ‌های ده گروه پرل جم، بدموتورفینگر ساوندگاردن و کثافت آلیس این چینز، در کنار معبد سگ که متشکل از اعضای پرل جم و ساوندگاردن بود، توانستند به صد جنگ پرفروش آن سال در بیلبورد راه پیدا کنند. بعد از دیدن موفقیت این گروه‌ها، گروه‌های گرانج جدیدی در سیاتل شکل گرفت، که بسیاری از آن‌ها با ناشران موسیقی بزرگ قرارداد بستند.
با خودکشی کرت کوبین، و به تبع آن پایان کار نیروانا، مشکلات پرل جم در اجرای تورها و جدایی لین استیلی از آلیس این چینز در سال ۱۹۹۸، محبوبیت این سبک رو به افول رفت. البته محبوبیت بریت‌پاپ و موسیقی تجاری پست گرانج نقش زیادی در محو شدن تدریجی گرانج از موسیقی جریان اصلی داشت.

### پست‌گرانج

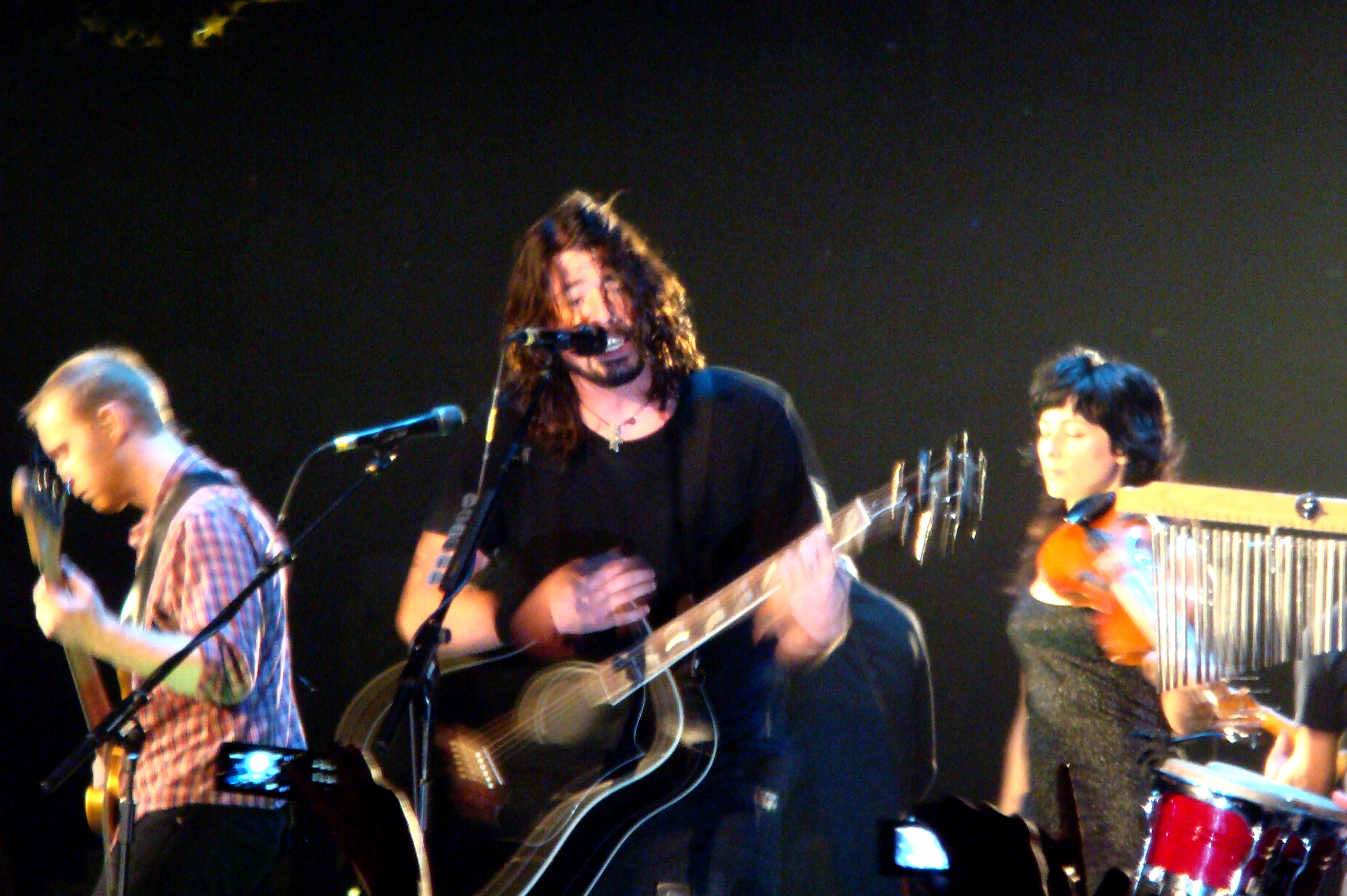
فو فایترز در حال اجرای کنسرت آکوستیک در نوامبر ۲۰۰۷، این گروه از اعضای باقیمانده گروه نیروانا تشکیل شده است.

واژه پست-گرانج برای گروه‌های به کار می‌رود که پس از هم پاشیدن گروه‌های گرانج در میانه دهه ۱۹۹۰ آغاز به کار کردند. گروه‌های پست-گرانج همان راه کرانج را ادامه می‌دادند اما ترانه‌های آن‌ها همه پسند تر و آرام‌تر از گرانج بود. بیشتر اوقات، آن‌ها با ناشرهای اصلی همکاری می‌کردند و از مشخصه‌های سایر سبک‌ها نظیر پاپ-پانک، جنگل پاپ، آلترناتیو متال یا هارد راک در موسیقی خود بهره می‌بردند. در ابتدا اصطلاح پست-گرانج برای تحقیر این‌گونه گروه‌ها استفاده می‌شد. (که نمایان‌گر این بود که موسیقی آن‌ها اشتقاق‌یافته از گرانج و بدون اصالت است) در اصل، فقط به گروه‌های گرانجی که در اوج موفقیت گرانج تشکیل شده بودند و موسیقی شبیهی به گروه‌های مطرح داشتند، این برچسب زده می‌شد. از سال ۱۹۹۴ دیو گرول، درامر سابق گروه نیروانا، با تشکیل فو فایترز نقش به‌سزایی در مطرح کردن این سبک و مشخص کردن مؤلفه‌های آن داشت.
برخی گروه‌های پست-گرانج، نظیر کندل‌باکس، در سیاتل شکل گرفتند، اما این زیر سبک فراتر از یک مکان جغرافیایی بود. می‌توان به گروه‌هایی نظیر آودیو اسلیو، شکل‌گرفته در لس آنجلس، کالکتیو سول (ایالت جورجیا) و حتی خارج از ایالات متحده به گروه‌های سیلورچر از استرالیا و بوش از بریتانیا اشاره کرد. تمامی این گروه‌ها نقش مهمی در تثبیت جایگاه این زیر سبک در موسیقی جریان اصلی اواخر دههٔ ۹۰ میلادی داشتند. با اینکه عمدتاً اعضای گروه‌ها مرد بوند، آلانیس موریست با انتشار قرص کوچک دندانه‌دار در سال ۱۹۹۵ توانست به موفقیت تجاری بزرگی دست پیدا کند. پست-گرانج در اواخر دههٔ نود شروع به تغییر تدریجی کرد؛ به خصوص با پدیدار شدن گروه‌های کرید و نیکل‌بک. گروه‌هایی مانند کرید و نیکلبک، پست-گرانج را با موفقیت تجاری قابل توجهی به قرن بیست و یکم بردند. آنها بیشتر خشم و عصبانیت جریان اصلی گرانج را کنار گذاشتند و به جای آن به سرودها، روایت‌ها و ترانه‌های عاشقانهٔ متداول‌تر روی آوردند. گروه‌های جدیدتر نیز در این مسیر از آنها پیروی کردند، که از جملهٔ این گروه‌ها می‌توان به شاین‌دون، سیثر، تری دورز داون و پادل آو ماد اشاره کرد.

### شوگیز و دریم پاپ

اسلودایو یکی از بزرگ‌ترین گروه‌های شوگیز

شوگیز شاخه ای از آلترناتیو راک است که از هم آمیختن آوازهای مبهم، فاز و افکت‌های سنگین در گیتار، بازخورد صدا در آهنگسازی و میکس و مسترینگ ناهمسان آن شناخته می‌شود. در اواخر دهه ۱۹۸۰ در ایریلند و انگلستان در میان گروه‌های نئو-سایکدلیک که بیشتر اجراهای زنده آن‌ها از کلیشه‌های رایج راک دوری می‌کرد پدید آمد. این نام برای استفاده زیاد فاز پا در این زیر سبک به آن داده شده است، زیرا که نوازندگان شوگیز در طول اجراهای زنده خود برای استفاده از فاز پا به پای خود نگاه می‌کردند.
از جنگ نخست گروه مای بلادی ولنتاین، بدون دلبستگی (۱۹۹۱) با نام نخستین جنگ مهم شوگیز یاد می‌شود. دیگر گروه‌های برجسته شوگیز اسودایو، راید، لاش، پیل سینتز، سورلایز، چپترهاوس و سوارودرایور هستند. در سال‌های نخست دهه ۱۹۹۰ در لندن به گروه‌های شوگیز و دریم پاپ «سبکی که فقط خودش را آدم حساب می‌کند» نیز گفته می‌شد. پرفروش ترین گروه‌های شوگیز گروه مای بلادی ولنتاین، د جیزی اند د مری چن و کوکتو تویینز در اواخر دهه ۱۹۸۰ و نیمه نخست دهه ۱۹۹۰ بودند.
در میانه دهه ۱۹۹۰ شوگیز توسط گروه‌های گرانج آمریکایی و گروه‌های بریت‌پاپ در انگلستان به کنار رانده شد و در نتیجه گروه‌های شوگیز که بیشتر آن‌ها گروه‌های کوچک و ناشناخته‌ای بودند از هم پاشیدند یا سبک خود را از شوگیز به سبک‌های دیگر تغییر دادند. از اواخر دهه ۲۰۱۰ و دهه ۲۰۲۰ شوگیز به محبوبیت فراوانی رسید که در دهه ۱۹۹۰ به آن دست پیدا نکرده بود. زیر سبک‌های جدید نئو گیز و بلک گیز در این سال‌ها به وجود آمد.

#### دریم پاپ

گروه د ساندیز یکی از مشهور ترین گروه های دریم پاپ

دریم پاپ به معنی پاپ رؤیایی شاخه‌ای از آلترناتیو راک و سایکدلیا نو است که بر اتمسفر، بافت موسیقی و آهنگسازی به اندازه ملودی در موسیقی پاپ تأکید دارد. ویژگی‌های دریم پاپ آواز و خوانندگی احساسی، آهنگسازی و اتمسفر قوی و استفاده از نمودهای صوتی مانند بازآوایش، پژواک، ترمولو و کر می‌باشد. دریم پاپ با شوگیز همپوشانی و نزدیکی زیادی دارد و این دو زیر سبک در مواقعی با نام یک سبک یکسان خوانده می‌شوند.
واژه دریم پاپ به مفهوم «فرورفتن در موسیقی» است که شنونده دریم پاپ آن را تجربه می‌کند. راهنمای موسیقی الکترونیک آل میوزیک دریم پاپ را: «یک زیر سبک از آلترناتیو راک که به اندازه که بر ملودی ارزش می‌گذارد بر بافت و نمودهای صوتی نیز توجه دارد» می‌خواند. گیتار نوازی در دریم پاپ مانند شوگیز از فاز و نمودهای صوتی سنگین استفاه می‌کند. آواز و خوانندگی دریم پاپ بسیار آرام و به مانند زمزمه هستند که در دیوار صدای که سازها ایجاد می‌کنند گم می‌شود. دریم پاپ به جای ریف‌های رایج راک، بیشتر بر بافت موسیقی تمرکز می‌کند.
سروده‌های دریم پاپ مانند شوگیز دارای ماهیت‌های درونی و هستی‌گرایی هستند اما به خاطر دیوار صدای که در آهنگسازی آن‌ها وجود دارد شنیدن سروده ها برای شنونده دشوار می‌باشد. منتقد موسیقی سیمون رینولدز می‌گوید: «دریم پاپ تجارب شگفت و هیجان انگیز زندگی را با استفاده از سروده‌های مبهم و مینوی به شنونده نشان می‌دهد.» در سال ۱۹۹۱ او پیشنهاد داد که دلیل وجود سروده‌های دریم پاپ و شوگیز ممکن است پاسخی به فرهنگ انگلستان در دهه ۱۹۸۰ باشد. به گفته روزنامه‌نگار آمریکایی ریچل فلدر: «گروه‌های دریم پاپ در برابر بازنمایی واقعیت اجتماعی زمان خود به نفع باز گویی از تجربیات مبهم یا مینوی خود مقاومت می‌کنند.»
این زیر سبک در دهه ۱۹۸۰ با گروه‌هایی مانند کوکتو تویینز و ای.آر. کین محبوب شد. پس از آن گروه‌ها و موسیقیدانانی مانند مای بلادی ولنتاین، اسلودایو، د ساندیز، گلگسی ۵۰۰، جولی کروز، لاش، مزی استار و سیگارت افتر سکس جنگ‌های قابل توجهی را برای این زیر سبک پخش کردند. در نیمه نخست دهه ۲۰۱۰ گروه‌های مانند بیچ هاوس این سبک را به محبوبیت دوباره رساندند.

### بریت پاپ

پوشینه مجله ان‌ام‌ئی در سال ۱۹۹۵ دربارهٔ «نبرد بریت پاپ» بین دو گروه بلر و اوئیسیز

بریت پاپ شاخه ای از آلترناتیو راک انگلیسی است که در اوایل دهه ۱۹۹۰ پدیدار شد و توسط گروه‌هایی که تحت تأثیر موسیقی راک دهه‌های ۱۹۶۰ و ۱۹۷۰ قرار داشتند پایه‌گذاری شد. گروه اسمیتز تأثیر بسیار زیادی بر بریت پاپ داشت. همچنین جنبش مدچستر که در سال‌های نخست دهه ۱۹۹۰ پایان یافت به گسترش بریت پاپ کمک کرد. بریت پاپ به عنوان واکنشی در مقابل موسیقی گروه‌های راک آمریکای شمالی در دهه ۱۹۸۰ و در ادامه به گروه‌های گرانج شناخته می‌شود. بریت پاپ دستاویزی برای زنده کردن هویت راک انگلیسی شناخته می‌شود.
بریت پاپ از دید آهنگسازی بسیار متفاوت بود اما بیشتر ترانه‌های آن دارای آهنگسازی و کورس همه پسند و سروده‌های دربارهٔ زندگی در انگلستان و تأثیر نخست تاخت و تاز انگلستان بر موسیقی راک است. در سال ۱۹۹۳ گروه‌هایی مانند سوید و بلر، اوئیسیز، پولپ، سوپرگرس و الستیکا با موسیقی خود این سبک را به محبوبیت زیادی در انگلستانف ایرلند و اروپای غربی رساندند. برای مدتی رقابت بین بلر و اوئیسیز ایجاد شد که توسط روزنامه‌های موسیقی به «نبرد بریت پاپ» مشهور شد. در آغاز اوئیسیز برنده رقابت بود و فروش بیشتری چه در انگلستان و په در جهان داشت، اما در گذر زمان موسیقی بلر ماندگاری بیشتری پیدا کرد و به‌طور مستقیم بر گروه‌های پست-بریت پاپ مانند اوشن کالر سکانس و کولا شیکر تأثیر فراوانی داشت.
گروه‌های بریت پاپ، آلترناتیو راک انگلیسی را به محبوبیت زیادی رساندند و پایه جنبش فرهنگی دگری به نام بریتانیا خفن را پایه‌گذاری کردند. اگرچه گروه‌های بزرگ بریت پاپ به ویژه بلر و اوئیسیز توانستند فروش خوبی را در خارج از انگلستان به ویژه در ایالات متحده داشته باشند، اما همه گروه‌های بریت پاپ نتواستند این موفقیت را داشته باشند. تا سال‌های پایانی دهه ۱۹۹۰ بیشتر گروه‌های بریت پاپ از هم پاشیند و این سبک به دست فراموشی سپرده شد. در سال‌های نخست دهه ۲۰۰۰ پست-بریت پاپ که ادامه بریت پاپ است توانست به موفقیت‌های خوبی دست پیدا کند.

### آلترناتیو متال و نیو متال

گروه اونسنس توانست برای دو دهه به موفقیت های خود در این سبک ادامه دهد. (دهه ۱۹۹۰)

آلترناتیو متال زیر سبکی از موسیقی هوی متال و راک است که هوی متال را با المان‌های آلترناتیو راک و در هم می‌آمیزد. گروه‌های آلترناتیو متال از ریف‌های گیتار با آرام و ساده، آوازهای ملودیک در ورس و جیغ کشی و فریاد زدن در کورس ترانه‌ها و استفاده از آهنگسازی و سازهای که در سبک‌های دگر هوی متال دیگر استفاده نمی‌شود، شناخته می‌شوند. واژه آلترناتیو متال از دهه ۱۹۸۰ مورد استفاده قرار گرفت، اگرچه که آلترناتیو متال در دهه ۱۹۹۰ به محبوبیت رسید.
زیر سبک‌های دیگری که بخشی از آلترناتیو متال به حساب می‌آیند، نیو متال، رپ متال و فانک متال هستند که هر دو آلترناتیو متال و نیو متال تأثیر بسیاری بر هوی متال گذاشتند. نیو متال سبک آلترناتیو متال را گسترش داد و سبک آواز و ریف‌های گیتار آلترناتیو متال را با المان‌های سبک‌های دیگری مانند هیپ-هاپ، فانک، ترش متال، هاردکور پانک و متال صنعتی در هم آمیخت.
آلترناتیو متال در دهه ۱۹۸۰ با گروه‌هایی مانند فیث نو مور، لیوینگ کالر، ساوندگاردن و جینز ادکشن آغاز شد. آلترناتیو متال در دهه ۱۹۹۰ با گروه‌هایی مانند هلمت، تول، آلیس این چینز و اونسنس به فروش بالایی دست یافت. محبوبیت آلترناتیو متال تا اواخر دهه ۲۰۰۰ با گروه‌هایی مانند دیستربد، گاد اسمک و سیستم آو ا داون، اونسنس، تری دیز گریس و بریکینگ بنجامین ادامه یافت.

#### متال نو

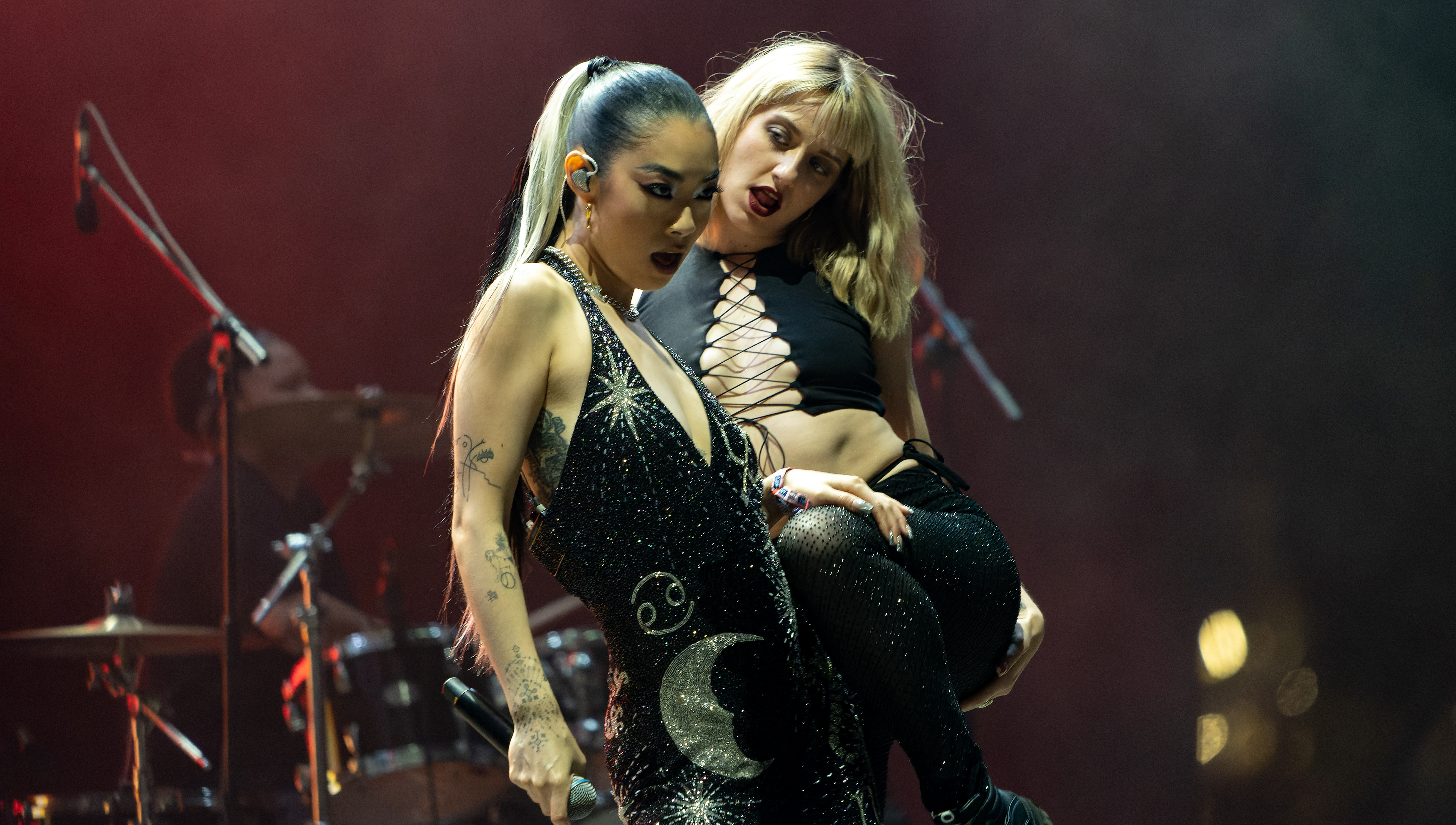
گرایمز و رینا ساوایاما در حال اجرا زنده (۲۰۲۲)

متال نو شاخه ای از آلترناتیو متال است که المان‌های موسیقی هوی متال را با المان‌ها دیگر سبک‌ها مانند هیپ-هاپ، فانک، موسیقی صنعتی و گرانج در هم می‌آمیزد. نیو متال بسیار کم از تکنوازی گیتار، تکنیک نمایش موسیقی و ریتم هماهنگ شده در آهنگسازی خود استفاده می‌کند. نوازندگان گیتار نیو متال معمولاً از گیتارهای هفت سیمی استفاده می‌کنند. سبک آوازی نیو متال بیشتر ریتمیک و تحت تأثیر هیپ هاپ است، و همچنین از رپ کردن، جیغ کشی و گاهی استفاده از زوزه مرگ نیز استفاده می‌شود. گاهی از دی جی برای استفاده از نمونه برداری، خراش گرام و استفاده از سازهای الکترونیک استفاده می‌شود. نیو متال یکی از سبک‌های کلیدی و بنیادین موج نو هوی متال آمریکا است.
در اواخر دهه ۱۹۸۰ و اوایل دهه ۱۹۹۰ گروه‌هایی مانند پنترا، هلمت و فیث نو مور با در هم آمیختن سبک‌های گروو متال و آلترناتیو متال به گسترش نیو متال کمک کردند. کورن بیشتر با نام پیشگام این نیو متال شناخته می‌شود. نیو متال در نیمه دوم دهه ۱۹۹۰ با گروه‌ها و هنرمندانی مانند کورن، لیمپ بیزکت و اسلپنات محبوب شد که جنگ‌های آن‌ها میلیون‌ها نسخه می‌فروخت. محبوبیت نیو متال تا سال‌های نخست دهه ۲۰۰۰ ادامه یافت و گروه‌هایی مانند پاپا روچ، استیند و پی.او.دی. فروش بالایی داشتند. محبوبیت نیو متال با جنگ نظریه دورگه گروه لینکین پارک به اوج رسید که به یکی از پرفروش‌ترین جنگ‌های راک سده بیست و یکم بدل شد. در میانه دهه ۲۰۰۰ با زیاد شدن گروه‌های نیو متال و کم شدن فروش آن‌ها، نیو متال رو به افول گذاشت و در نهایت با پیدایش متالکور بسیاری از گروه‌های نیو متال از بین رفتند یا نیو متال را کنار گذاشتن و به زیر سبک‌های دیگر متال و راک رفتند.
در دهه ۲۰۱۰ گروه‌ها تازه ای نیو متال را با متالکور و دثکور در هم آمیختند و به محبوبیت دوباره نیو متال کمک کردنند. گروه‌هایی مانند اف مایس اند ممن، امیور، اشو، مای تیکت هووم، و برینگ می د هورایزن از این دسته هستند. هنرمندانی مانند گرایمز، پاپی و رینا ساوایاما نیو متال را با الکترو پاپ در سال‌های پایانی دهه ۲۰۱۰ و سال‌های نخست دهه ۲۰۲۰ در هم آمیختند و به محبوبیت بیشتر نیو متال کمک کردند.

### رپ راک

دو گروه بیستی بویز و ران-دی.ام.سی در دهه ۸۰ میلادی

رپ راک یک زیر سبک از موسیقی راک و هیپ-هاپ است که در نیمه دوم دهه ۱۹۸۰ پیدایش یافت. در این سال‌ها دی جی‌ها و رپکن‌ها از ترانه‌های راک در بیت‌های که می‌ساختند نمونه برداری می‌کردند و موسیقی و سازهای راک را وارد موسیقی هیپ-هاپ کردند. در رپ راک سروده‌ها به جای آنکه خوانده شوند، رپ می‌شوند. رپ راک در نیمه دوم دهه ۱۹۹۰ و سال‌های نخست دهه ۲۰۰۰ به بیشترین فروش خود دست یافت.
آل موزیک رپ راک را با نام سبکی از راک می‌خواند که در آن به جای خوانندگی سروده‌ها رپ می‌شد. آل موزیک همچنین بیان می‌کند که ریتم‌های رپ راک ریشه در ریتم‌های هیپ هاپ دارد و فانک نسبت به هارد راک در آن بیشتر تأثیر دارد. ادی مارتینز نوازنده گیتار که به نوازندگی گیتار برای ترانه گروه هیپ-هاپ ران-دی.ام.سی با نام «جعبه راک» می‌پردازد میگوید: «یک ترانه رپ راک نیازی گیتار نوازی خاصی در کورس ندارد بلکه نوازنده می‌تواند روی همان ریف که در ورس اجرا می‌کند تکنوازی کند.»
رپ راک گاهی با رپ متال یکسان خوانده می‌شود، هرچند که این دو سبک با یکدیگر تفاوت دارند، آل موزیک می‌گوید: «رپ راک المان‌های هیپ-هاپ را در خود نگه می‌دارد در حالی که رپ متال بیشتر از ریف‌های سنگین و خوانندگی در خود استفاده می‌کنند و از نمونه برداری و سازهای الکترونیک که در هیپ-هاپ رایج است کمتر استفاده می‌کند».

### ایندی راک

گروه آر.ای.ام یکی از بزرگترین گروه های آلترناتیو راک و ایندی راک (دهه ۱۹۸۰)

ایندی راک به معنی راک مستقل شاخه ای از آلترناتیو راک است که در میانه دهه ۱۹۹۰ به محبوبیت رسید. در دهه ۱۹۸۰ واژگان ایندی راک و آلترناتیو راک به جای یکدیگر مورد استفاده قرار می گرفتند. در نیمه دوم دهه ۱۹۹۰ هنگامی که سبک‌های زیر زمینی آلترناتیو راک مانند گرانج، بریت پاپ، پست گرانج و پاپ پانک شروع به فروش کردند واژه آلترناتیو مفهوم خود برای بیان این سبک‌ها را از دست داد. گروه‌هایی که فروش کمتری داشتند توسط شرکت‌های موسیقی به آن‌ها برچسب ایندی راک زده می‌شد. این گروه‌ها در تلاش بودند تا با انتشار جنگ‌های خود بر روی شرکت‌های موسیقی کوچک و با برگذاری تور و پخش ترانه‌هایشان در ایستگاه‌های رادیویی دانشگاهی، نیاز به قرار داد بستن با شرکت‌های بزرگتر نداشته باشند.
ایندی راک گستره ای از سبک‌ها را در بر می‌گیرد از گروه‌های که تحت تأثیر گرانج بودند مانند کرنبری و سوپرچانک، گروه‌های که موسیقیشان تجربی تر بود مانند پیومنت تا گروه‌های فولک-پانک مانند آنی دی فرانکو. ایندی راک نسبت به سبک‌های دیگر راک موسیقیدانان زن بیشتری دارد. بسیاری از کشورها گروه‌های ایندی راک زیادی در موسیقی مستقل خود دارند که در آن کشورها شناخته شده‌اند اما در خارج از آنها تقریباً ناشناخته اند. در پایان دهه ۱۹۹۰ بسیاری از شاخه‌های کمتر شناخته شده آلترناتیو راک که در نیمه دوم دهه ۱۹۸۰ به وجود آمده بودند، زیر چتر ایندی راک قرار می‌گرفتند. لو-فای یکی از زیر شاخه‌های آلترناتیو راک و ایندی راک از تکنیک‌های ضبط پرهزینه و پیچیده دوری می‌کرد، لو-فای در سال‌های پایانی دهه ۱۹۹۰ توسط بک هانسن، سه بادو و پیومنت به محبوبیت رسید.
گروه‌های تاک تاک و اسلینت به محبوبیت پست راک کمک کردند. پست راک یک سبک تجربی تحت تأثیر موسیقی جاز و الکترونیک است که به واسطه گروهای مانند بارک سایکوسیس تورتس، استریولب و لیکا به وجود آمده بود. مث راک که با گیتار نوازی متراکم و پیچیده ترش شناخته می‌شود توسط گروه‌های مانند پولو و چاوز گسترش پیدا کرد. راک کهکشانی که از ریشه‌های پراگرسیو راک الهام گرفته است توسط گروه‌های مینیمالیستی مانند اسپیسمن ۳، اسپکتروم، اسپریتوآلایزد و بعدتر توسط گروه‌های مانند فلاینگ ساسر اتک، گادسپید یو! بلک امپرور و کویکاسپیس محبوب شد. در مقابل زیرشاخه سدکور از گفتن درد و رنج به واسطه استفاده ملودیک از سازهای آکوستیک و الکترونیک شناخته می‌شود که در موسیقی گروه‌هایی مانند امریکن میوزیک کلاب و رد هووس پینتر به محبوبیت رسید. جنبش زنده سازی باروک پاپ که تأکید بر ملودی و استفاده از سازهای کلاسیک دارد به واسطه گروهای مانند آرکید فایر، بل و سباستین و روفس وینرایت به محبوبیت رسید.

## دهه ۲۰۰۰: ادامه موفقیت های آلترناتیو راک، ورود ساز های دیجیتال و نخستین نشانه های افول راک

### الکترونیک راک

گروه گاربج یکی از گروه های پرفروش الکترونیک راک (دهه ۱۹۹۰)

الکترونیک راک که همچنین به نام الکترو راک یا راک سنتز نیز شناخته می‌شود، زیر سبکی از موسیقی راک و موسیقی الکترونیک است. الکترونیک راک از سازهایی که در هر دو سبک یافت می‌شوند استفاه می‌کند. پیدایش الکترونیک راک از سال‌های پایانی دهه ۱۹۶۰ زمانی که گروه‌های راک آغاز به استفاده از سازهای الکترونیکی در موسیقی خود کردند، آغاز می‌شود. گروه‌های الکترونیک راک المان‌های سبک‌های گوناگون موسیقی مانند پانک راک، راک صنعتی، هیپ-هاپ و تکنو را در هم می‌آمیزند که به پیدایش شاخه‌های دیگری از الکترونیک راک مانند ایندیترونیکا، دنس-پانک و الکتروکلش کمک کرده است. الکترونیک راک از آمیزش راک و الکترونیک به میان آمده است و از سازهایی که در هر دو سبک وجود دارد مانند سینت سایزر، ملوترون، سازهای الکتروآکوستیک، گیتار برقی و درام استفاه می‌کنند. هرچند برخی از موسیقیدانان الکترونیک راک از استفاده از گیتار برقی اجتناب می‌کنند و از سازهای الکترونیک یا رایانه به جای گیتار استفاده می‌کنند.
به گفته منتقد موسیقی سیمون رینولدز: «نخستین گروه‌هایی که از ساز های الکترونیک در موسیقی خود استفاه کردند وایت نویز و گونگ بودند». تروور پینچ و فرانک تروکو نویسندگان کتاب «روزهای آنالوگ» در سال ۲۰۰۴ می‌گویند: «ترانه سال ۱۹۶۶ گروه بیچ بویز با نام «نوسان شگرف» اولین ترانه است که از سازهای الکترونیک در موسیقی راک اند رول استفاه می‌کند». از سایر گروه‌های که سینث سایزرها و شگردهای موسیقی الکتروآکوستیک و موسیقی بتنی را با سازهای راک در هم آمیختند می‌توان سیلور اپل، فیفتی فوت هووس، سیرینکس، لوتار اند دِ هند پیپول، بیور و کراوس و توتوز اکسپندینگ هدبند را نام برد. برخی از این گروه‌ها در دهه ۱۹۶۰ سایکدلیک راک را با موسیقی زیرزمینی و آوانگارد در هم آمیختند و توانستند فروش خوبی به دست آورند.
در دهه ۱۹۷۰ گروه‌های کراتروک آلمانی مانند نئو!، کرفتورک، کن و آمون دول مرزهای موسیقی راک را با استفاده از سازهای تازه الکترونیکی و مدرن به چالش کشیدند. در سال ۲۰۰۴ مجله آنکات در مقاله ای می‌نویسد: «تأثیر کرفتورک بر الکترونیک راک را در جنگ کم (۱۹۷۷) دیوید بووی و کید ای (۲۰۰۰) ریدیوهد می‌توان دید». در سال‌های نخست دهه ۲۰۰۰ الکترونیک راک به‌طور فزاینده ای محبوب شده است.

### جنبش زنده سازی پست-پانک و گاراژ راک
جنبش زنده سازی پست-پانک و گاراژ راک زیر شاخه ای از آلترناتیو راک است. در سال‌های نخست دهه ۲۰۰۰ گروه‌های جدیدی که موسیقی آن‌ها شبیه به راک در دهه ۱۹۶۰ بود و استفاده از گیتار به جای ساز الکترونیکی یا سینث سایرز بیشتر بود، پدیدار شدند. نخست از این گروه‌ها با نام گروه‌های گاراژ راک، پست-پانک و موج نو یا می‌شد، هرچند در ادامه منتقدان به این گروه‌ها برچسب جنبش زنده سازی پست-پانک و جنبش زنده سازی گاراژ راک زدند. از آنجایی که این گروه‌ها از سراسر جهان به وجود آمدند تأثیرات زیادی از بلوز، موج نو و گرانج داشتند و سبک‌های لباس متفاوتی داشتند، به همین خاطر برخی از منتقدان موسیقی آنها بها نام یک سبک یکسان یاد نمی‌کنند. تلاش‌هایی برای احیای گاراژ راک و برخی از المان‌های پانک راک در دهه‌های ۱۹۸۰ و ۱۹۹۰ صورت گرفت اما در دهه ۲۰۰۰ به رشد چشمگیری دست یافت.
پرفروش‌ترین گروه‌های این زیر سبک شامل گروه نیویورکی د استروکز که با اولین جنگ خود اینه (۲۰۰۱) به محبوبیت رسیدند، گروه وایت استرایپس از دیترویت با سومین جنگ خود گلوبول‌های سفید (۲۰۰۱) توانستند تحسین منتقدان را برانگیزند، گروه د هایوز از سوئد پس از جنگ گروه جدید مورد پسندت (۲۰۰۱) که فروش خوبی در گستره جهانی داشت به محبوبیت رسیدند و گروه استرالیایی د واینز با جنگ فرگشت نیرومند (۲۰۰۲) به محبوبیت رسیدند، است. از آنها توسط رسانه‌ها با نام گروه‌های مدرن راک یاد می‌شد و به آنها برچسب «ناجیان راک اند رول» شده می‌شد که برخی از این گروه‌ها این برچسب و نام گذاری را نمی پسندیند. موج دوم گروه‌هایی که به به همراه این جنبش به محبوبیت رسیدند شامل بلک ربل موتوسیکلت کلاب، د کیلرز، اینترپل، کینگز آو لیون، د لیبرتینز، آکتیک مانکیز، بلوک پارتی، کایزر چیفز، فرانز فردیناند، جت، ولف مادر، د دتسانز و د دی۴ بودند.

### پست-بریت پاپ

پوشن ماهنامه ونتی فر در مارس ۱۹۹۷، لیام گلگر در (راست) و پتسی کنسیت در (چپ) که نماینگر آغاز جنبش بریتانیا خفن است.

پست-بریت پاپ شاخه ای از آلترناتیو راک است پس از انحلال گروه‌های بریت پاپ و شروع جنبش بریتانیا خفن به وجود آمدند. بسیاری از این گروه‌ها تمایل داشتند المان‌های راک قدیمی تر انگلیسی به‌ویژه بیتلز، رولینگ استونز و اسمال فییز را با موسیقی گروه‌های راک جدید آمریکایی به ویژه گروه‌های گرانج و پست گرانج در هم آمیزند. گروه‌های پست-بریت پاپ از سراسر انگلستان مانند اسکاتلند، ولز و ایرلند شمالی به وجو آمدند، و موسیقی و سروده‌های آن‌ها کمتر بر زندگی انگلیسی متمرکز بود و بیشتر درون‌نگر بودند. این موارد در کنار تمایل بیشتر برای تعامل با ماهنامه و هواداران آمریکایی به به برخی از آنها در دستیابی به موفقیت جهانی کمک شایانی کرد.
چندین گروه آلترناتیو راک و بریت پاپ که در میانه‌های دهه ۱۹۹۰ از موفقیت کمی برخوردار بودند اما تا سال‌های پایانی دهه ۱۹۹۰ موفقیت تجاری بیشتری پیدا نکرده بودند می‌توان د ورو و ریدیوهد را نام برد. پس از افول بریت پاپ این گروه‌ها توانستند نظر و توجه منتقدان را به خو جلب کنند. جنگ سروده‌های شهری (۱۹۹۷) گروه د ورو یک موفقیت جهانی بود و ریدیوهد با سومین جنگ خود واره کامپوتر (۱۹۹۷) و همچنین چهارمین جنگ خود کید ای (۲۰۰۰) توانست تحسین منتقدان را در سرتاسر جهان به دست آورد. گروه‌های پست-بریت پاپ توانستند راک استار را به عنوان یک فرد معمولی نشان دهند که در تضاد با موسیقی راک در دهه ۱۹۸۰ و ۱۹۹۰ بود، هرچند موسیقی ملودیک آنها به دلیل ملایم و همه پسند بودن همیشه مورد انتقاد قرار می‌گیرد.
گروه‌های پست-بریت پاپ تراویس با آن هوو مرد (۱۹۹۹)، استریوفونیکس با اجرا و کوکتل‌ها (۱۹۹۹)، فید با اکو پارک (۲۰۰۱) و کلدپلی نخستین جنگ خود چترهای نجات (۲۰۰۰) به موفقیت جهانی بسیار گسترده‌تری نسبت به گروه‌های بریت پاپ که قبل از آن‌ها بودند دست پیدا کردند، که احتمالاً سکوی پرتابی برای جنبش زنده سازی پست-پانک و گاراژ راک شد.

### پاپ-پانک

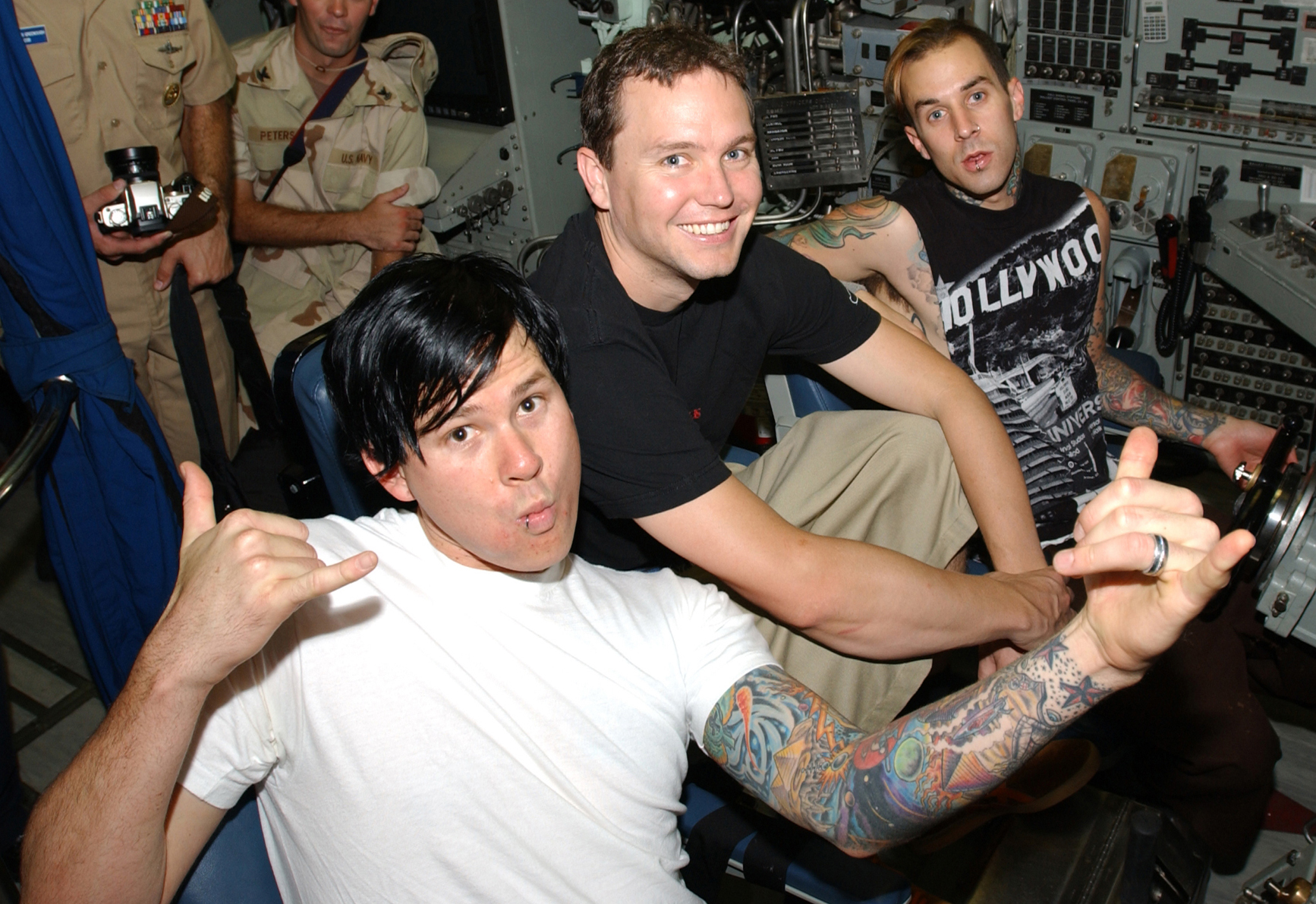
گروه بلینک-۱۸۲ (دهه ۲۰۰۰)

پاپ-پانک زیر شاخه ای از آلترناتیو راک و پانک راک است. خاستگاه پاپ-پانک را می‌توان در گروه‌های پانک را دهه ۱۹۷۰ مانند بازاکس و کلش، جم و آندرتونز پیدا کرد، همچنین المانی‌هایی از آلترناتیو راک را در آن می‌توان مشاهده کرد. پاپ-پانک از ملودی‌های پاور پاپ و آکوردهای مختلف با سرعت و سبک نواختن پانک راک استفاه می‌کند.
از گروه‌های که در نیمه نخست دهه ۱۹۹۰ ترانه‌های پانک-راک می‌نواختند می‌توان گروه‌های رنسید و گرین دی را نام برد. در سال ۱۹۹۴ گرین دی با یک شرکت موسیقی بزرگ قرارداد امضا کرد و جنگ نخست خودشان دوکی را تولید کردند. دوکی مخاطبان جدید و عمدتاً نوجوانی پیدا کرد و موفقیت غافلگیر کننده‌ای را به دست آورد و دو تک آهنگ آن توانستند به جایگاه نخست نمودارهای فروش ایلات متحده برسند. در ادامه جنگ آبی گروه ویزر توانست به فروش بسیار بالایی دست پیدا کند. گروه آف اسپرینگ این موفقیت را برای جنگ کوبه (۱۹۹۴) خود تکرار کردند. نخستین موج فروش پاپ-پانک با نمرود (۱۹۹۷) گروه گرین دی و آمریکاییانا (۱۹۹۸) گروه آف اسپرینگ به اوج خود رسید.
موج دوم پاپ-پانک به همراه بلینک-۱۸۲ با جنگ مشهور آن‌ها آلایش ملت (۱۹۹۹) آغاز شد و پس از آن با گروه‌هایی مانند گود شارلوت، سیمپل پلن و سام ۴۱ ادامه یافت. ترانه این گروه‌ها همه پسند تر از ترانه‌های پانک راک دهه ۱۹۷۰ بود و پیاپی در ایستگاه‌های رادیویی پخش می‌شد. از گروه‌های پاپ-پانک بعدی می‌توان آل تایم لو، د آل-امریکن ریجکتز و فال اوت بوی را نام برد که موسیقی آن‌ها به هاردکور پانک دهه ۱۹۸۰ نزدیک‌تر بود. این گروه‌ها تا میانه دهه ۲۰۰۰ میلادی فروش خوبی داشتند.

### ایمو

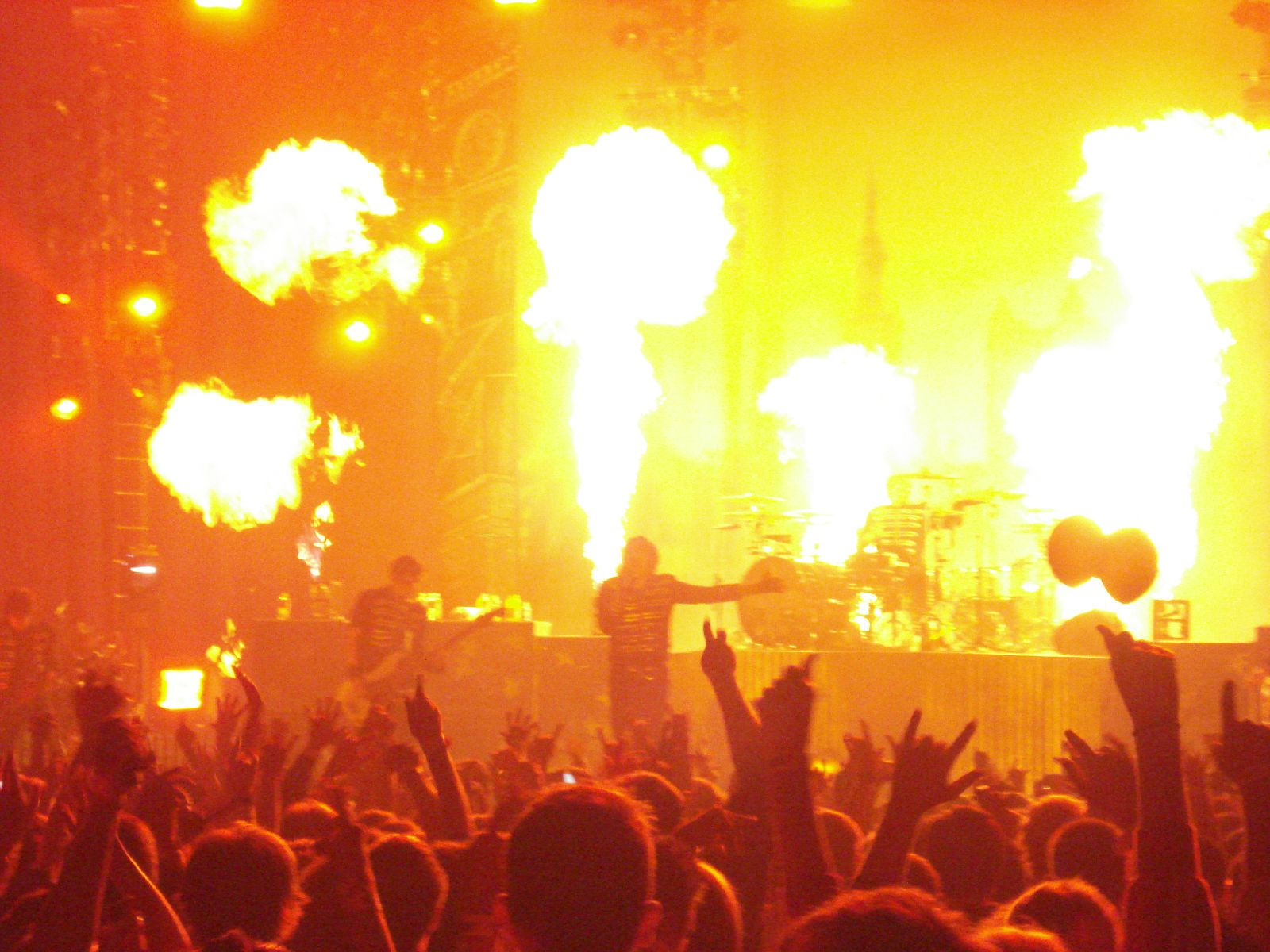
گروه مای کمیکال رومانس در حال اجرا زنده (دهه ۲۰۰۰)

ایمو زیر شاخه ای از آلترناتیو راک است که با سروده‌های احساسی خود شناخته می‌شود. گروه‌های رایز آف اسپرینگ و امبریس پیشگام ایمو بودند. در نیمه دهه ۱۹۹۰ ایمو توسط گروه‌های آلترناتیو راک و ایندی راک از جمله سانی دی ریل استیت، جابرکر، کپن جاز، جیمی ایت ورد، برید، د پرامس رینگ و گت آپ کدز به محبوبیت رسید. در همین حال اسکریمو که سبک تندتر و خشن تر
از ایمو بود که توسط گروه‌های هروئین، انتوئیچ ارو، هاوتورون هایتز، سیلوراستاین، استوری آف د یر، ترزدی، د یوزد و آندراوث به محبوبیت رسید.
از ایمو بیشتر به دید یک خرده فرهنگ یاد می‌شود. مد لباس و آرایش ایمو شامل شلوار جین تنگ، خط چشم مشکی، تی شرت تنگ، کمربندهای سگک دار و موهای صاف، با چتری بلند و رنگ مشکی کلاغی است. در دهه ۲۰۰۰ به طرفداران موسیقی ایمو که اینگونه لباس می‌پوشیدند «کودکان ایمو» می‌گفتند. خرده فرهنگ ایمو با مزامینی مانند از خود بیگانگی، حساسیت‌های اجتماعی، مردم ستیزی، درونگرایی و ترس و تشویش همراه بود. ارتباط ایمو با افسردگی، خودزنی و خودکشی دست آویزی برای واکنش‌های منفی علیه ایمو شد. این دیدگاه منفی به ایمو انگیزه ای برای برخی از گروه‌های ایمو مانند مای کمیکال رومنس و پنیک! ات د دیسکو شد تا برچسب ایمو را از خود بردارند و از نام آلترناتیو راک برای خود استفاده کنند.
ایمو و شاخه آن ایمو پاپ در سال‌های نخست دهه ۲۰۰۰ با موفقیت گروه داشبورد کانفشیانال به محبوبیت رسید و بسیاری از گروه‌های کوچک ایمو قراردادهایی را با شرکت‌های بزرگ موسیقی امضا کردند. گروه‌های مانند مای کمیکال رومنس، ای اف آی، فال اوت بوی و د رد جامپ سوت اپورتس به محبوبیت ه چه بیشتر ایمو کمک شایانی کردند. در سال‌های پایانی دهه ۲۰۰۰ محبوبیت ایمو بسیار کاهش یافت به طوری که برخی از گروه‌های ایمو این سبک را کنار گذاشتند یا برخی از آن‌ها به‌طور کلی از میان رفتند. هر چند در سال‌های پایانی دهه ۲۰۱۰ جنبش زنده سازی ایمو در موسیقی زیرزمینی با گروه‌هایی مانند د ورد ایز ا بیوتیفل پلس اند آی ام نو لانگر افرد تو دای و مدرن بیسبال آغاز شد. در سال‌های پایانی دهه ۲۰۱۰ شاخه دیگری از ایمو با نام ایمو رپ به فروش بالای رسید. از مشهورترین هنرمندان ایمو رپ می‌توان لیل پیپ، اکس اکس اکس تنتاسیون و جوس ورلد را نام برد.

## دهه ۲۰۱۰ - تا به امروز: افول بیشتر راک و گسترده شدن جنبش‌های زنده سازی
در دهه ۲۰۱۰ موسیقی راک جایگاه خود به عنوان پرفروش‌ترین سبک موسیقی همه پسند را از دست داد و موسیقی رقص الکترونیک و هیپ هاپ در فروش از موسیقی راک پیشی گرفتند. پیدایش رسانه‌های پخش موسیقی و گسترده شدن رایانه‌های شخصی که رویکرد به ساخت موسیقی را دگرگون کرد و همچنین ساخت موسیقی را آسان‌تر کرد، از انگیزه‌های بنیادین و پایه افول موسیقی راک هستند. کن پارتریج نویسنده وبگاه جنسیس می‌گوید: «هیپ-هاپ محبوب‌تر از راک شد زیرا سبکی نو است و نیازی به پافشاری و بازگشت به ترانه‌های قدیمی تر و گروه‌های گذشته را ندارد، و همچنین افول راک به دگرگونی اجتماعی که به همراه گوشی‌های هوشمند آغاز شد نیز پیوند دارد». بیل فلانگان در سال ۲۰۱۶ برای نیویورک تایمز می‌نویسد: «جایگاه و فروش راک در این دوره از موسیقی مانند جایگاه جز در نیمه نخست دهه ۱۹۸۰ است که با کاهش فروش ترانه‌های نو و استفاده و پخش دوباره ترانه‌های قدیمی تر همراه است».
گروه‌های راکی که در دهه ۲۰۱۰ موفق بودند بیشتر همان سبک و موسیقی که در دهه ۲۰۰۰ و دهه‌های قبل از آن محبوب بود را می‌ساختند. برخی از گروه‌های پاپ راک و هارد راک در این ساله‌ها به فروش خود ادامه دادند مانند گوست، مارون ۵، تونتی وان پایلتس، د پرتی رکلس، فال اوت بوی، ایمجن دراگنز، هالستورم، پنیک! ات د دیسکو، بلک ویل برایدز، گرتا ون فلیت و بلک کیز. جشنواره‌های راک جهانی در این دوره بسیار پرفروش بودند. از این جشنواره‌های می‌توان کوچلا، گلاستونبری، راکاسلاید و بسیاری جشنواره‌های کوچک محلی را نام برد.
در سال ۲۰۲۰ همه‌گیری کووید-۱۹ باعث دگرگونی هرچه بیشتر موسیقی راک را در سرتاسر جهان شد. محدودیت‌هایی مانند قرنطینه انگیزه ای برای فسخ یا به عقب انداختن جشنواره‌های جهانی و محلی شد. برخی از هنرمندان برای زنده نگه داشتن حرفه خود به اجرای زنده برخط در شبکه‌های اجتماعی روی آوردند. از نظر موسیقایی این بیماری همه گیر منجر به افزایش محبوبیت سبک‌های کندتر، کم انرژی تر و آکوستیک تر موسیقی راک مانند فولک راک، سافت راک و پاپ راک شد. شرکت‌های موسیقی به واسته بنیادهای خیریه و شرکت‌های برگزار کننده جشنواره‌های موسیقی مانند لایو نیشن یک صندوق کمک برای گروه‌های موسیقی فراهم کردند که آن‌ها با برگذاری اجرا زنده برخط در شبکه‌های اجتماعی بتوانند پولی به دست آورند.

### جنبش زنده سازی راک کلاسیک

گروه تاندرپوسی یکی از موفق ترین گروه های جنبش زنده سازی راک کلاسیک

جنبش زنده سازی راک کلاسیک جنبشی است که در تلاش است تا موسیقی راک را به دوران کلاسیک و طلایی آن در دهه ۱۹۶۰ و ۱۹۷۰ برگرداند. از میانه تا پایان دهه ۲۰۱۰ برخی از گروه‌های جوان راک با نوشتن ترانه‌های که با هدف تقلید از ترانه‌های قدیمی تر راک کلاسیک در دهه ۱۹۶۰ و ۱۹۷۰ بود، شهرت پیدا کردند. انتشار ترانه «سرود ارتشی صلح‌آمیز» (۲۰۱۸) از گروه گرتا ون فلیت دست آویزی برای محبوبیت دوباره سبک‌های قدیمی تر موسیقی راک دهه‌های ۱۹۶۰ و ۱۹۷۰ شد. 
ماهنامه ریوالور می‌نویسد: «این ترانه‌های تازه کلاسیک راک به مانند ترانه های هارد راک، بلوز راک و هوی متال در سال‌های پایانی دهه ۱۹۶۰ و سال‌های نخست دهه ۱۹۷۰ سخت، خشن، تند و تیز هستند و  ریف گیتار آن ها بلند و پیچیده هست. همچنین خوانندگی، نوازندگی درام و گیتار بیس در آن ارزش بیشتری نسبت به سبک‌ها و زیر سبک‌های آلترناتیو راک دارند که در سی سال گذشته در موسیقی راک مورد توجه بوده اند». گروه‌های دیگری که بخشی از این جنبش به‌شمار می‌آیند ریوایول سانز، تاندرپوسی، د استراتس، درتی هانی، کرون لندز، لارکین پوو و وایت ریپر هستند.

### جنبش زنده سازی سایکدلیک راک و پراگرسیو راک

پوشن هنری جنگ ریسمان نقره ای از گروه کینگ جززرد اند د لزرد وزرد

جنبش زنده سازی سایکدلیک راک و پراگرسیو راک جنبشی است که در سال‌های نخست دهه ۲۰۱۰ به وجود آمد و انگیزه آن بازآوایی این دو سبک قدیمی موسیقی راک بود. دو سبک سایکدلیک راک و پراگرسیو راک در دهه‌های ۲۰۱۰ و ۲۰۲۰ شاهد افزایش محبوبیت خود شدند. برخی از برجسته‌ترین گروه‌های سایکدلیا-نو در استرالیا کار خود را شروع کردند. گروه تیم ایمپالا تک آهنگ «فیل» خود را در سال ۲۰۱۲ منتشر کردند که در ایستگاه‌های رادیویی در کشورهای مختلف به موفقیت‌های زیادی دست پیدا کرد و پس از آن تیم ایمپالا دو جنگ تحسین شده خود تنهایی (۲۰۱۲) و شارش (۲۰۱۵) را منتشر کردند.
این فرم نو از موسیقی سایکدلیک نه تنها بر اساس گروه‌های سایکدلیک راک و پراگرسیو راک دهه‌های ۱۹۶۰ و ۱۹۷۰ ساخته شده است، بلکه تأثیرات موسیقایی جدید و منحصر به فردی از زیرشاخه‌های دیگر راک، هوی متال و موسیقی رقص الکترونیک را نیز در خود جای داده است. نوشتاری در روزنامه گاردین در سال ۲۰۱۴ می‌نویسد: «استرالیا مکانیاست که در آن گروه‌های راک می‌توانند آزادانه جهت موسیقی خود را انتخاب کنند و نیازی نیست فقط موسیقی آلترناتیو یا پانک را داشته باشند». دیگر گروه‌های جنبش زنده سازی سایکدلیک راک و پراگرسیو راک کینگ جززرد اند د لزرد وزرد، سایکدلیک پورن کرامپت، رولینگ بلکاوتس کوستال فیور، بناناگان، جی واتسون، د مورلاکس، ستونفیلد و تراپیکال فاک هستند.
زنده شدن المان‌های هوش ربودگی در موسیقی راک اروپایی و گروه‌های استونر راک آمریکایی مانند آنکل اسید اند د دد بیتز، گریویارد، کدوور، آل دم ویچز و ترو ویدو نیز دیده می‌شود. این گروه‌ها موسیقی سنگین تر و خشن تری دارند، ریف‌های گیتار آن‌ها بلند و پیچیده است و همچنین تأثیرات قوی از بلوز راک و هوی متال نیز دارند. اروپا بازار خوبی برای گروه‌های سایکدلیا-نو و پراگرسیو راک-نو است و بسیاری از این گروه‌ها از استرالیا و آمریکای شمالی به جای برگذاری اجراهای زنده خود در آمریکای شمالی، اروپا را برای اجرای خود انتخاب می‌کنند.

### جنبش زنده سازی پاپ-پانک و موج دوم جنبش زنده سازی پست-پانک

اولیویا رودریگو یکی از پرفروشترین موسیقیدانان موج نو پاپ-پانک (۲۰۲۱)

در آغاز دهه ۲۰۲۰ موسیقیدانان پاپ و هیپ-هاپ ترانه‌های پرفروشی را که تحت تأثیر پاپ-پانک بود منتشر کردند که بسیاری از آنها توسط تراویس بارکر نوازنده درام گروه بلینک-۱۸۲ تولید شده بود. ماشینگان کلی، ویلو اسمیت، تریپی رد، هالسی، یانگ بلاد و اولیویا رودریگو از این دسته از موسیقیدانان هستند. محبوبیت شبکه اجتماعی تیک تاک با ساختن شور یادمانه برای سبک‌های قدیمی تر راک در جوان و نوجوانان به همه‌گیری بیشتر پاپ-پانک کمک کردند. جنگ بلیت زمین خوردنم (۲۰۲۰) از ماشینگان کلی و ترانه «خوش به حالت» (۲۰۲۱) اولیویا رودریگو توانستند فروش خوبی به دست آورند و به محبوبیت دوباره پاپ-پانک کمک شایانی کنند.
در سال‌های پایانی دهه ۲۰۱۰ و سال‌های نخست دهه ۲۰۲۰ موج نو از گروه‌های پست-پانک در انگلستان و ایرلند به وجود آمد. دو ماهنامه ان‌ام‌ئی و د کویتوس در سال ۲۰۱۹ گروه‌های جدید پست-پانک را «گروه‌های میل لنگ» نامیدند. از این گروه‌های نو پست-پانک می‌توان بلک میدی، وت لگ، اسکواد، بلک کونتی، نیو رود، درای کلینینگ، شیم اسلیفورد مادز، فانتینز دی.سی.، د موردور کپیتال، آیدلز و یارد اکت را نام برد. گروه‌های پست-پانک زیادی از دیگر کشورها نیز در دهه ۲۰۱۰ و ۲۰۲۰ به شهرت رسیدند، از این گروه‌ها می‌توان پارکت کورت، پروتومارتیر و گیز در ایالات متحده، پریوکپیشنز در کانادا، آیسیج در دانمارک و ویاگرا بویز از سوئد را نام برد.

## بروندادهای موسیقی راک بر دنیای غرب

نمونه ای از مد لباس گریسر در دهه ۱۹۵۰
یک زوج هیپی در دهه ۱۹۶۰
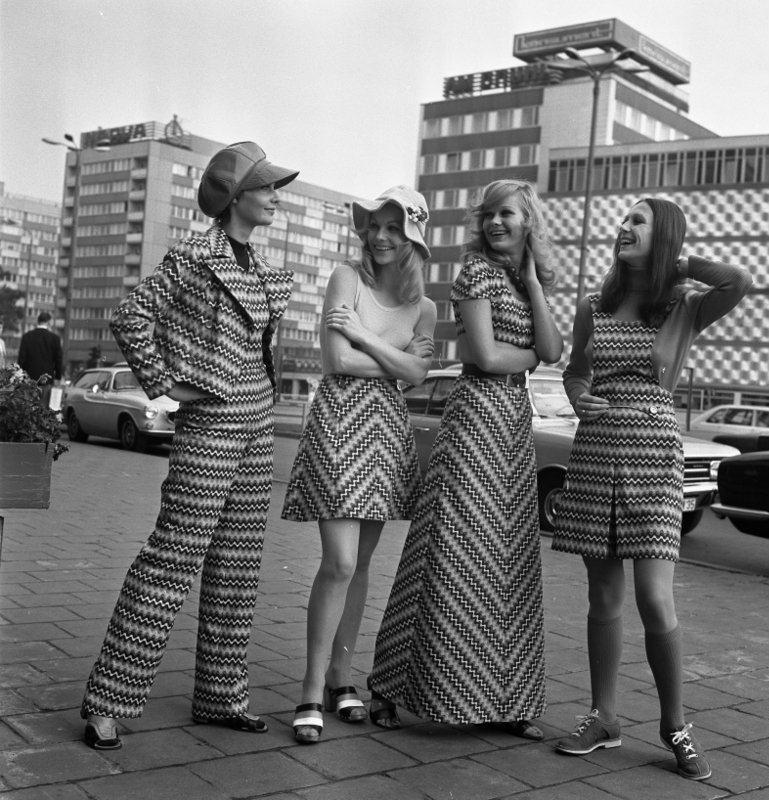
مد لباس در میانه دهه ۱۹۷۰ که تحت تاثیر گلم راک بوده است.
نمونه ای از کت و شلوار لی سنگ شور شده، این مد در ۱۹۸۰ با پیدایش موج نو و سینث-پاپ محبوب شد.
مد لباس گرانج در دهه ۱۹۹۰ که با پیدایش گرانج به وجود آمد.

موسیقی راک و زیر سبک‌هایش دست آویزی برای پیدایش مدهای لباس و چندین خرده فرهنگ گوناگون در بسیاری از کشورهای غربی و ژاپن شدند. در دهه‌های ۱۹۵۰ و ۱۹۶۰ جوانان انگلستانی خرده فرهنگ تدی بوی، مدها و راکر را که با پیدایش راک اند رول در ایالات متحده آغاز شد بود را به وجود آوردند. پاد فرهنگ دهه ۱۹۶۰ از سایکدلیک راک به وجود آمده است. خرده فرهنگ پانک از میانه دهه ۱۹۷۰ در انگلستان آغاز شد. مد لباسی که توسط ویوین وست وود برای گروه پانک راک سکس پیستولز ساخته شده بود به پانک راک کمک کرد تا خود را به عنوان یک خرده فرهنگ جا بیندازد. در کنار خرده فرهنگ پانک خرده فرهنگ‌های گات و ایمو نیز رشد کردند که هر دو مد و فرم لباس خود را داشتند.
هنگامی که خرده فرهنگ‌های راک در سراسر جهان گسترش یافت اند، جای سینما را که سرچشمه بسیاری از فشن‌ها و مدهای زمان خود بود را گرفتند. هرچند پیروان موسیقی راک بیشتر به دنیای مد با یک دید منفی می‌نگرند. مدهای لباس راک آمیزه ای از بن مایه‌های فرهنگی گوناگون از چندین دوره تاریخی هستند. همچنین موسیقی راک دیدگاه متفاوتی در زمان خود به گرایش‌ها و آمیزش جنسی داشت. موسیقی راک به دلیل وجود آزادی جنسی در بین طرفدران خود همیشه مورد انتقاد قرار گرفته است موسیقی راک همچنین با مصرف مواد مخدر مانند آمفتامین که توسط مدها در میانه دهه ۱۹۶۰ مصرف می‌شد، ال اس دی، مسکالین، حشیش و سایر داروهای توهم‌زا که توست هیپی‌ها و طرفداران سایکدلیک راک در سال‌های پایانی دهه ۱۹۶۰ مصرف می‌شد و مصرف حشیش، کوکائین و هروئین در دهه ۱۹۷۰ همیشه مورد انتقاد بوده است.
راک موسیقی سیاه پوستان آمریکایی را به شنوندگان تازه ای نشان داد که پیش از آن با آن آشنا نبودند. موسیقی راک تأثیرات بسیاری از موسیقی‌های دیگر کشورها را در خود گنجانده است که توانست شنوندگان غربی را با سبک‌های موسیقی دگر نیز آشنا کند. هرچند برخی بر این باورند که گسترش جهانی موسیقی راک گونه ای از امپریالیسم فرهنگی است. موسیقی راک وارث رسم ترانه اعتراضی در موسیقی همه پسند شد که پیشتر در اختیار موسیقی فولک بود. در دهه ۱۹۸۰ ترانه‌های سیاسی با ترانه «آیا می‌دانند که کریسمس است؟» (۱۹۸۴) و جشنواره لایو اید برای اتیوپی بود به اوج خود رسید. انگیزه این جشنواره افزایش آگاهی از فقر جهانی و کمک‌های مالی بود. هرچند برخی از منتقدان بر این باور بودند که این جشنواره فقط نمایشی برای فراهم آوردن شهرت و پول بیشتر برای موسیقیدانان راک است.
موسیقی راک از زمان پیدایش اش با شورش نوجوانان و جوانان علیه هنجارهای اجتماعی همراه بوده است. در دهه ۱۹۵۰ با پیدایش راک اند رول آمیزش جنسی در میان نوجوانان و مصرف مواد مخدر، رد فرهنگ مصرف گرایی و عشق آزاد در دهه ۱۹۶۰ که با جنبش هیپیان همراه بود و زیر پا گذاشتن همه قراردادهای اجتماعی در خرده فرهنگ پانک در دهه ۱۹۷۰ از نمونه این هنجارشکنی‌ها هستند.